# Artois
Ne doit pas être confondu avec Artois (province).
L'Artois ou Artois-Propre (en picard : Artoés), pour « proprement dit », est un pays traditionnel picard situé dans le département du Pas-de-Calais en région Hauts-de-France.
Situé dans le nord de la France, l'Artois est borné au sud par le département de la Somme et traversé par les rivières de la Scarpe, le Crinchon et la Lawe. Il forme une partie considérable de la division territoriale du Pays d'Artois, auquel il donne son nom, ainsi qu'une grande partie du SIVOM du Bruaysis. En dehors de la capitale, Arras, les principales villes de l'Artois sont Bruay-la-Buissière, Bapaume, Houdain, Avesnes-le-Comte et Aubigny-en-Artois.
Aussi appelé « Pays d'Artois », « Arrageois », en raison de la présence d’Arras sur ses terres, il bénéficie d'un important patrimoine architectural hérité du classicisme, de paysages verdoyants et de nombreux châteaux et de plus de trente communes classés « Village Patrimoine ».
Le nom de l'Artois provient d’une tribu celte, les Atrébates, qui ont peuplé le territoire dès l'âge du fer, qui a donné son nom au pagus Atrebatensis, et à la cité des Atrebates, Arras.

## Toponymie
Le nom Artois viendrait du peuple celtique des Atrebates. Leur nom est probablement issu du celtique *Adtrebates de *Ad-treba-ti, peut-être « ceux qui habitent » ou « ceux qui possèdent des villages » (cf. vieil irlandais ad-treba « il habite, il cultive », verbe dérivé de treb « habitation », cognat du breton tre- « village » cf. trève, gallois tref « habitation »), latinisé en Atrebates.
Leur oppidum Nemetocenna (ou Nemetacum « le pays, le terrain appartenant au sanctuaire » cf. nemeto- et suffixe -āko.) est connu à partir de la période du Bas-Empire romain sous le nom Arras (Athrebate XIe siècle) qui conserve également cet ethnonyme selon un processus fréquemment observé en Gaule.
La gentilé de l'Artois est Artésien, avec sa forme féminine Artésienne.

## Géographie et composition

### Localisation

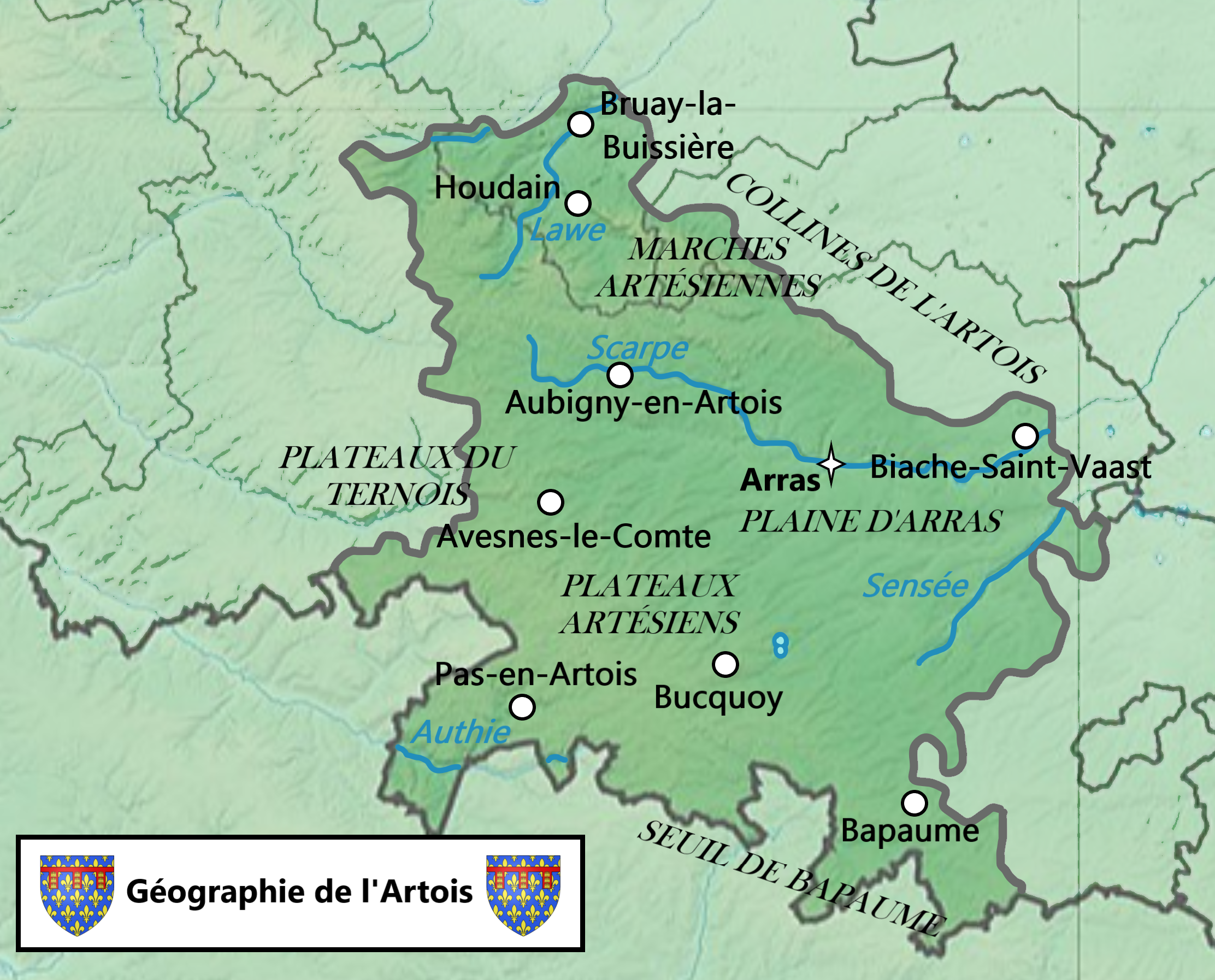
Géographie de l'Artois.

L'Artois partage ses frontières avec deux pays du département de la Somme : l'Amiénois et le Santerre. Il est borné à l'ouest par le Ternois, à l'est par l'Ostrevent et le Cambrésis et au nord par la Gohelle.
L'Artois occupe un espace défini par quelques frontières naturelles : au sud il est bordé par le seuil de Bapaume et au nord par les collines de l'Artois. À l'ouest, il se limite à partir des collines du Ternois vers Avesnes-le-Comte. Seul l'est de la région n'a pas de limites naturelles, en direction de Cambrai et Oisy-le-Verger.
L'Atlas régional des Paysages considère qu’il existe une entité naturelle nommée « grands plateaux artésiens et cambrésiens ». L'Artois y est décrit comme couvrant principalement les paysages nommés les plateaux artésiens, la plaine d'Arras et les marches artésiennes au nord.
L'Artois se trouve en grande partie dans la structure de regroupement de collectivités locales, Arras Pays d'Artois, également constituée de la majeure partie du Ternois, mais aussi presque intégralement dans le SIVOM du Bruaysis.

### Paysages

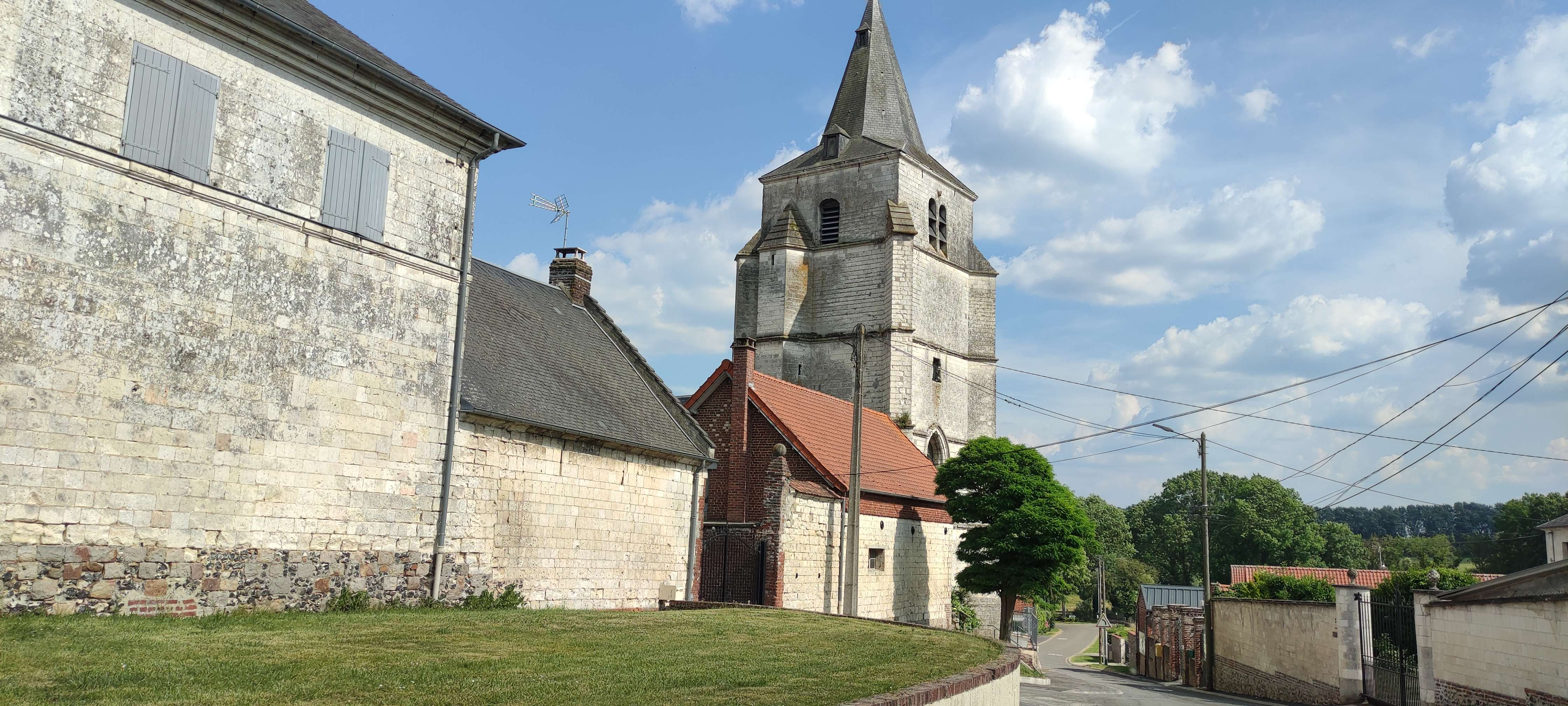
Basseux, un village typique de l'Artois : on aperçoit d'abord le clocher, derrière le sommet d'une butte.

L'Artois culmine en son centre-nord, autour de Bouvigny-Boyeffles, Villers-au-Bois et Fresnicourt-le-Dolmen. Cette zone correspond à la partie la plus élevée des collines de l'Artois. Nous quittons les zones urbaines en prenant direction vers la Somme, les collines de l'Artois commencent à onduler et l'urbanisation intensive laisse enfin place au vert. L'habitat y est différent et les villes de briques rouges laissent place aux villages de pierres blanches.

#### Géographie physique

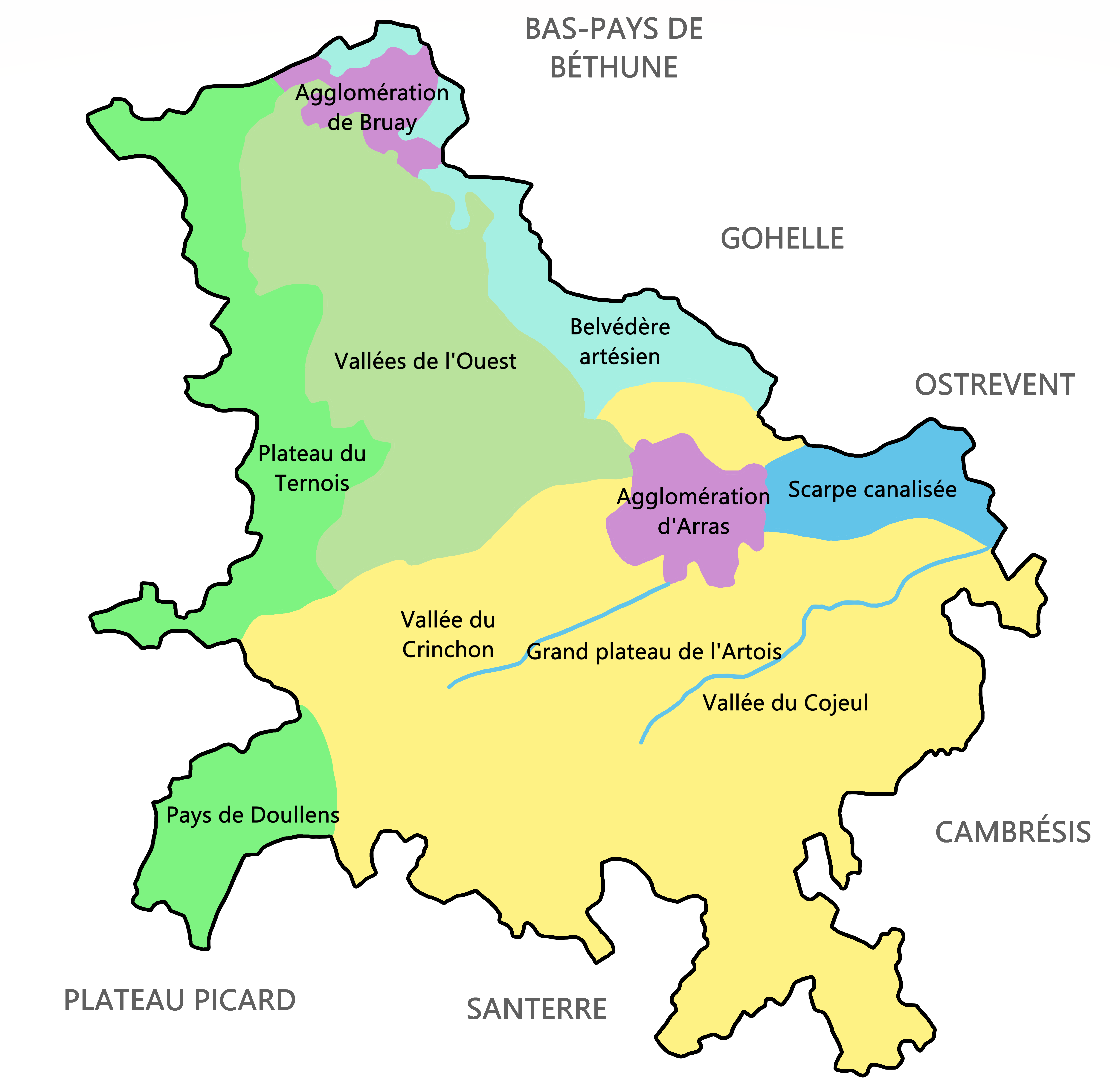
Entités paysagères de l'Artois,.

Le milieu physique de l'Artois constitue l’ossature du paysage. Il correspond au relief marqué par le grand plateau de l’Artois, ainsi qu'aux vallées de la Scarpe et Gy, du Crinchon et du Cojeul qui s’insinuent sur le plateau, dynamisent ce paysage d’openfield, et sur lesquelles s’appuient les implantations villageoises. L’occupation humaine du sol dans sa dynamique historique et ses identités culturelles permet également de distinguer les infra-territoires les uns des autres.
L'Artois se caractérise sur le plan géo-morphologique par l'omniprésence de la craie dans sa partie centrale. Albert Demangeon, dans sa thèse La Picardie et ses régions voisines, appelle la plaine picarde le grand plateau de craie s'étendant de Beauvais jusque Lens et passant par Cambrai, Arras, Saint-Quentin et Amiens. Cette plaine s'étend pour l'essentiel sur les départements de la Somme, sur des parties non négligeables de l'Oise, l'Aisne et du Nord et sur l'intégralité de l'Artois.
Selon les élus de la communauté urbaine d'Arras, le paysage de l'Artois est une voie d’entrée privilégiée de compréhension du territoire, s’appuyant sur des données physiques mais également relevant de la sensibilité individuelle. Son approche est fédératrice d’une identité, d’une appartenance culturelle à part entière. Cette diversité de paysages permet de créer différentes ambiances sur le territoire par le passage de paysages intimistes à des paysages très ouverts, la variation des perceptions et des jeux de vus/cachés qui constituent une scénographie, qui met en scène le paysage et le patrimoine.

#### Vallées de l'Ouest

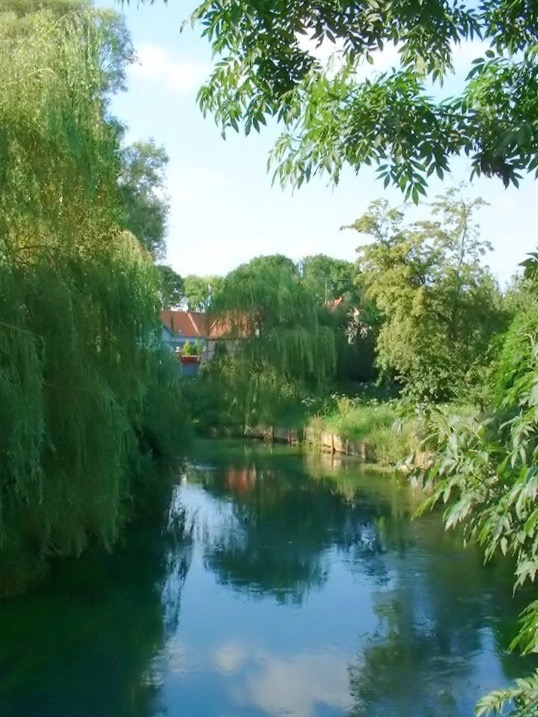
La Scarpe, quelques kilomètres en amont d'Arras.

L'Artois est traversé par de nombreux cours d'eau en son nord-ouest, entre les vallées du Gy et de la Lawe. Au niveau d’Acq, la Scarpe n’est plus qu’un fin ruisseau et n’est perceptible qu’au travers de la végétation arborée, des jardins et prairies qui longent la RD 49. L’architecture des vallées de l'ouest est dominée par les pierres blanches qui remplacent les briques et les villages s’étendent dans un lit verdoyant adossés au coteau.
La vallée de la Brette et la haute vallée de la Lawe offre des paysages verdoyants et boisés qui font une ouverture depuis le bassin bruaysien sur l'ancien bassin minier, qui est visible du mont Anzin. Le relief offre des parcours variés et des beaux points de vue pour les randonneurs et les vététistes. La commune de Fresnicourt-le-Dolmen abrite le château médiéval d'Ohlain, un authentique exemple de « château fort des plaines de l'Europe de Nord », dont les visites sont également possibles.

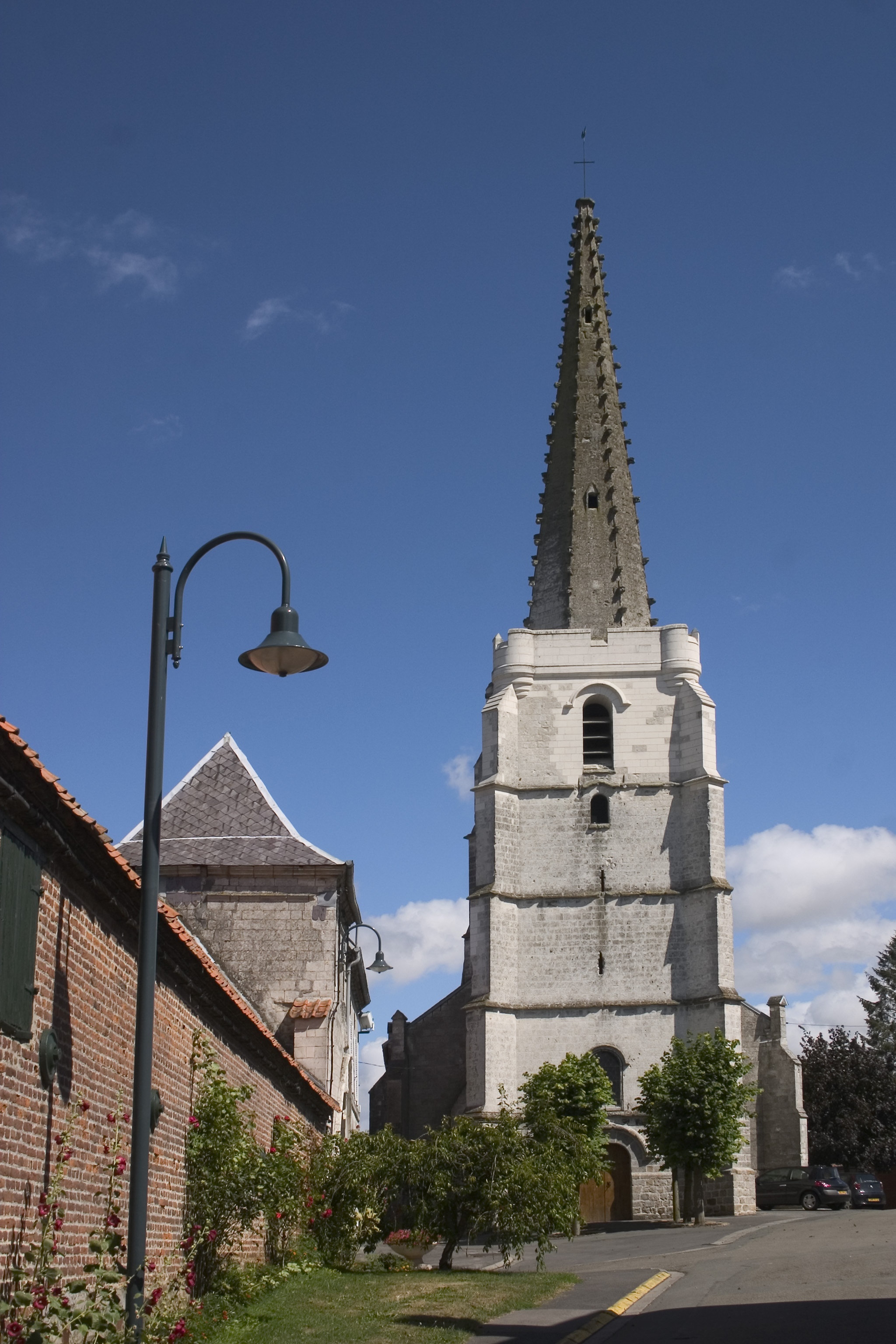
Camblain-l'Abbé, exemple de pierres utilisées dans la région.

À quelques kilomètres d'Arras, ces paysages sont visibles autour de la Scarpe. La végétation alentour (vallée, bois) sert ainsi de refuge pour la faune environnante : amphibiens, reptiles, rapaces, Martins pêcheurs. Ce rôle est renforcé par la proximité d'importants sites urbains.

Paysages des vallées de l'Ouest.
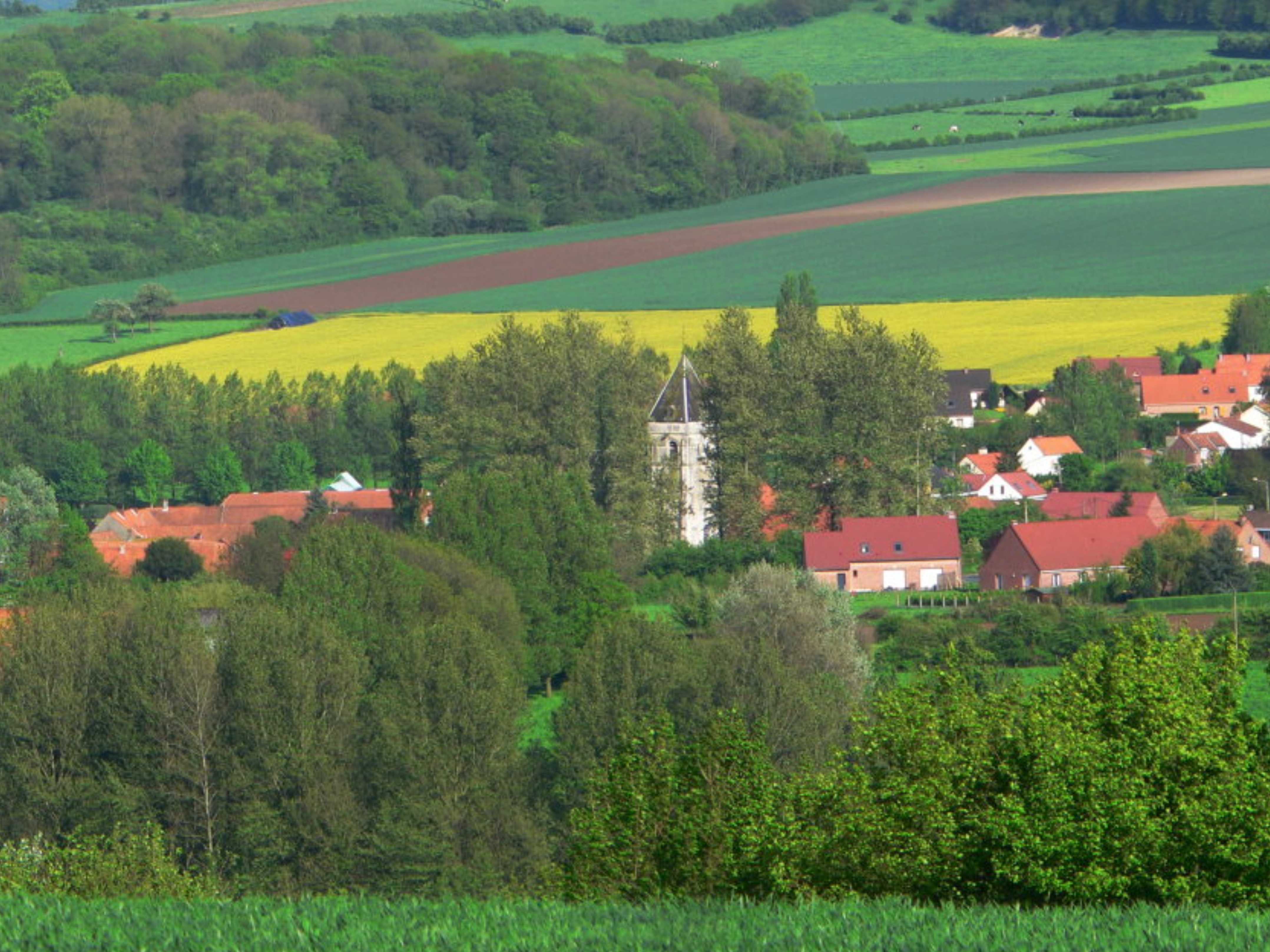
Collines de l'Artois à La Comté.
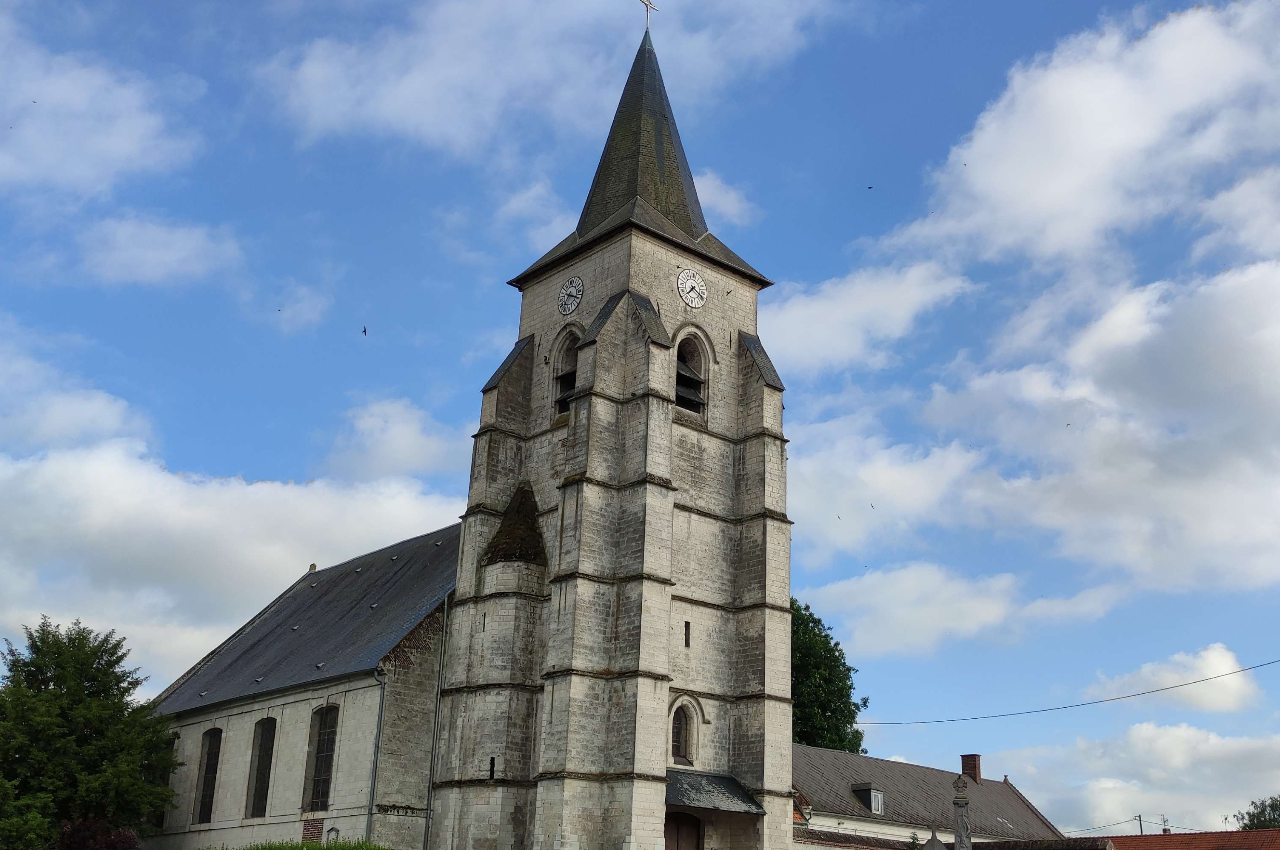
Duisans, le bourg.
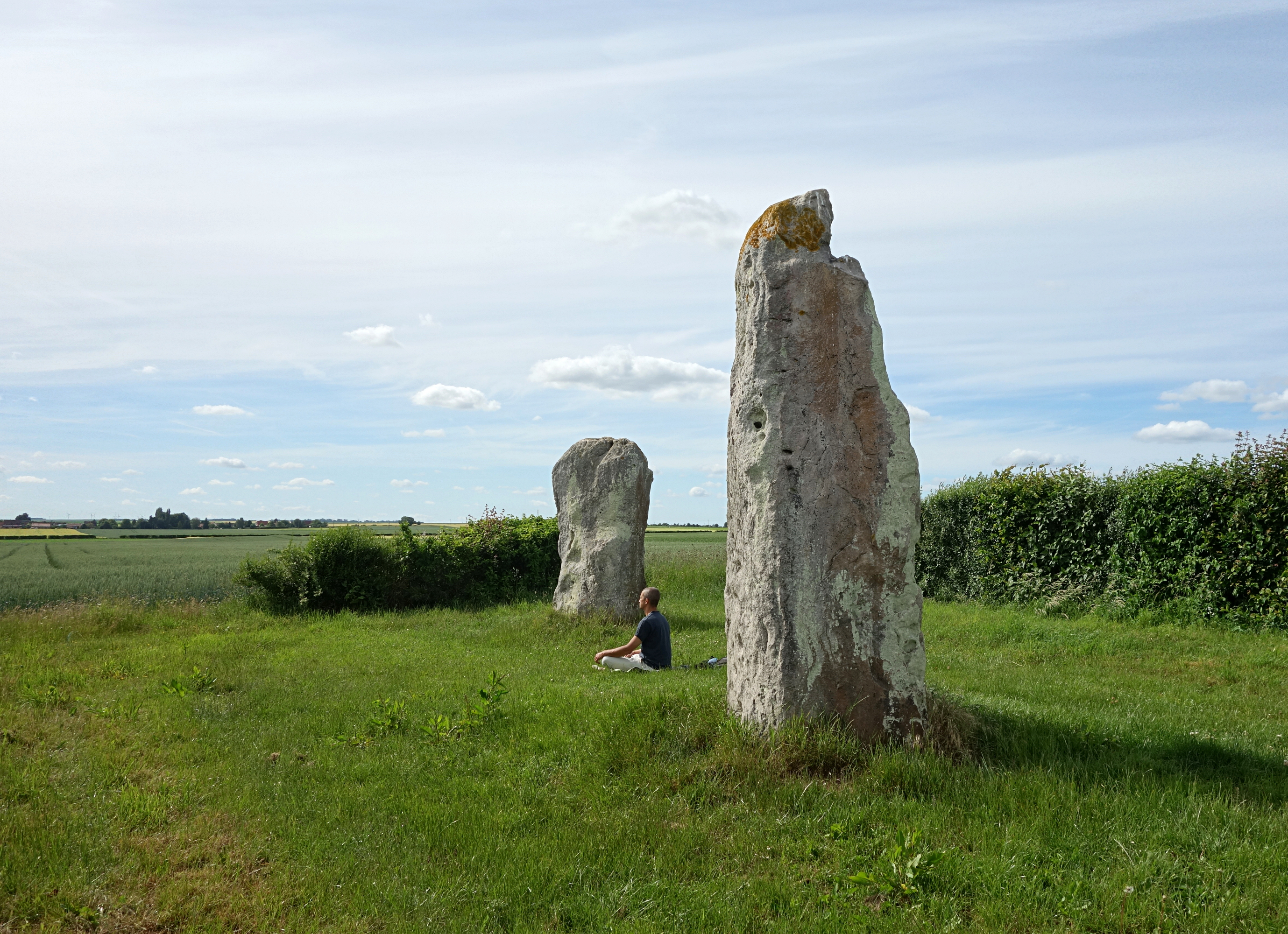
Les Pierres Jumelles d'Acq.
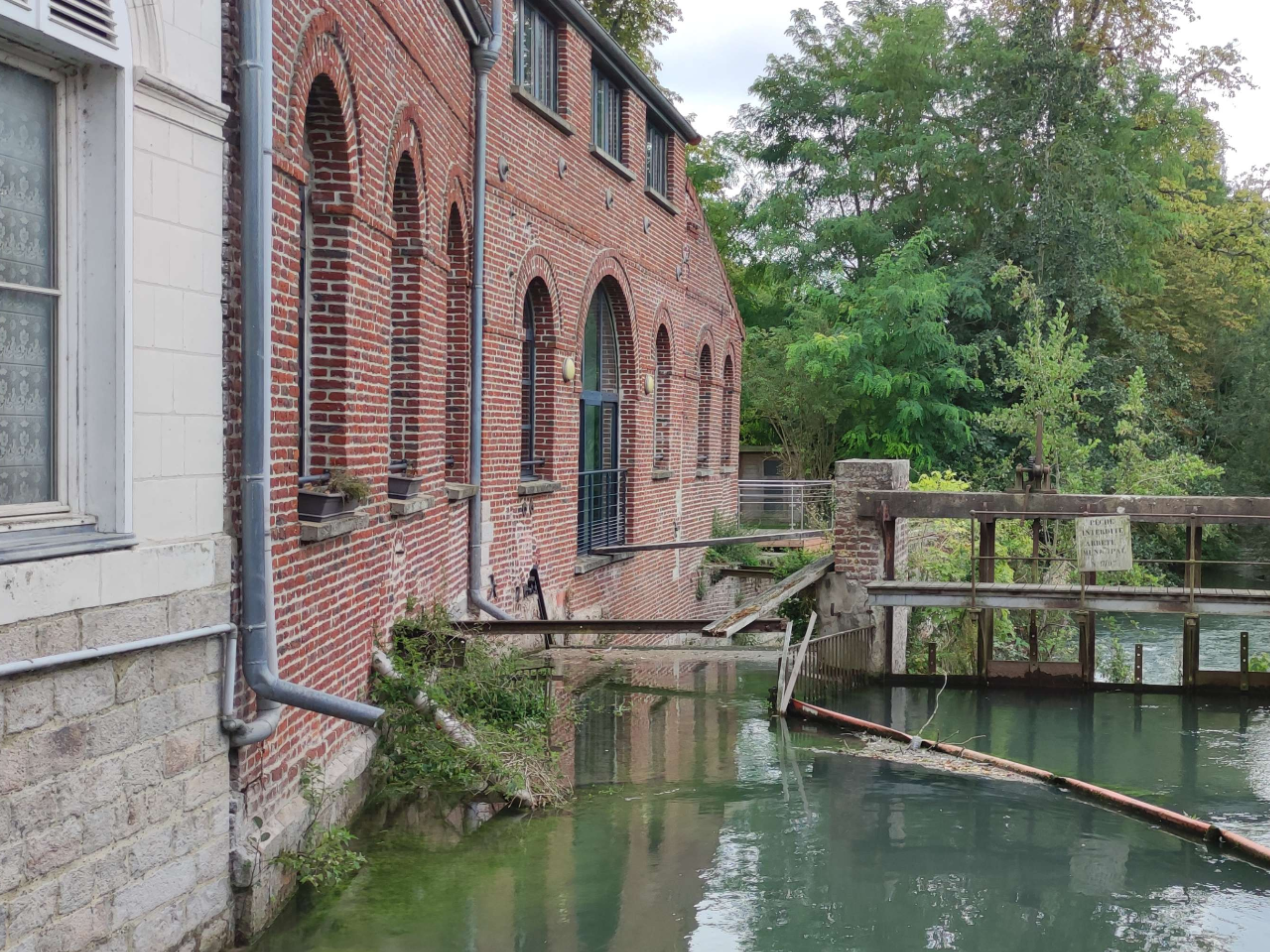
Moulin de la pisciculture d'Anzin-Saint-Aubin.
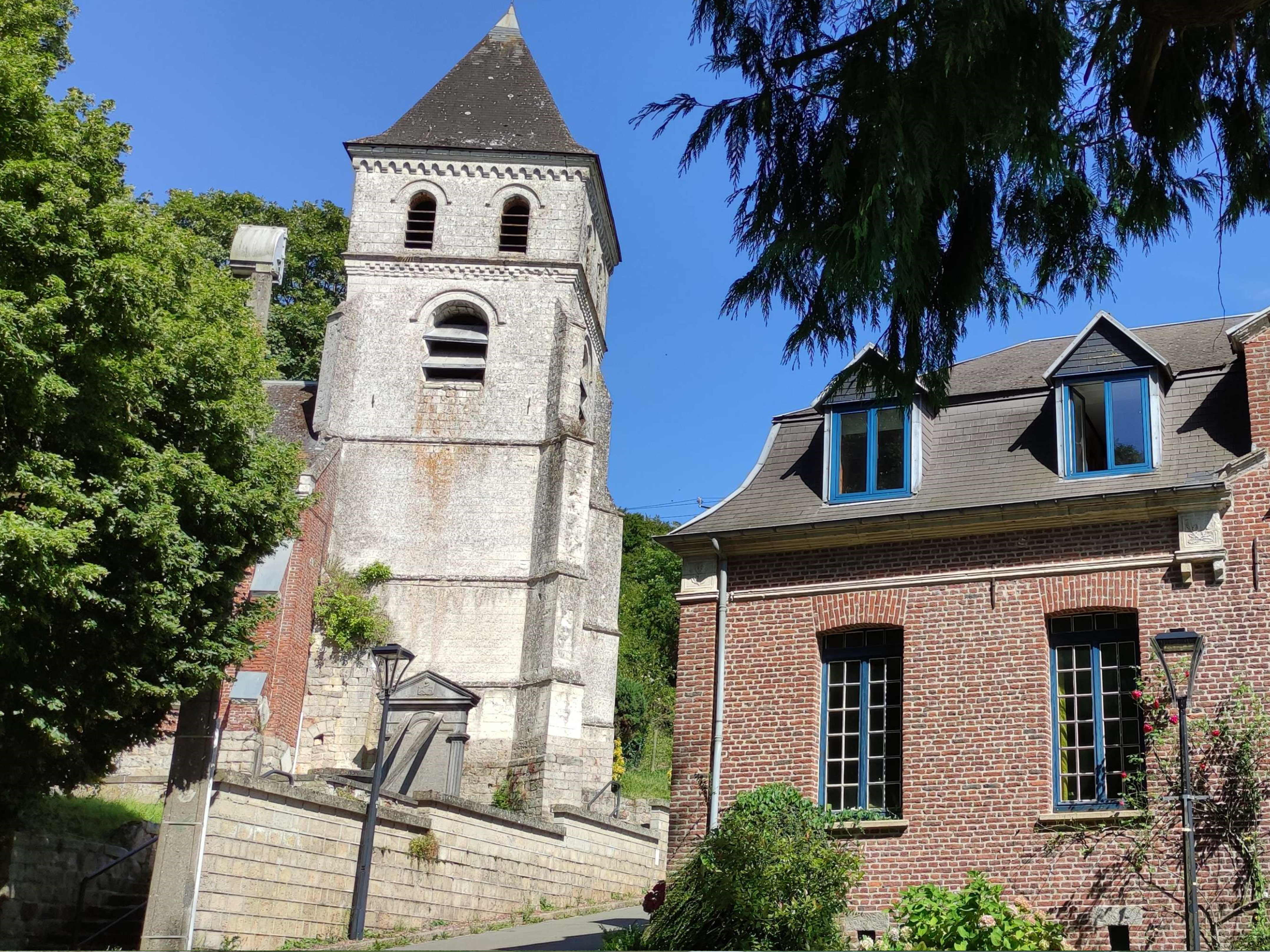
Fresnicourt-le-Dolmen, sur les collines de l'Artois.

#### Grand plateau d'Artois

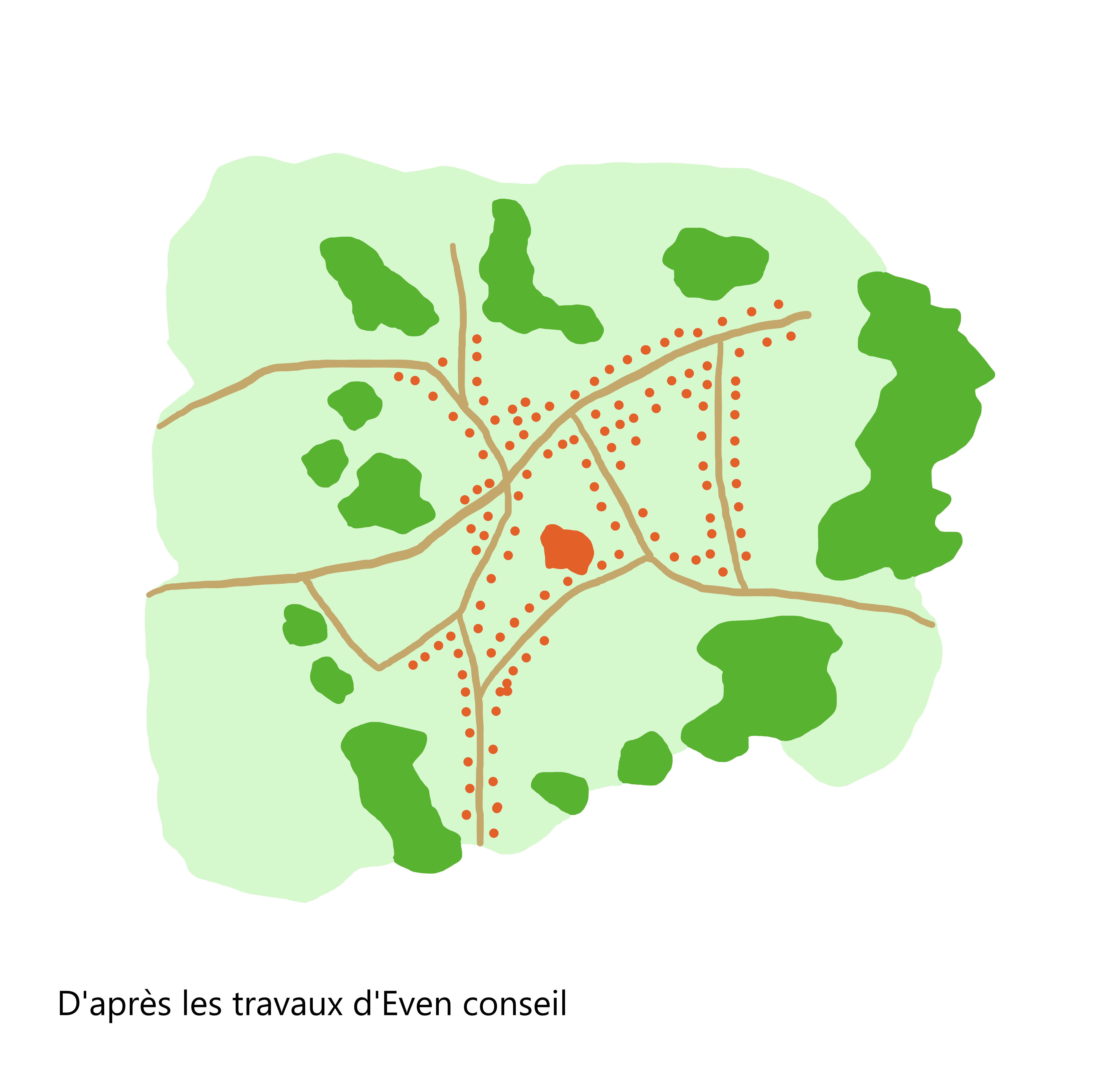
Représentation schématique d’un village-bosquet.

Bien que traversé par les rivières du Crinchon et du Cojeul, le grand plateau d'Artois est marqué par les grandes cultures aux paysages ouverts, offrant de vastes perspectives, dont seules les verticales viennent ponctuer l’espace (végétation, éoliennes, antennes, pylônes) par opposions aux vallées de l'ouest. Les bosquets accompagnent les villages et les alignements d’arbres le long des routes sont rares. Les villages s’inscrivent soit en sommet de plateau, soit dans les deux vallées qui coupe le plateau, du Crinchon et du Cojeul.
Les franges, ou lisières paysagères, correspondent aux limites entre les zones urbanisées et les zones naturelles ou agricoles. Ces zones sont particulièrement sensibles du point de vue paysager, puisqu’elles constituent un changement de rythme et d’occupation de l’espace, les paysages agricoles très ouverts, donnent ainsi lieu à des vues lointaines. Ce sont des limites aux contours flous, dessinées par les moutonnements successifs des masses végétales. Elles donnent un caractère intime aux villages et jouent un rôle prépondérant dans la perception des villages.
Présentes autour des bourgs ruraux et spécifiques de la région, les lisières rurales sont marquées par les auréoles bocagères (haies, boisements, vergers, arbres), constituant à l’origine la ceinture bocagère dans laquelle les villages étaient enserrés. En Artois subsistent de nombreux villages bosquets. Toujours à distance du cœur d’agglomération, ces villages en proximité de ce dernier semblent avoir perdu cette caractéristique.

Paysages du Grand plateau d'Artois
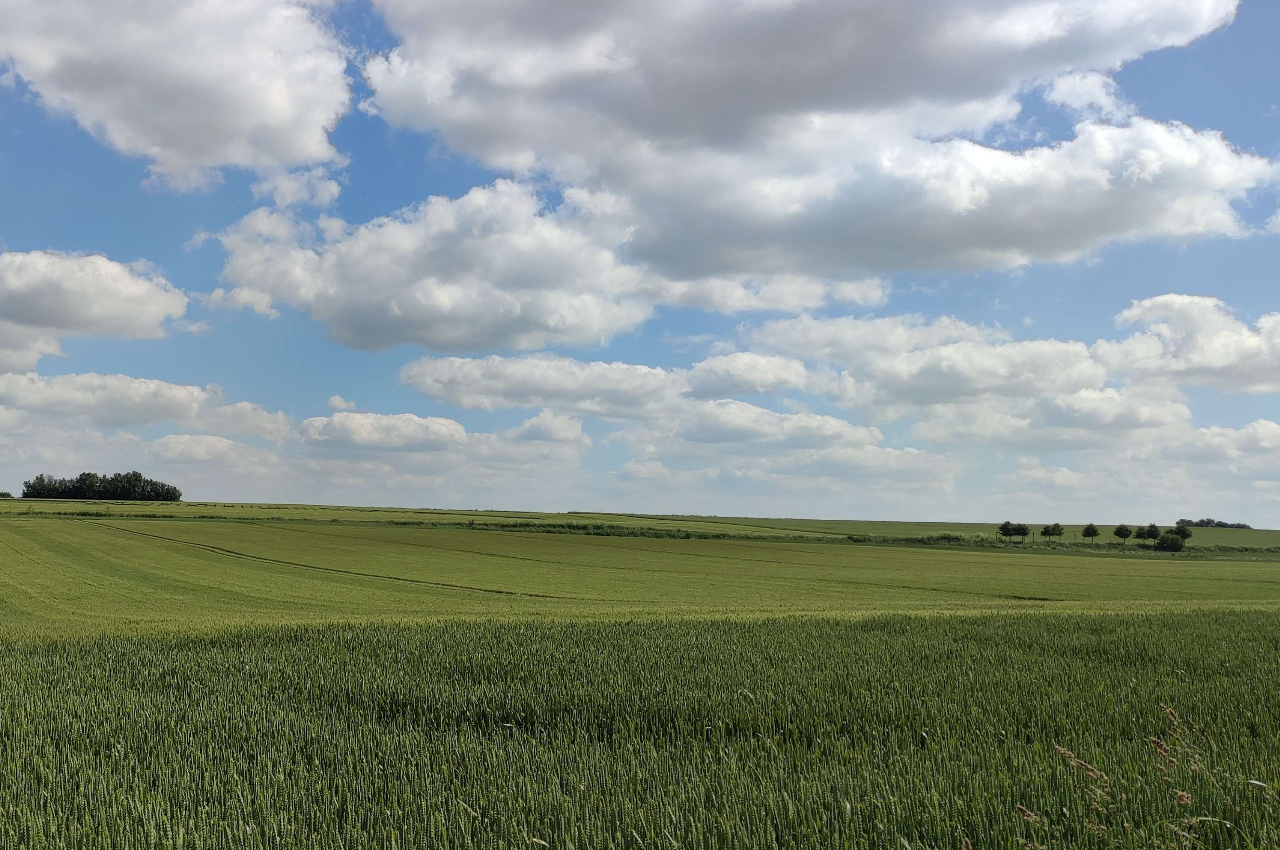
Plateau de l'Artois près de Beaumetz-lès-Loges.
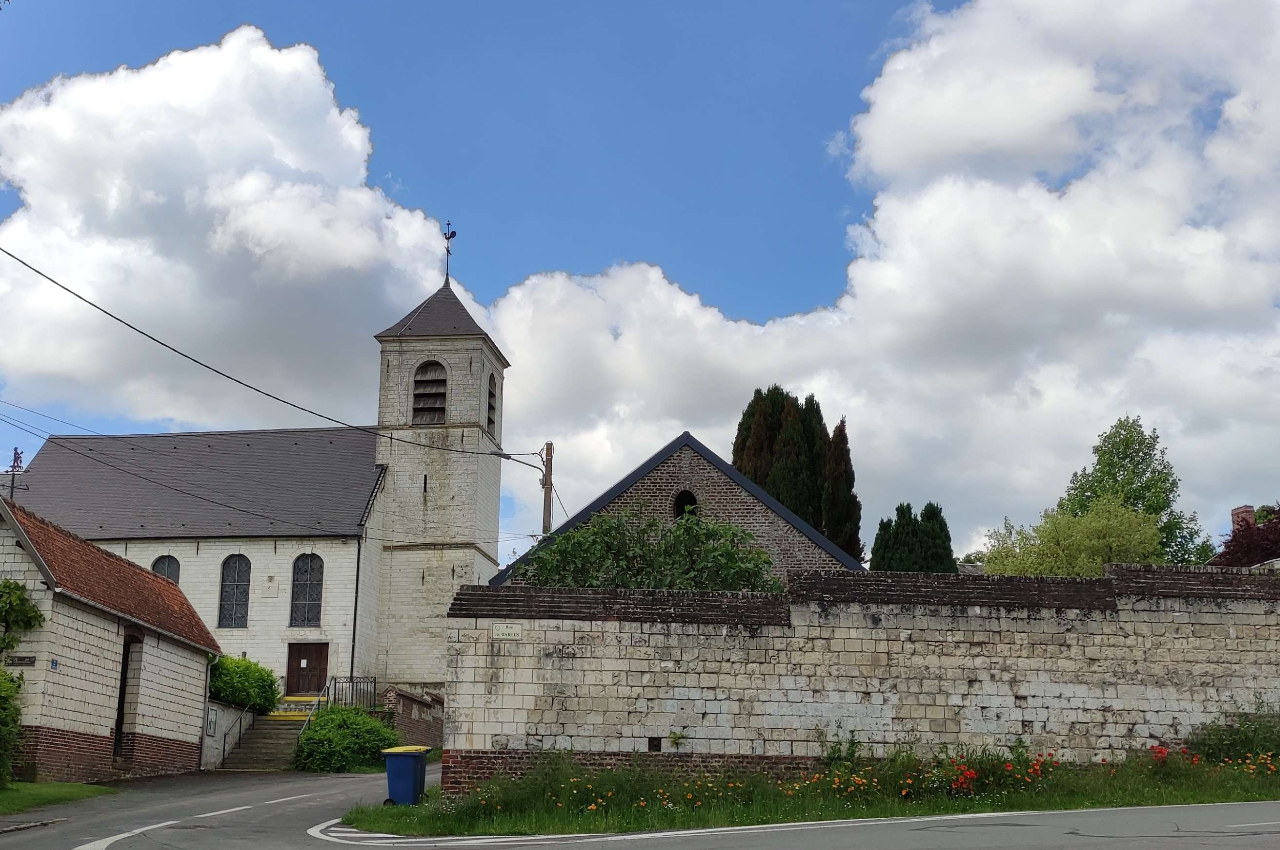
Berneville, et son église.
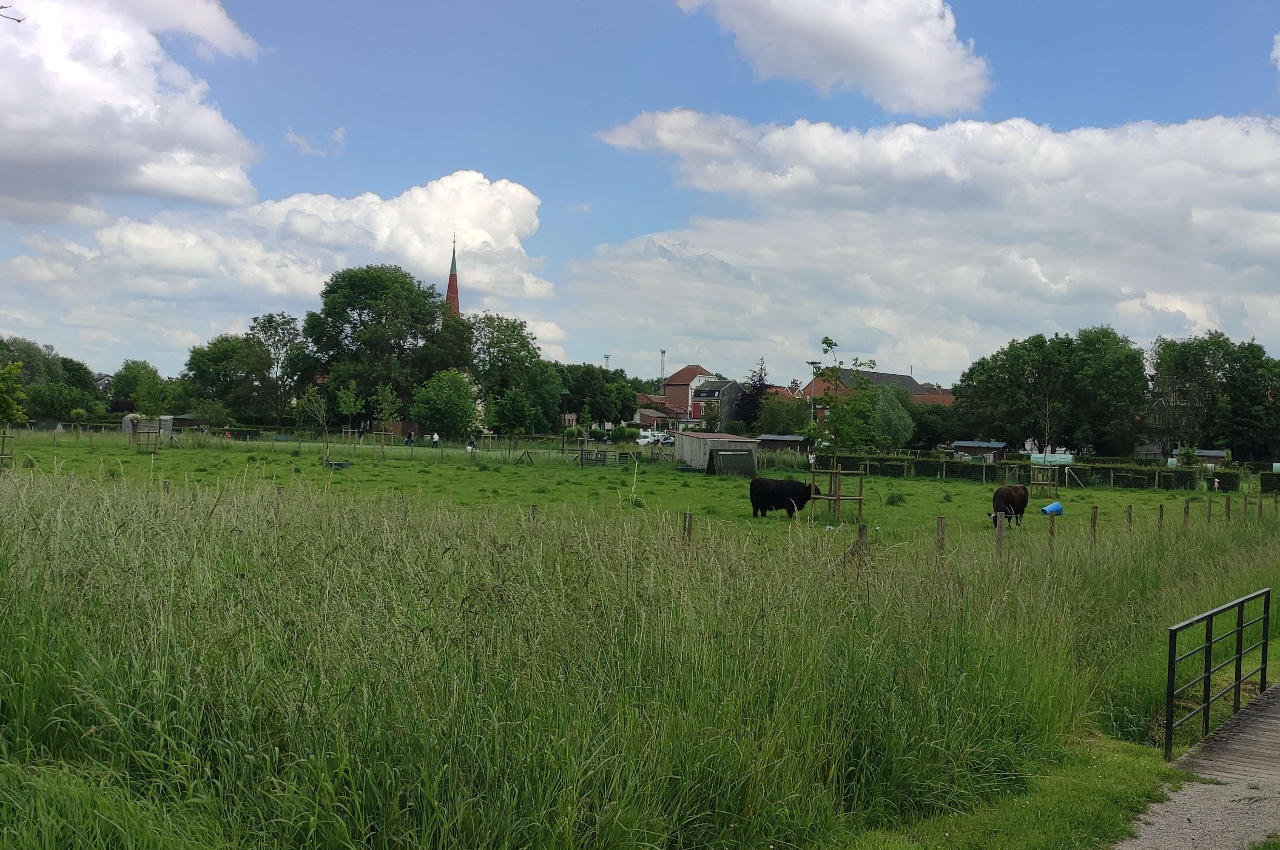
Parc de la Bassure, Achicourt.
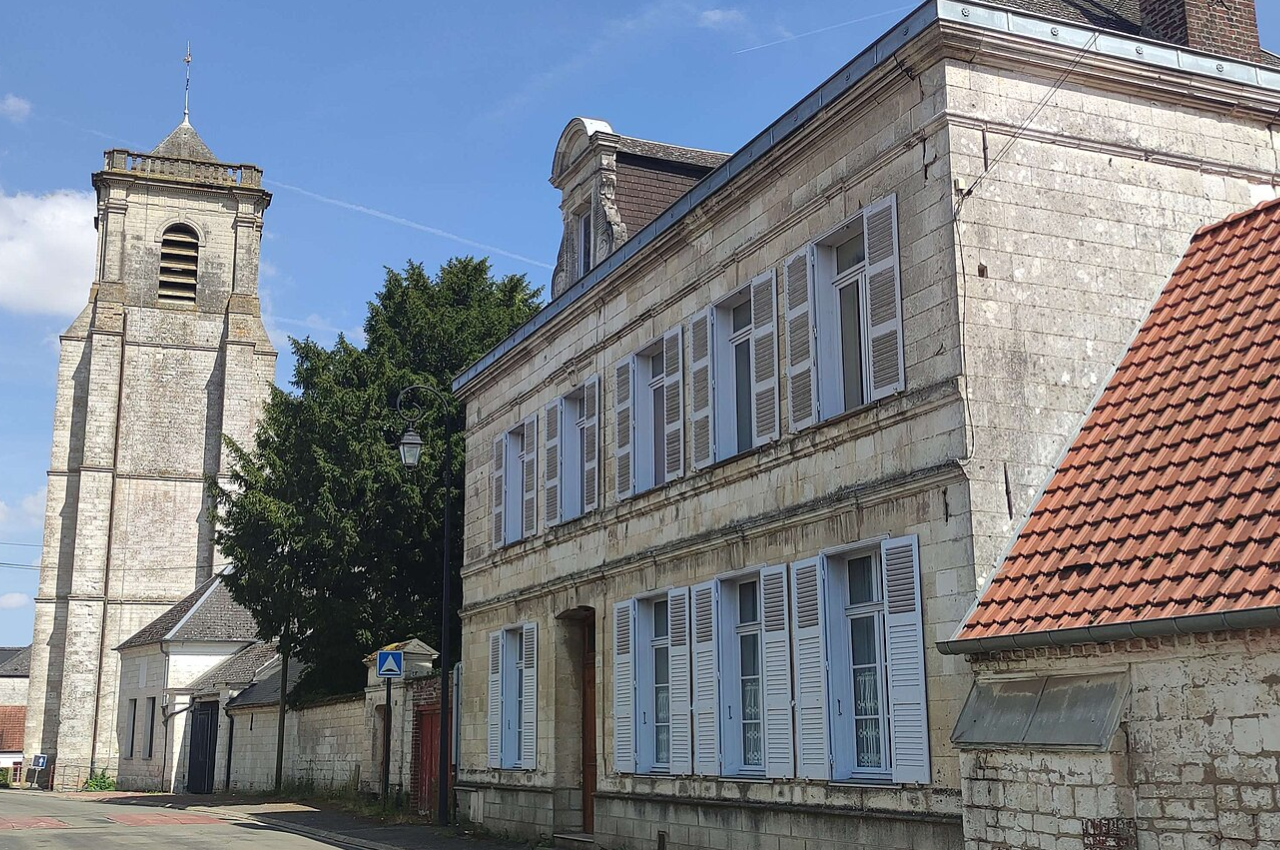
Rivière, sur les bords du Crinchon.

### Hydrographie
L'Artois est traversé par deux principaux cours d'eau, la Scarpe, et la Lawe. La Scarpe prend sa source aux alentours de Tincques, à la limite avec le Ternois, cette rivière était autrefois dénommée Satis, mais le comte de Flandre décide de la relier avec le Scarbus, actuel Escrebieux vers 980 par le canal de Vitry. Le cours d'eau a de nombreux petits affluents, en amont de la capture, dont le Gy et le Crinchon. La Lawe quant à elle prend sa source à Rocourt en l'Eau, hameau de Magnicourt-en-Comte, passant par La Comté, Beugin, Houdain ou encore Bruay-la-Buissière, elle forme un creusement dans les plateaux artésiens en se dirigeant vers les Flandres à La Gorgue après un parcours de 41,1 kilomètres, où elle est un affluent de la Lys. La Lawe possède plusieurs vrais affluents : la Biette, la Bajuelle et la Brette, dont coule les ruisseaux de Caucourt et d'Hermin.
D'autres cours d'eau sont présents en Artois, dont la Sensée qui prend sa source au sud d'Arras, le Cojeul au nord de Bapaume, ou encore l'Authie qui est partiellement présente en Artois. La Clarence est aussi située sur une petite partie de l'Artois, elle sépare historiquement la civitas des Atrébates de celle des Morins.

Cours d'eau.
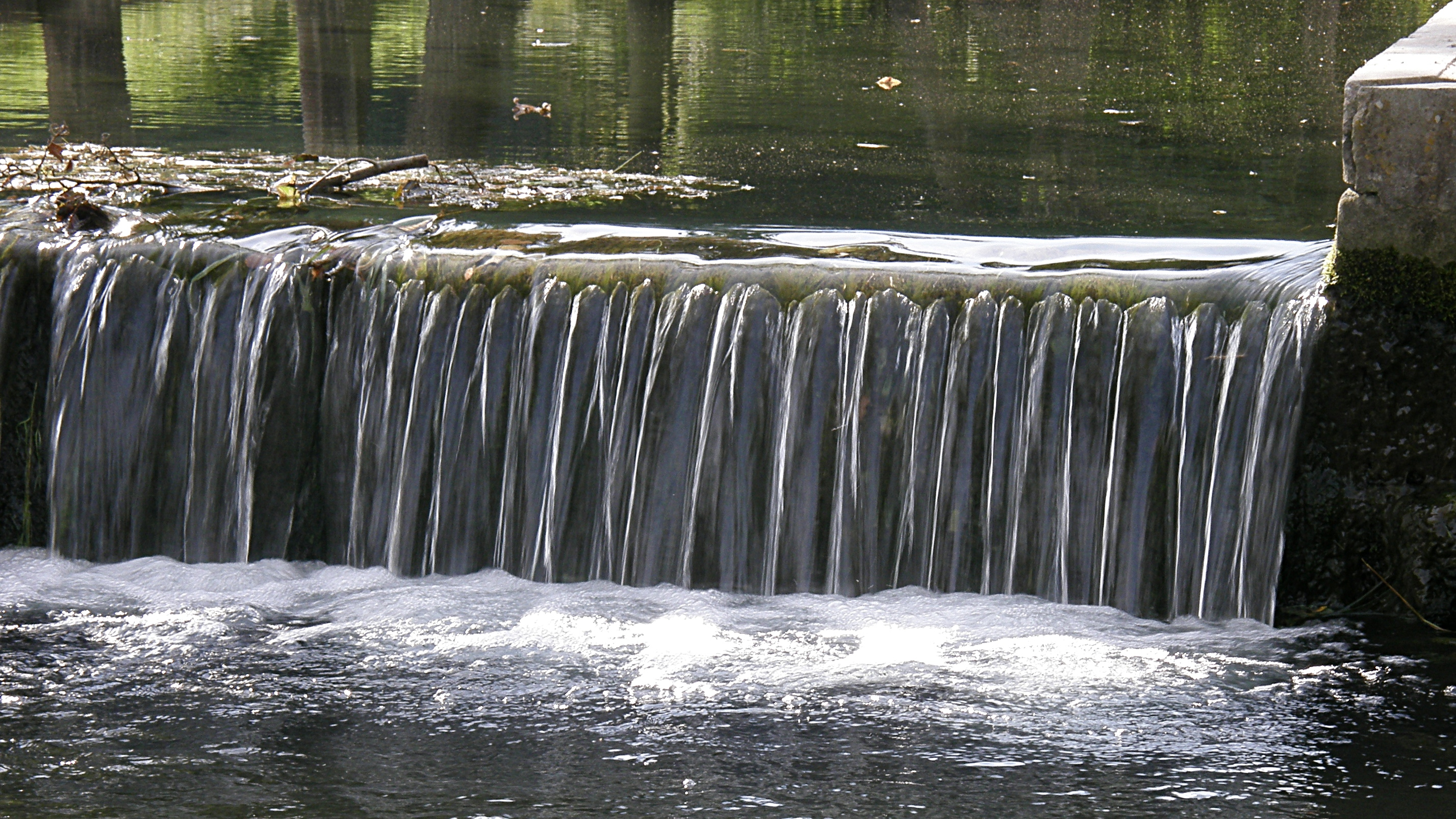
Le Gy à Étrun.
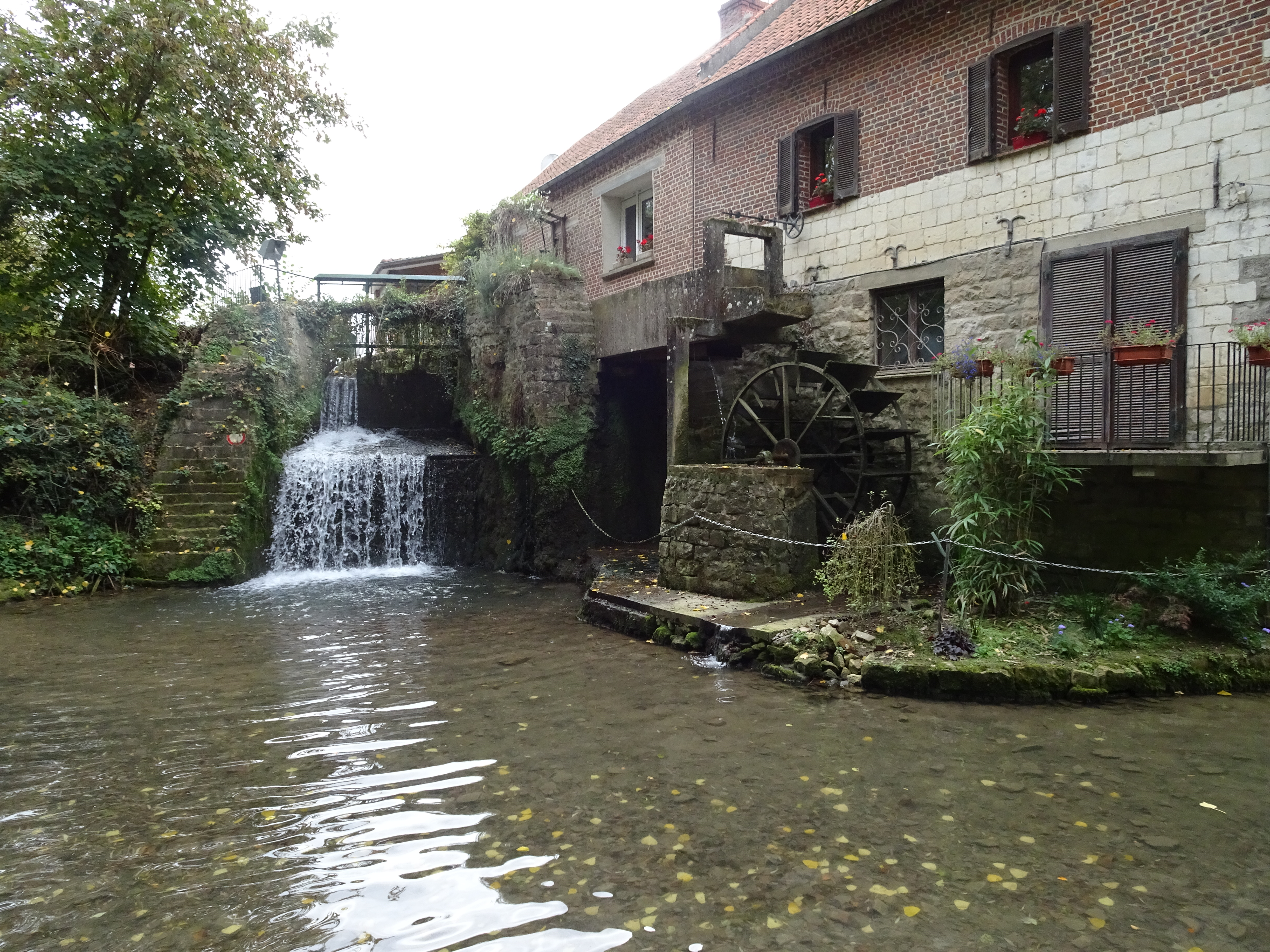
Ruisseau de Caucourt.
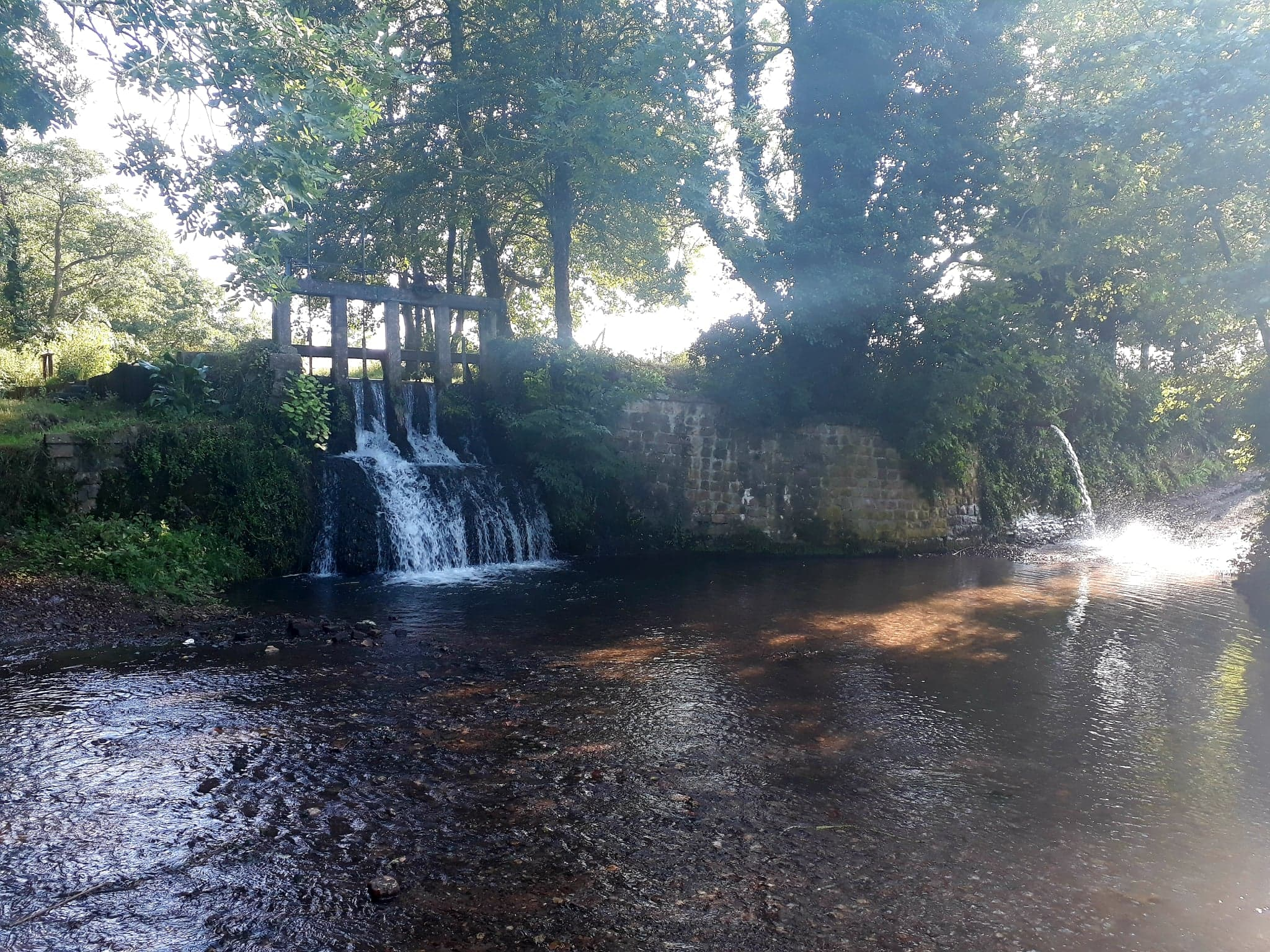
La Lawe à La Comté.
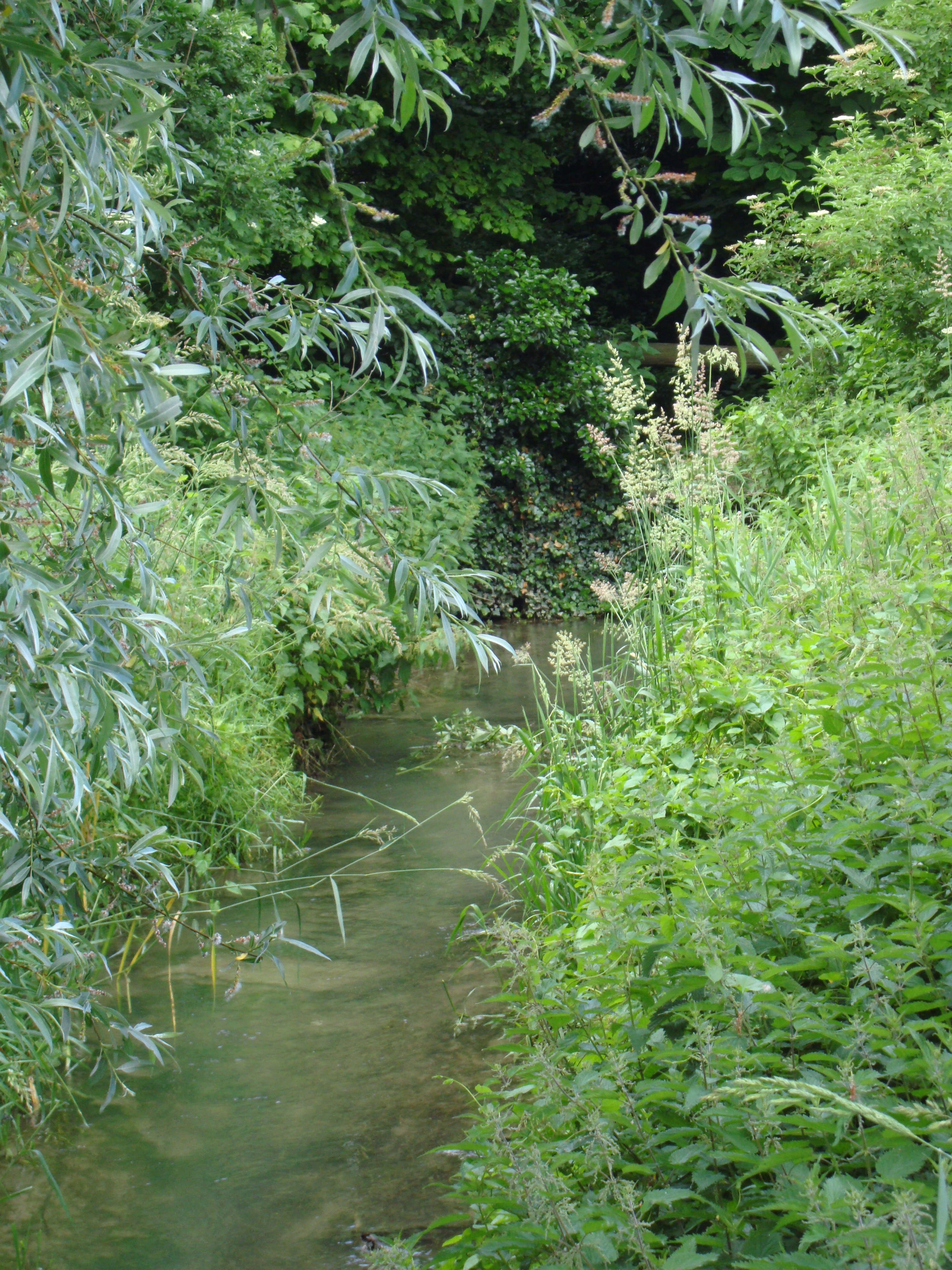
Le Cojeul à Boisleux Saint Marc.
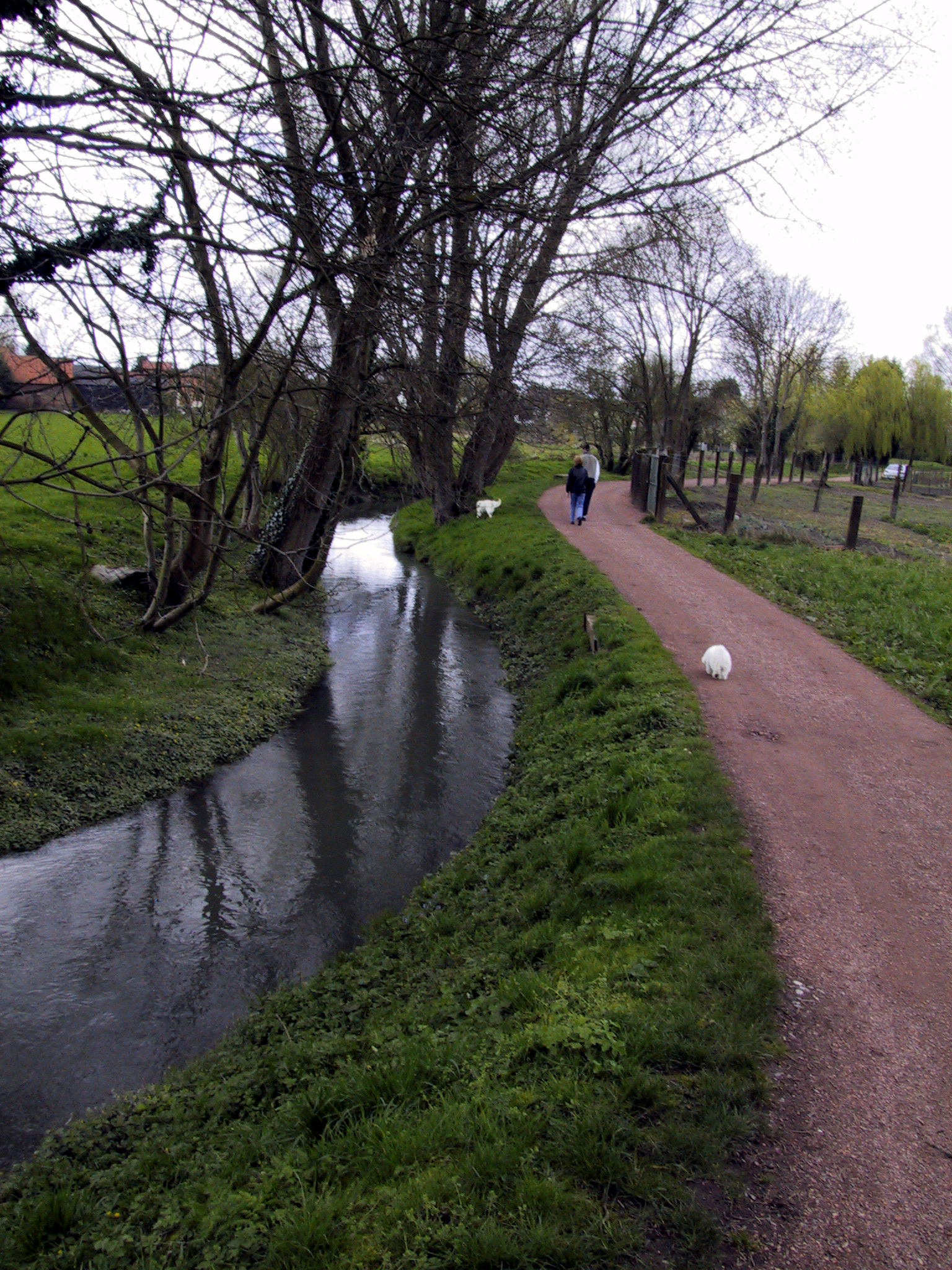
Le Crinchon à Achicourt.

### Voies de communication et transports

#### Voies de communication routières
Situé entre la Somme et l'ancien bassin minier du Nord-Pas-de-Calais, l'Artois est traversé par deux autoroutes. L'A1, dite « l'Autoroute du Nord », commencée en 1950 entre Lille et Carvin, l'autoroute est terminée en 1967 et relie Paris à Lille via la Picardie. Elle possède des sorties à Bapaume et à Wancourt, à l'est d'Arras. L'A26, « l'Autoroute des Anglais », mise en service le 1er juillet 1992 traverse d'est en ouest l'Artois en contournant Arras par le nord et possède une sortie à Thélus. Elle permet de relier Calais à Reims. L'A24, un projet de nouvelle autoroute qui aurait pu voir le jour en Artois a été l'objet de controverses entre partisans et opposants de l'axe. Les premiers mettent en avant son utilité en tant qu'axe de déchargement de l'A1, les seconds mettant en cause son impact écologique et l'alternative du ferroutage.
La route départementale 939, relie le Cambrésis au Ponthieu via l'Artois. Elle atteint Arras après avoir traversé le Marquion, puis se prolonge jusqu'à la ville de Saint-Pol-sur-Ternoise. Elle rejoint ensuite Le Touquet par Hesdin. La route nationale 25, qui reliait à l'origine Lille au Havre, existe encore entre Amiens et Arras, passant par Doullens.

#### Transport ferroviaire
L'Artois est desservi par la LGV Nord, ligne à grande vitesse ouverte en 1993 entre Paris la frontière belge et le tunnel sous la Manche. Le réseau ferré classique est composé des lignes partant d'Arras, comme la ligne d'Arras à Saint-Pol-sur-Ternoise qui dessert Marœuil, Frévin-Capelle, Aubigny-en-Artois, Savy-Berlette et Tincques et la ligne d'Arras à Dunkerque, en direction de la Gohelle et des Flandres. et d'autres lignes comme la ligne de Lille à Rouen, qui dessert Achiet, Courcelles-le-Comte, Boiry-Sainte-Rictrude, Arras, Rœux et Biache-Saint-Vaast.

## Histoire
L'histoire humaine de l'Artois résulte tout d'abord de l'occupation de la tribu des Atrébates dans la région durant l'Antiquité. Il devient alors un pagus avant de devenir un comté féodal puis une possession des comtes de Flandre durant le Moyen Âge. Il sera ensuite détaché du comté de Flandre pour devenir un comté puis un gouvernement général militaire de France durant l'Ancien régime.
De nombreux pays traditionnels de France ont pu correspondre à une limite politique du Moyen Âge, héritée des pagi gallo-romains, et parfois, à travers eux, du territoire d'un peuple gaulois ou au rayonnement d'une ville sur son arrière-pays. La définition de « pays » peut être issue des travaux d'une société savante locale, d'érudits locaux ou encore des anciennes identités rurales, notamment depuis le XVIe siècle. C'est ainsi qu'Alexis-Marie Gochet identifie l'Artois propre comme relatif à l'ancien pagus d'Arras.

### Antiquité

#### Gaule indépendante

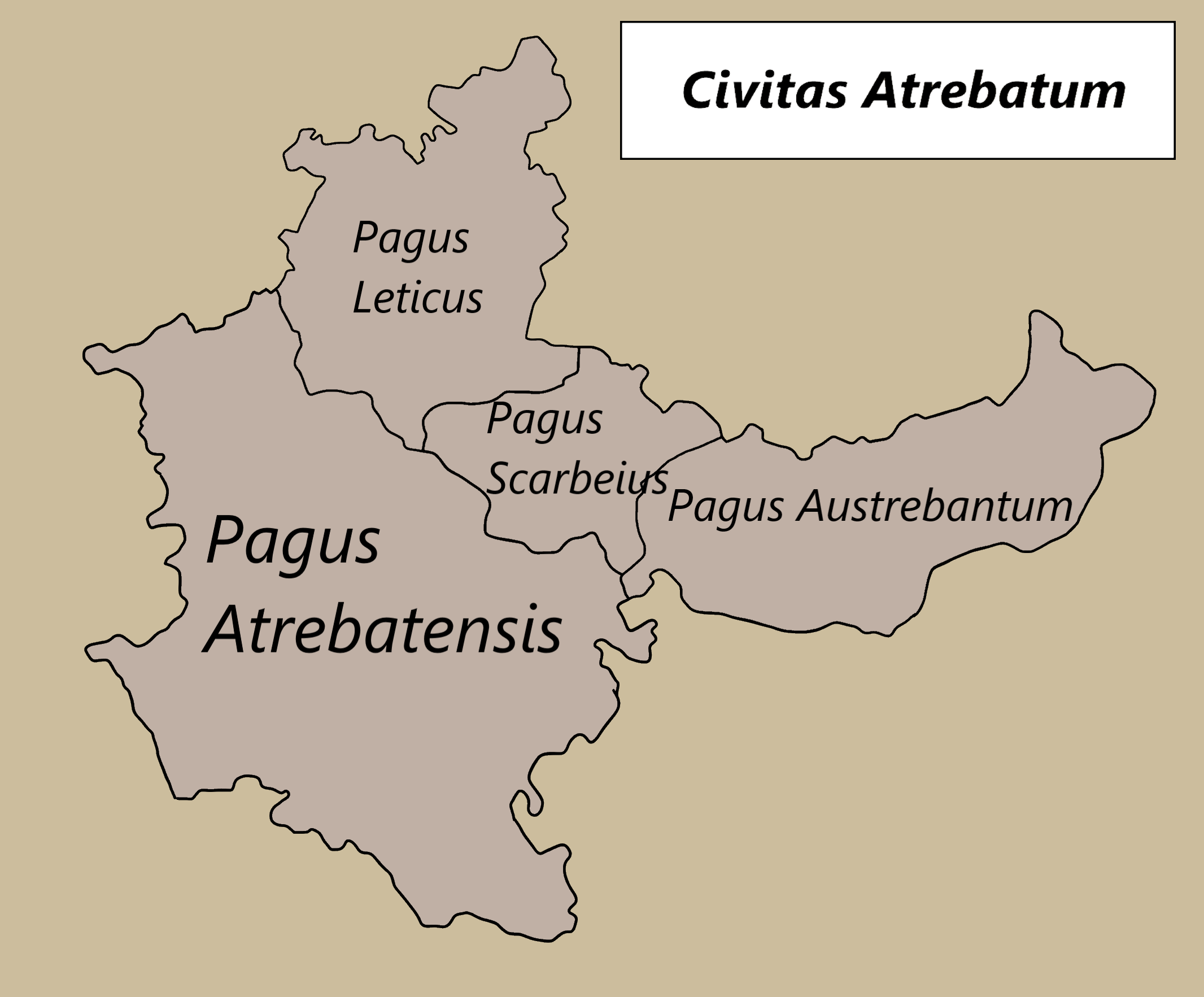
Les pagi de la civitas des Atrébates.

Pendant l'Antiquité, le territoire est occupé par la tribu celte des Atrébates, qui a donné son nom au pagus Atrebatensis et à la cité des Atrebates, Arras. Ce pagus s'étendait à peu près sur l'étendue de l'Artois propre et était borné au nord par le pagus Scarbeius autour d'Hénin-Beaumont et le pagus Leticus autour de Lens et Béthune, ces deux pagi forment l'Escrebieu.
Lors de la Bataille du Sabis en 57 av. J.-C., une coalition entre les Atrébates, les Viromanduens et les Nerviens est défaite par les légions romaines de Jules César. L'année suivante, l'Atrébatie ainsi que la capitale, Nemetocenna, passent sous l'allégeance Romaine

#### La paix romaine
Un nouveau roi, Com (Commius en latin) est désigné pour régner depuis Nemetocenna. César lui confie la tâche de convaincre les peuples du sud de l'île de Bretagne de se soumettre au peuple Romain. Cette tâche est si bien menée que César dispense les Atrébates du tribut levé sur les populations conquises et leur restitue leurs lois et leurs institutions. Com part ensuite en exil en Bretagne. Il y rejoint les Atrébates insulaires, remonte la Tamise et fonde un nouveau royaume en 40 av. J.-C., dont la nouvelle capitale est Calleva Atrebatum, ancienne Silchester.
En 27 av. J.-C., l’empereur Auguste réorganise le territoire gaulois. Il crée la civitas Atrebatum (« cité des Atrebates »). La romanisation de l'Artois, comme ailleurs en Occident, passe par l’urbanisation et la construction de routes : les actuelles « chaussées Brunehaut » seront construites à cette époque, pour relier Arras, à Thérouanne et Amiens.

### Moyen Âge

#### Développement au Haut Moyen Âge
En 853, un comte nommé Waltcaudus se trouvait à la tête du pagus Atrebatensis ; il administrait également l'Ostrevant.
À la fin du IXe siècle, l'abbaye de Saint-Vaast, qui était en même temps la citadelle d'Arras, se trouvait entre les mains du comte Raoul, cousin du comte de Flandre Baudouin II et probablement fils d'Évrard (de Frioul) et de Gisèle, sœur de Charles le Chauve. Quand Raoul mourut, en 892, Baudouin s'empara de la place, avant que le roi Eudes eût pu en disposer. Baudouin, frappé d'excommunication, n'en brava pas moins le roi qui vint mettre le siège devant Arras, mais qui finit (895) par en reconnaître la possession au comte dont il désirait se ménager l'appui.
En 899, Charles le Simple, à qui la mort d'Eudes avait valu l'adhésion unanime des grands, réussit à expulser Baudouin du château d'Arras, et il le remit au comte Aumer ; l'archevêque Foulques de Reims avait énergiquement combattu les prétentions de Baudouin et celui-ci, par vengeance, n'hésita pas à le faire assassiner. Il ne récupéra pourtant ni Saint-Vaast, ni le pays d'Artois, qui demeurèrent à Aumer et à son fils Aleaume jusqu'en 931.
Le roi Lothaire envahit la Flandre en 965 ; il obligea les vassaux du comte à lui rendre hommage et garda par-devers lui le pagus Atrebatensis, ainsi que l'Ostrevent et tout le pays jusqu'à la Lys. C'était les conquêtes d'Arnoul Ier qu'il annulait. Il est probable que cette confiscation n'a été que temporaire et que Lothaire remit lui-même la partie méridionale de la Flandre au jeune comte Arnoul II.

#### Un pays rayonnant

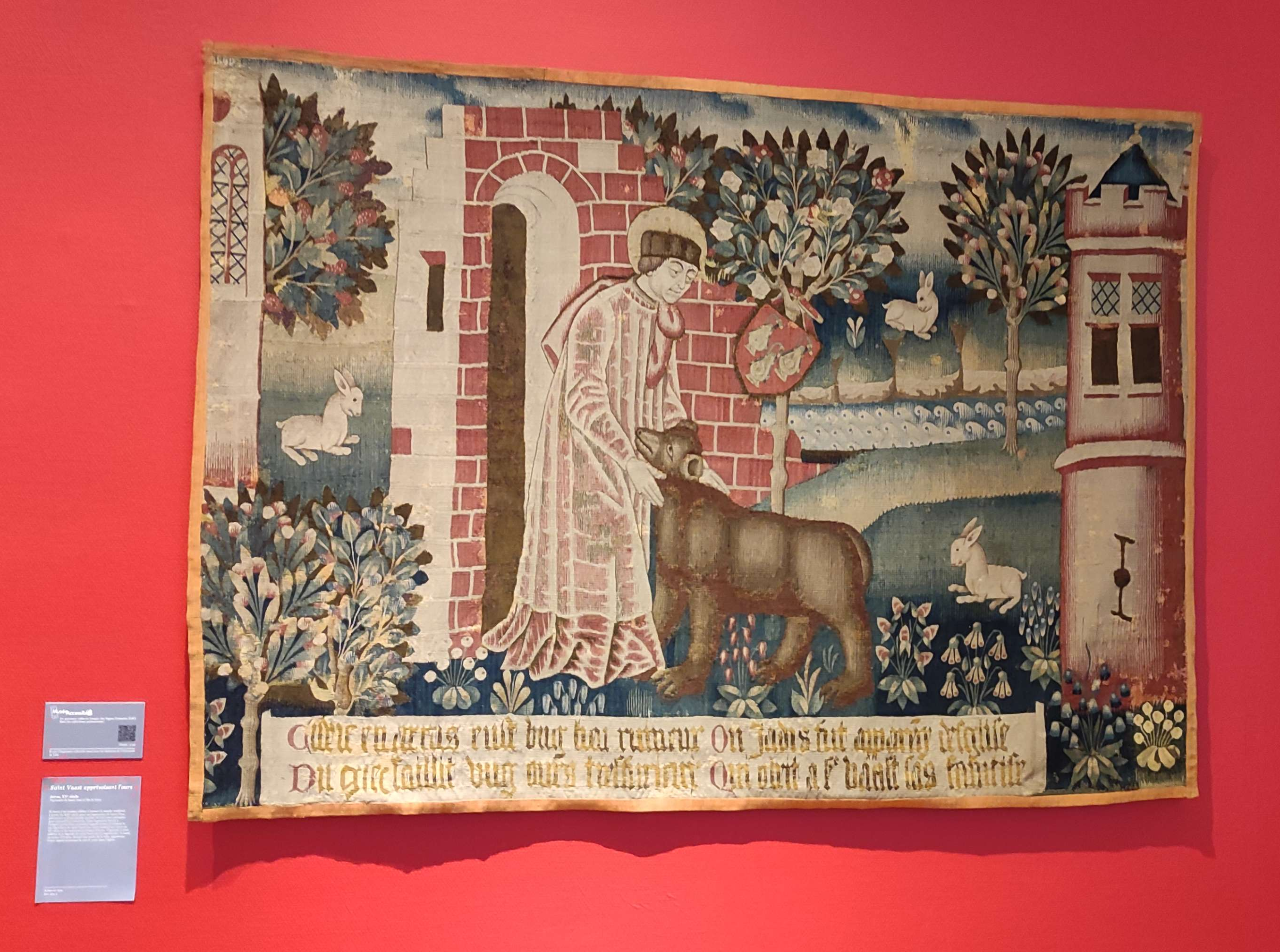
Saint-Vaast apprivoisant l'ours, exemple de tapisserie artésienne.

L'Artois développe un commerce jusqu’à l’Orient grâce à l’industrie drapière : les tapisseries d’Arras sont connues jusqu’en Italie sous le nom d'arazzi et en Angleterre tout simplement sous le nom d’arras. En Pologne, à Cracovie, le château royal du Wawel abrite plus de cent pièces, la plus importante et la plus précieuse collection de tapisseries d’Arras de l’époque de la Renaissance.
Du Xe siècle au XIIIe siècle, l'Artois fut un centre culturel important en Europe latine. Située dans le domaine picard, et en tant que plus grand centre littéraire urbain européen au XIIIe siècle, Arras s'élève au rang de capitale littéraire de la Picardie à cette époque,. Dès le début du XIIe siècle, le trouvère arrageois Adam de la Halle écrit Le Jeu de la feuillée, première œuvre de théâtre profane en français, précisément en dialecte picard, Jean Bodel compose Le Jeu de saint Nicolas, premier miracle français.

#### L'Artois en tant que comté
Contrairement à d'autres entités politiques comme le duché de Bretagne ou le duché de Normandie, le comté d'Artois est né tardivement.
La future province s'est formée artificiellement à partir d'une notable portion des États de Philippe d'Alsace dont le pagus Atrebatensis, qui résulte du mariage d'Isabelle, fille de sa sœur Marguerite, à Philippe Auguste en 1180. Le comté d'Artois comporte en plus de l'Artois proprement dit, les pays du Ternois, de la Gohelle mais aussi une portion notable des Flandres dont l'Audomarois et la région de Béthune, qui ne font pas partie de l'Artois traditionnel.
En juin 1191, Philippe Auguste prend possession effective de l'Artois, comprenant outre les places d'Arras et Bapaume, les places d'Hesdin, Saint-Omer et Aire-sur-la-Lys, ainsi que la suzeraineté sur les comtés de Boulogne, Guînes et Saint-Pol, et de la place vermandoise de Péronne.

## Politique et administration

### Depuis 1789

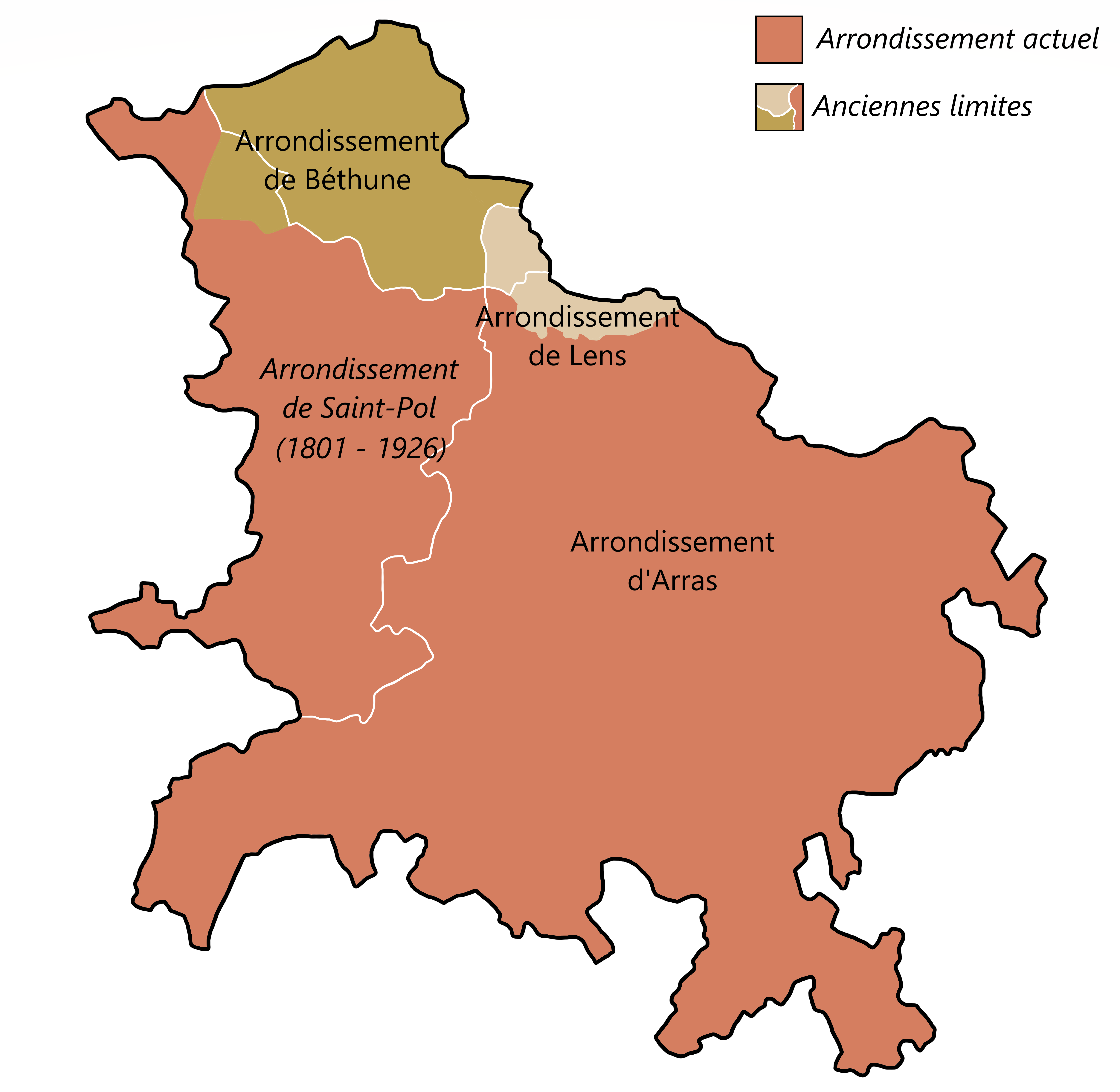
Arrondissements de l'Artois.

#### Organisation territoriale
L'Artois est rattaché administrativement au département du Pas-de-Calais. Il est compris en grande partie dans l'arrondissement d'Arras et partiellement dans l'arrondissement de Béthune. En 1801 à la suite d'une séparation de l'arrondissement d'Arras, un arrondissement de Saint-Pol est créé, comprenant outre le Ternois, une portion notable de l'Artois, autour d'Avesnes-le-Comte et Aubigny-en-Artois. Il sera supprimé le 10 septembre 1926 pour être réintégré à l'arrondissement d'Arras.
Plusieurs intercommunalités occupe le territoire de l'Artois, tel que la communauté urbaine d'Arras au centre, mais aussi quatre communes de la communauté d'agglomération de Lens-Liévin dont Villers-au-Bois et Servins et une partie de la communauté de communes Osartis-Marquion autour de Biache-Saint-Vaast. Le terme d'Artois est perpétré par le nom des communautés de communes des campagnes de l'Artois, du Sud-Artois et de Béthune-Bruay, Artois-Lys Romane.

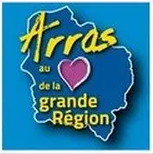
Logo et slogan : Arras au cœur de la grande région.

#### Appartenance aux Hauts-de-France
De 1972 à 2016, l'Artois était administrativement rattaché à la région Nord-Pas-de-Calais. Malgré le fait que l'Artois ne fasse pas partie des Flandres, la région qui est centrée sur Lille adopte de manière officieuse les emblèmes des Flandres sur son drapeau,.

Depuis 2016, l'Artois fait partie de la nouvelle région Hauts-de-France, tout comme la Somme et le Cambrésis voisins. La ville d'Arras, par sa position centrale dans la région est vue par certains élus comme une potentielle capitale pour les Hauts-de-France, et une « métropole d’équilibre entre Lille et Amiens » .

« Ce qui est capital, c'est l'organisation des relations de travail qui vont additionner nos forces, nos compétences, nos points forts, et ne pas tirer uniquement le regard sur le beffroi de Lille »

— Frédéric Leturque

## Population et société

### Principales villes et agglomérations de l'Artois

Densité de population en Artois

L'Artois est un territoire essentiellement rural et peu peuplé. La population est concentrée autour d'Arras et partiellement dans les agglomérations de Bapaume et Bruay-la-Buissière. Les petites villes d'Avesnes-le-Comte et d'Aubigny-en-Artois faisant partie de la communauté de communes des Campagnes de l'Artois ont une importance à l'échelle locale.
| Nom                  | Code Insee | Intercommunalité                       | Superficie (km2) | Population (dernière pop. légale) | Densité (hab./km2) | Modifier                                    |
| -------------------- | ---------- | -------------------------------------- | ---------------- | --------------------------------- | ------------------ | ------------------------------------------- |
| Arras                | 62041      | CU d'Arras                             | 11,63            | 42 621 (2022)                     | 3 665              | modifier les données · modifier les données |
| Bruay-la-Buissière   | 62178      | CA de Béthune-Bruay, Artois-Lys Romane | 16,35            | 21 997 (2022)                     | 1 345              | modifier les données · modifier les données |
| Achicourt            | 62004      | CU d'Arras                             | 5,94             | 7 899 (2022)                      | 1 330              | modifier les données · modifier les données |
| Houdain              | 62457      | CA de Béthune-Bruay, Artois-Lys Romane | 6,30             | 6 990 (2022)                      | 1 110              | modifier les données · modifier les données |
| Saint-Laurent-Blangy | 62753      | CU d'Arras                             | 9,83             | 6 492 (2022)                      | 660                | modifier les données · modifier les données |
| Dainville            | 62263      | CU d'Arras                             | 11,22            | 5 718 (2022)                      | 510                | modifier les données · modifier les données |
| Beaurains            | 62099      | CU d'Arras                             | 5,99             | 5 530 (2022)                      | 923                | modifier les données · modifier les données |
| Biache-Saint-Vaast   | 62128      | CC Osartis Marquion                    | 9,29             | 4 519 (2022)                      | 486                | modifier les données · modifier les données |
| Bapaume              | 62080      | CC du Sud Artois                       | 5,76             | 3 718 (2022)                      | 645                | modifier les données · modifier les données |
| Avesnes-le-Comte     | 62063      | CC des Campagnes de l'Artois           | 9,38             | 1 817 (2022)                      | 194                | modifier les données · modifier les données |

#### Arras
Au confluent de la Scarpe et du Crinchon, préfecture du département du Pas-de-Calais et capitale de l'Artois, Arras possède un riche patrimoine. Membre du réseau des sites majeurs de Vauban, elle compte 225 monuments classés ou inscrits aux monuments historiques, ce qui fait d'elle la 7e ville française en nombre de monuments, équivalent à ceux de Rouen et Strasbourg. L'importance de ce nombre est due au classement de chaque façade de ses deux places principales.
Le beffroi est le plus haut édifice de la ville. Du haut de ses 75 mètres, il domine le paysage arrageois étant visible à plusieurs kilomètres à la ronde. Construit dans le style gothique flamboyant, il est classé monuments historiques depuis 1840 et, depuis 2005, fait partie du patrimoine mondial de l'Unesco en étant compris dans les beffrois de Belgique et de France.
Arras est surnommée « capitale littéraire de la Picardie » du fait de la présence de nombreux trouvères picards dans la ville.
Jouxtant le musée « Cité Nature », le centre balnéoludique « L'Aquarena » a vu le jour en 2012. Réalisé par l'architecte Alain Sarfati, cet imposant bâtiment à l'architecture futuriste surmonté d'une énorme « perle noire » est à la fois un espace de loisirs avec piscines ludiques, toboggan, rivières, et centre de remise en forme grâce à un espace consacré aux hammams, saunas, fitness et institut de beauté, le tout intégré dans un espace vert de 8 000 m2. Cette base de loisirs, qui accueille également le bowling depuis 2010, est amenée à être vivante avec son esplanade de 15 000 m2.
Ville universitaire, Arras se caractérise aujourd'hui par sa grande jeunesse : en effet, 33 % des habitants de l’agglomération ont moins de 25 ans. Elle accueille également le Main Square Festival, événement musical qui se tient chaque année en juillet.

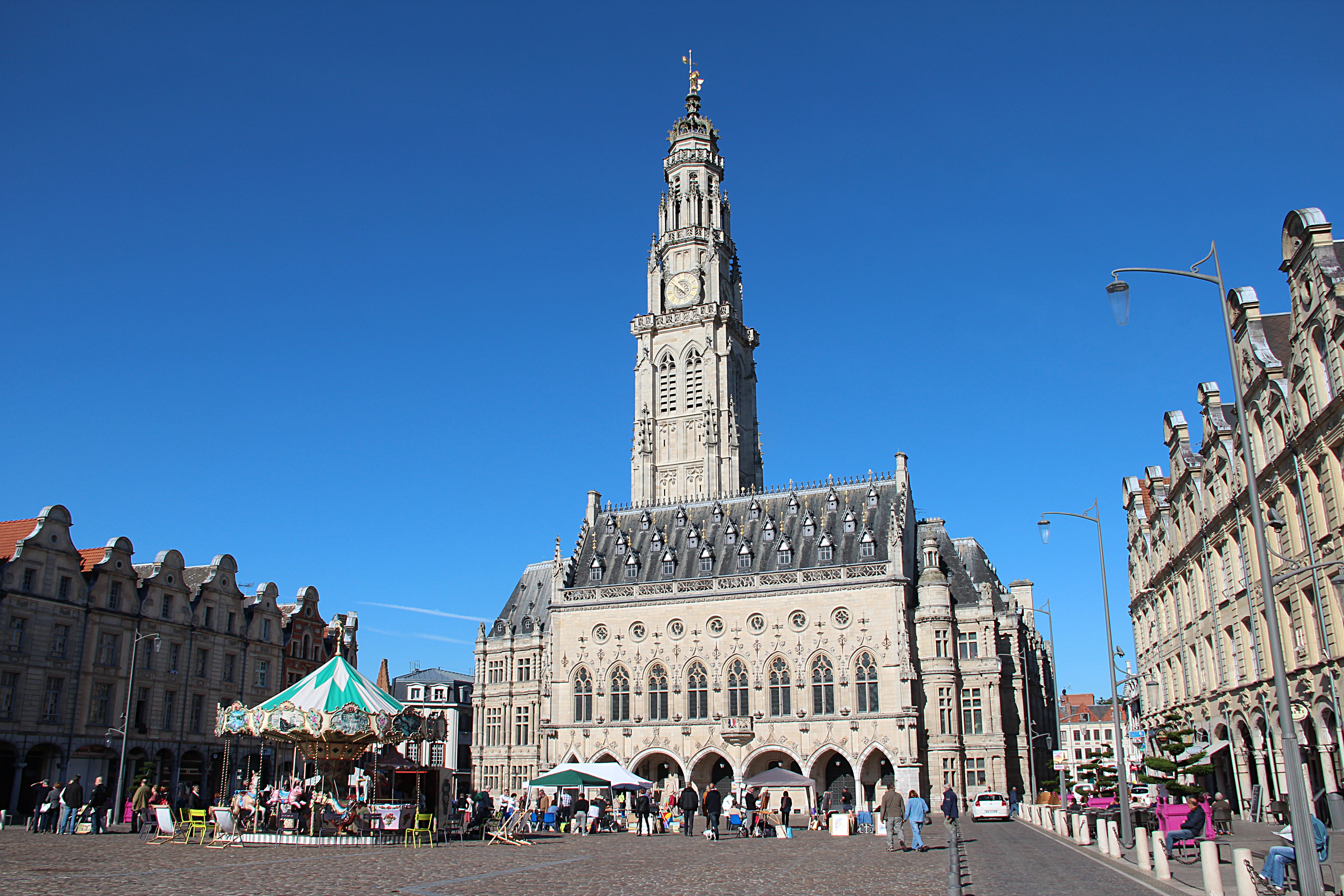
Beffroi
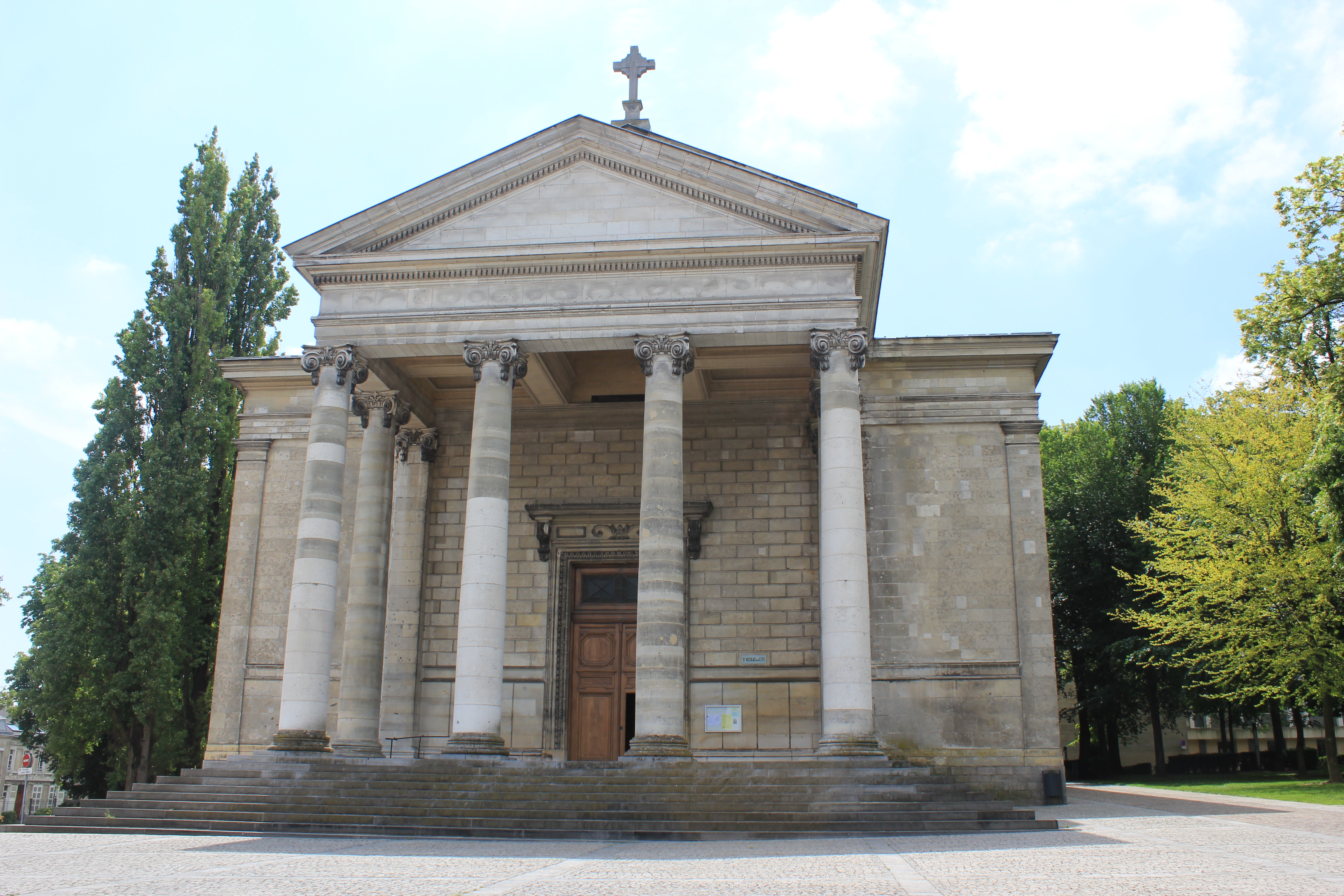
Église Saint-Nicolas-en-Cité
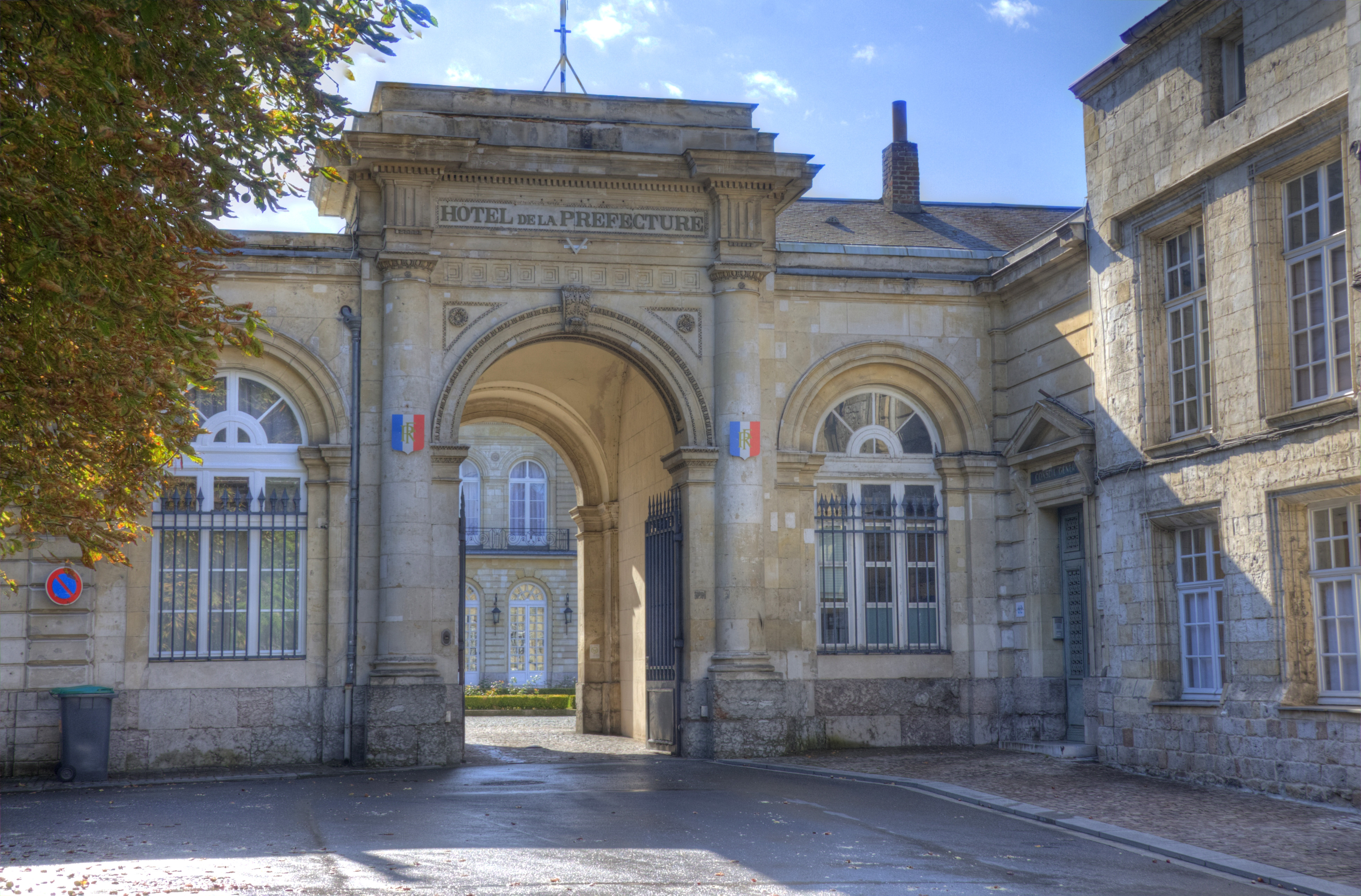
Préfecture
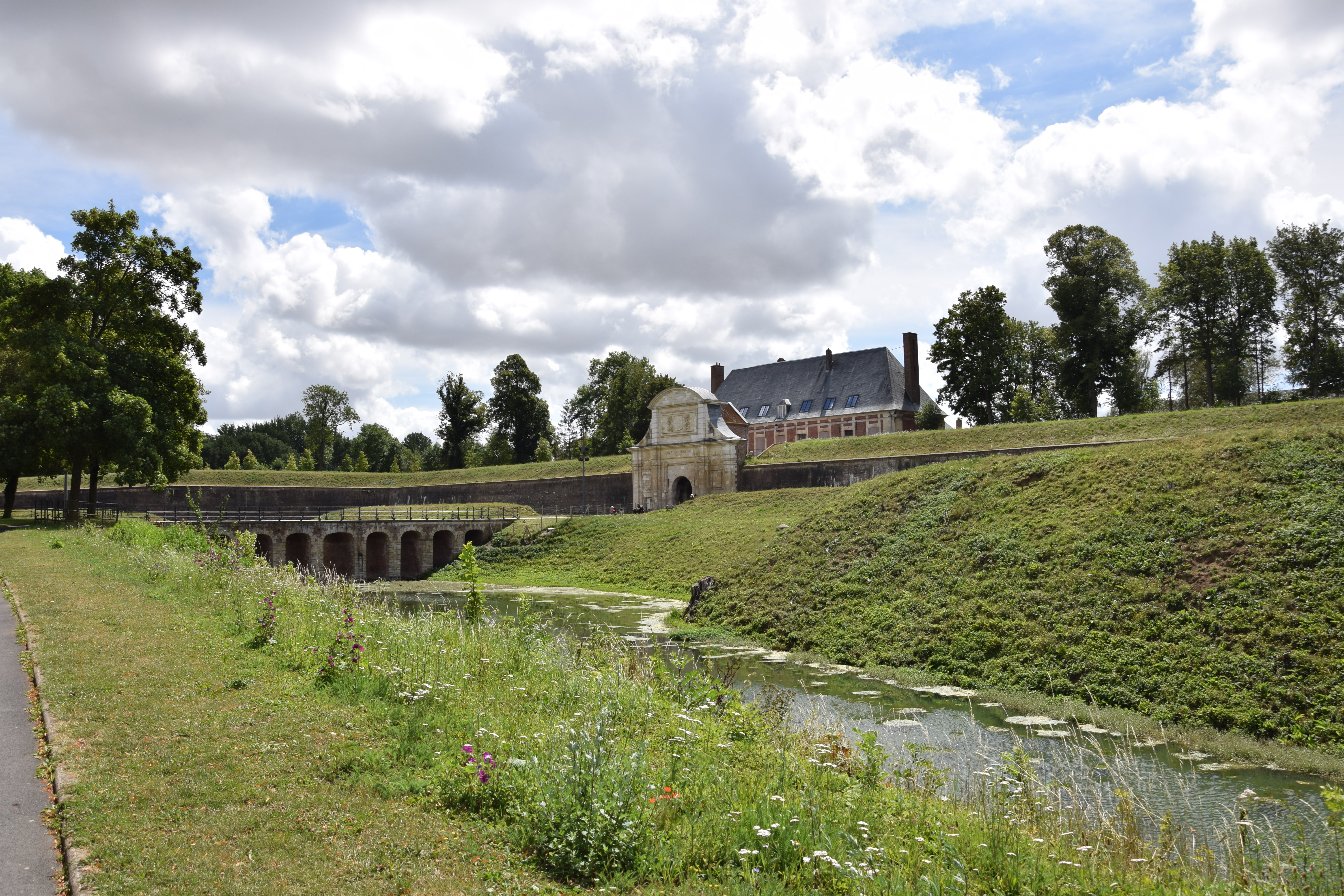
Citadelle
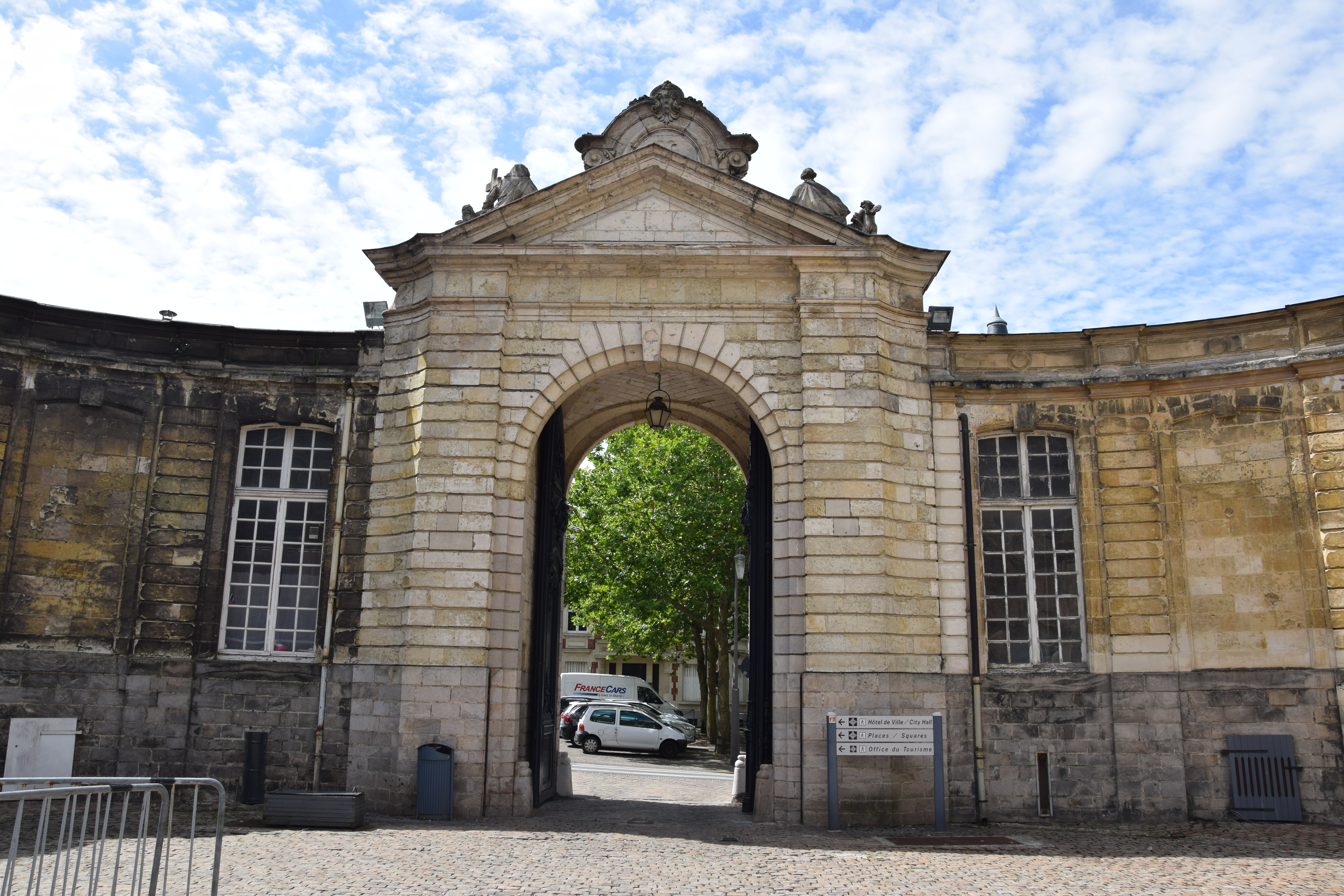
Abbaye Saint-Vaast

#### Bruay-la-Buissière
Deuxième ville de l'Artois en termes de population, Bruay-la-Buissière est le centre du SIVOM du Bruaysis. Née en 1987 de la fusion des communes de Bruay-en-Artois et Labuissière, la ville est traversée par la Lawe et est divisée en deux parties :
- Bruay, quartier central de la commune connu pour son passé minier et son identité urbaine;
- La Buissière, quartier marqué par une architecture de pierres blanches typique de l'Artois, connu pour être le siège de la confrérie des Charitables.

Avant 1850, Bruay-en-Artois était un petit village établi sur les rives de la Lawe, bien moins peuplé que Houdain. C'est avec l'arrivée des exploitations minières que la ville se développe.
L'hôtel de ville de Bruay, d'une hauteur de 47 m, est édifié dans un style néo-régionaliste par l’architecte bruaysien Hanote en 1927. Le 30 juin 2012, le bâtiment entre sur la liste des biens du bassin minier du Nord-Pas-de-Calais inscrits sur la liste du patrimoine mondial par l'UNESCO (site no 95).
La piscine Roger-Salengro, ouvrage Art déco de l'architecte Paul Hanote inauguré pendant le Front populaire, le 1er août 1936, est la dernière piscine Art déco ouverte au public et dotée de 2 plongeoirs de hauteurs 3 et 5 mètres).

Le donjon du château de La Buissière est construit en 1310 par la comtesse Mahaut d'Artois. Le donjon, les façades et toitures des communs font l’objet d’une inscription au titre des monuments historiques depuis le 12 avril 1965.

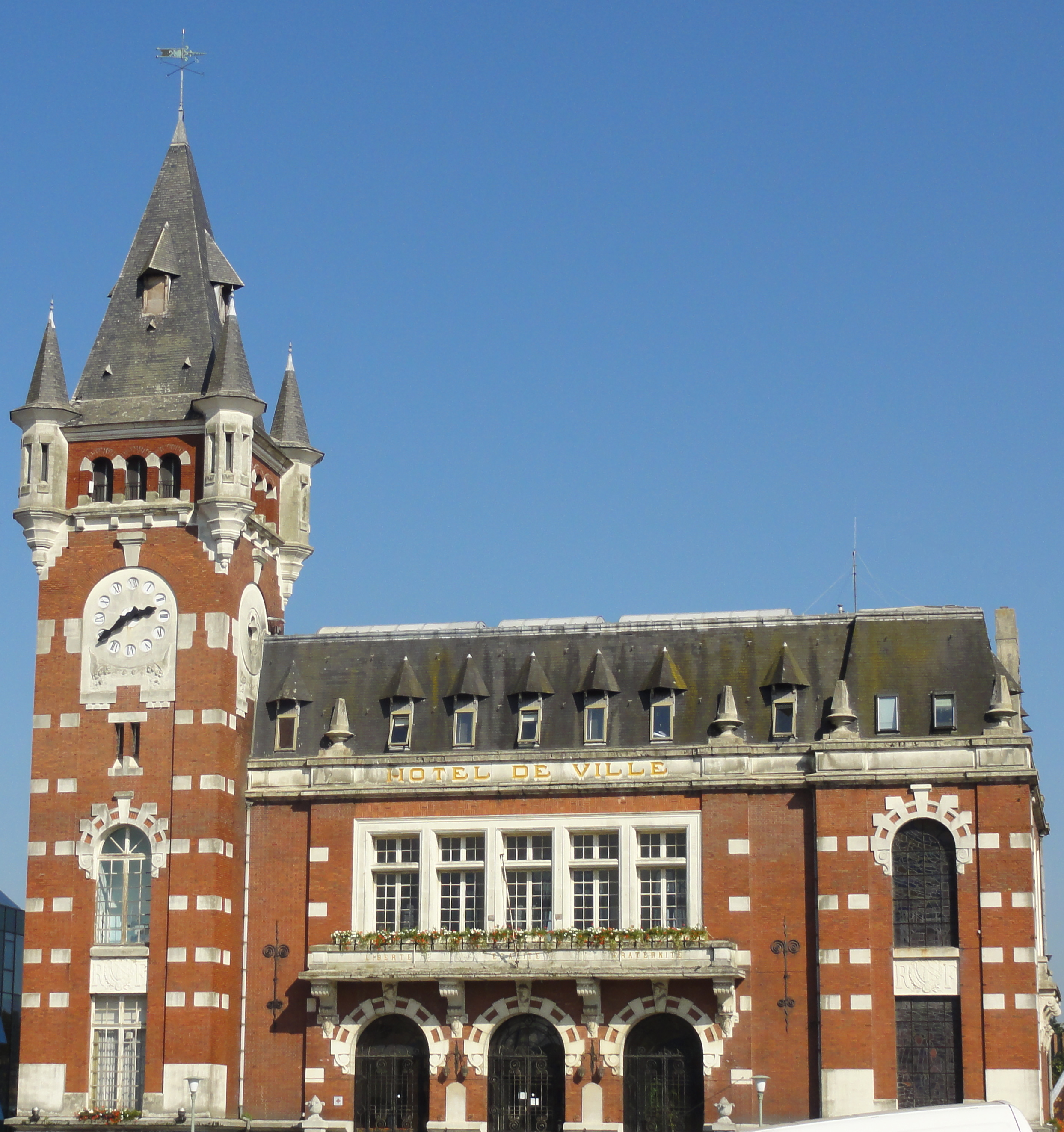
Beffroi de Bruay
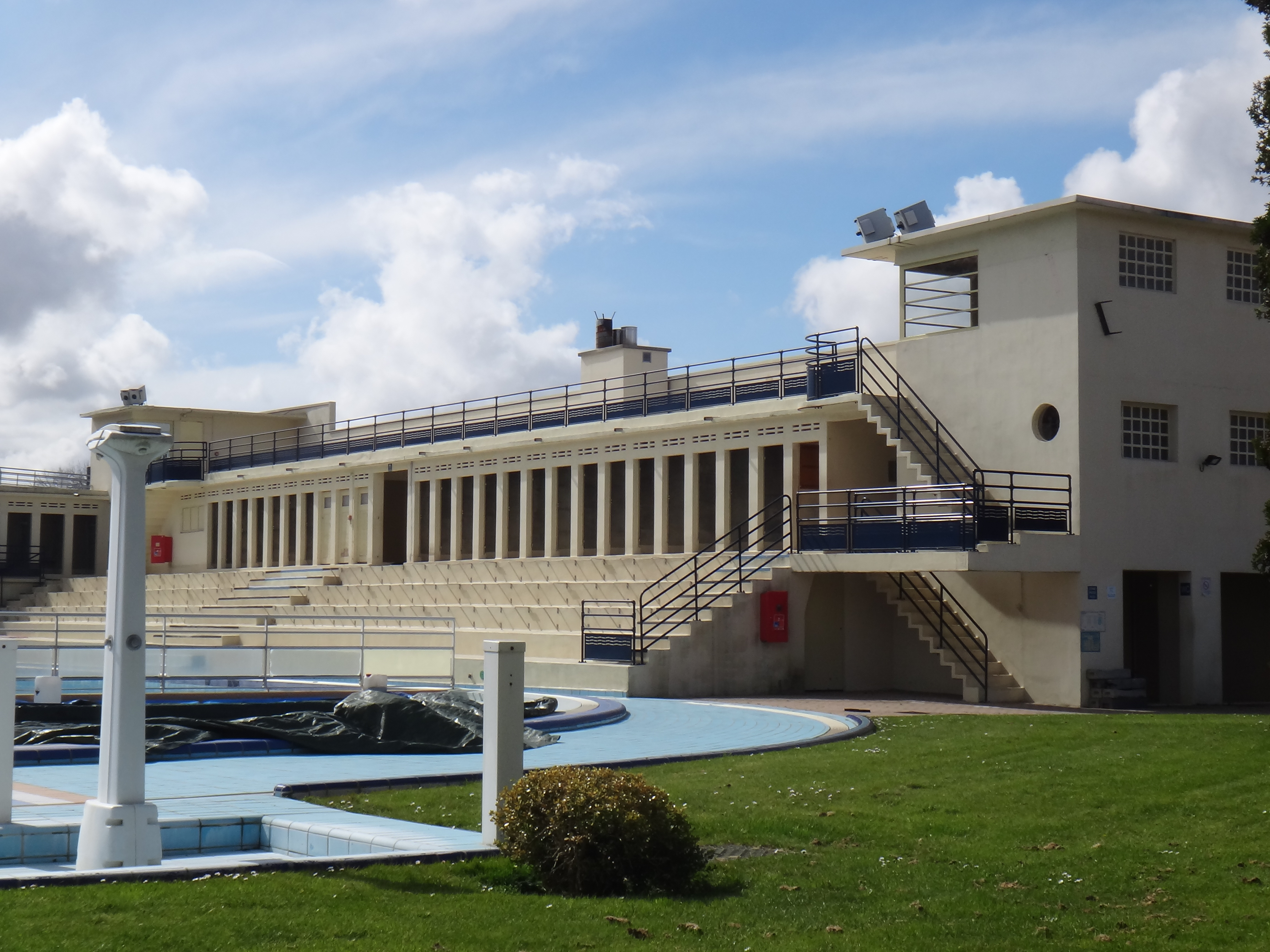
piscine Roger-Salengro
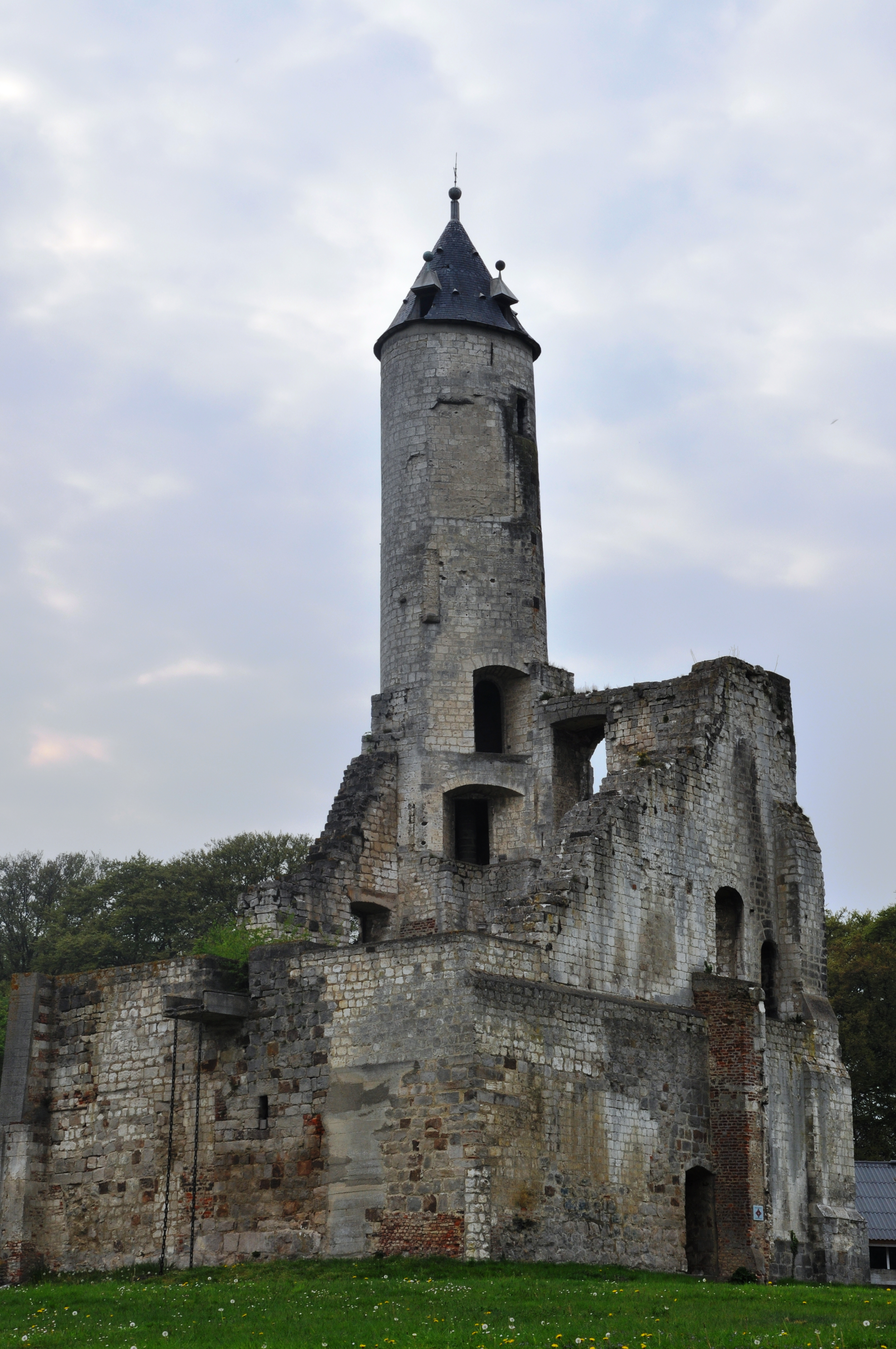
Donjon
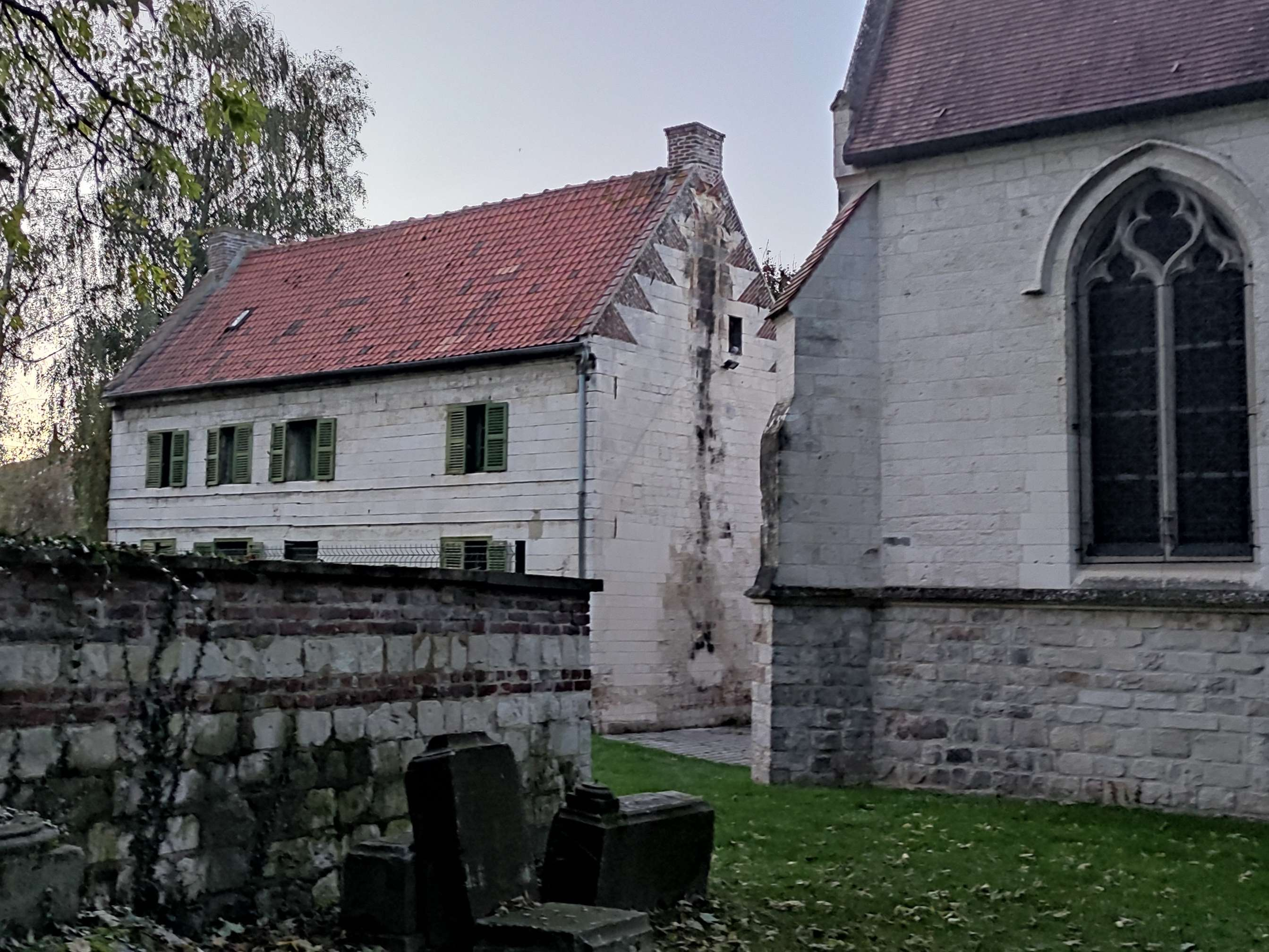
Place des charitables de Labuissière
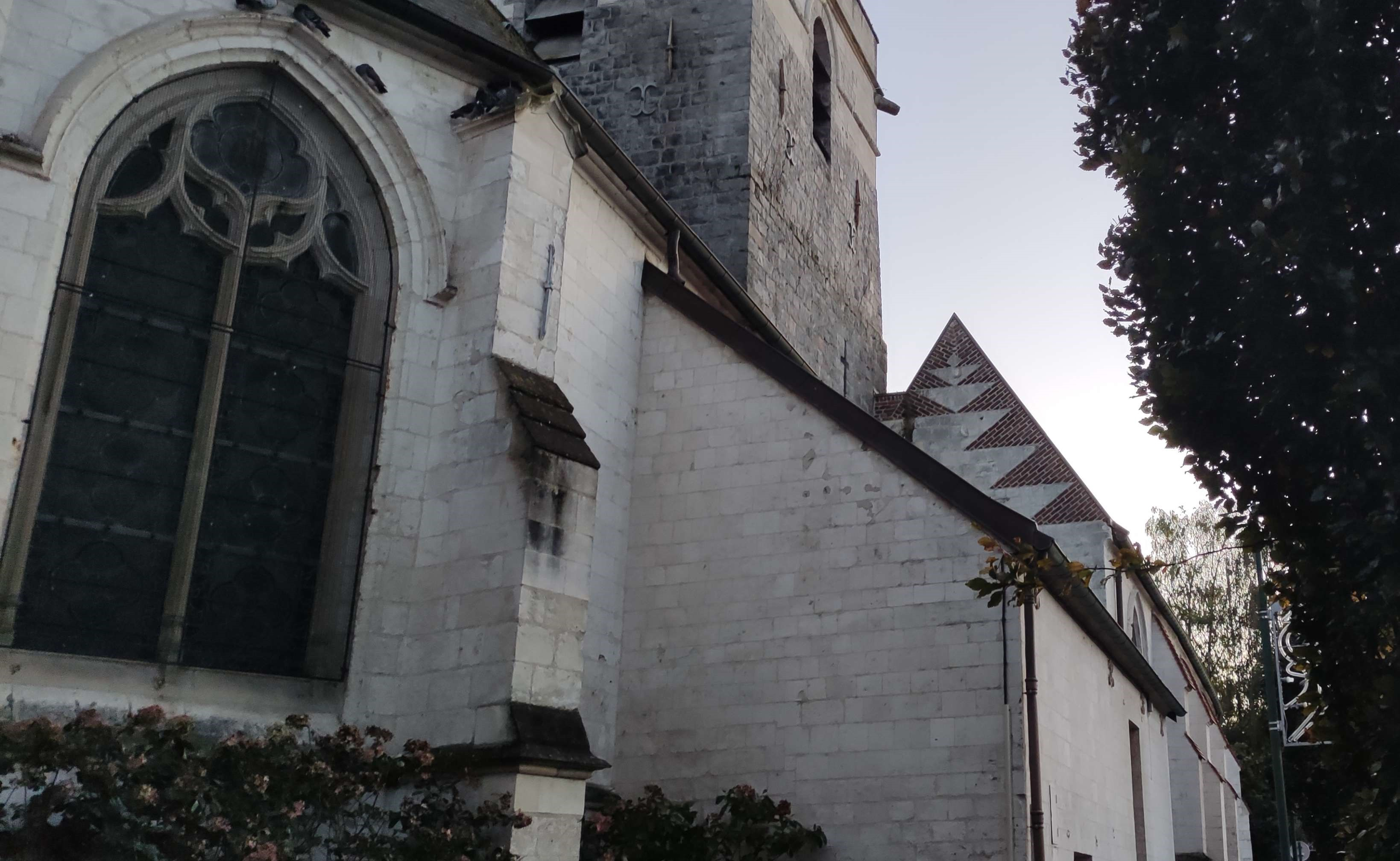
Église Saint-Éloi

#### Houdain
Ancien chef-lieu de canton, la commune a longtemps constitué la ville centre du nord de l'Artois. Historiquement le centre du syndicat d'initiative d'Houdain connu notamment pour avoir réalisé la route du Patois qui traverse la commune, la ville est très vite dépassée par Bruay-en-Artois en raison de son développement minier et de sa fusion avec Labuissière en 1987.
Houdain se divise aujourd'hui en deux parties distinctes :
- Haut-Houdain, quartier minier construit sur les collines au nord de la commune
- Bas-Houdain, quartier historique de pierre blanche

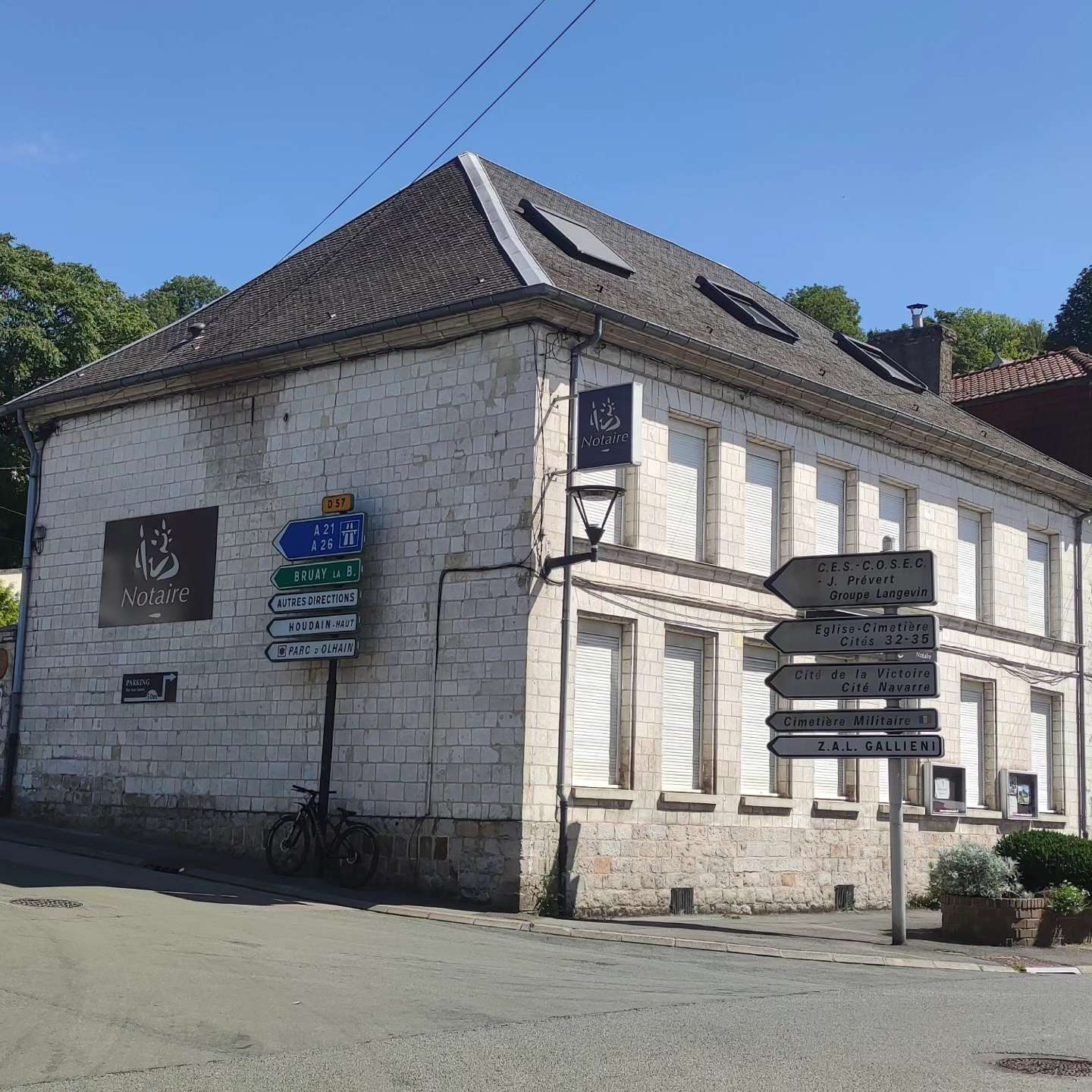
Le centre d'Houdain
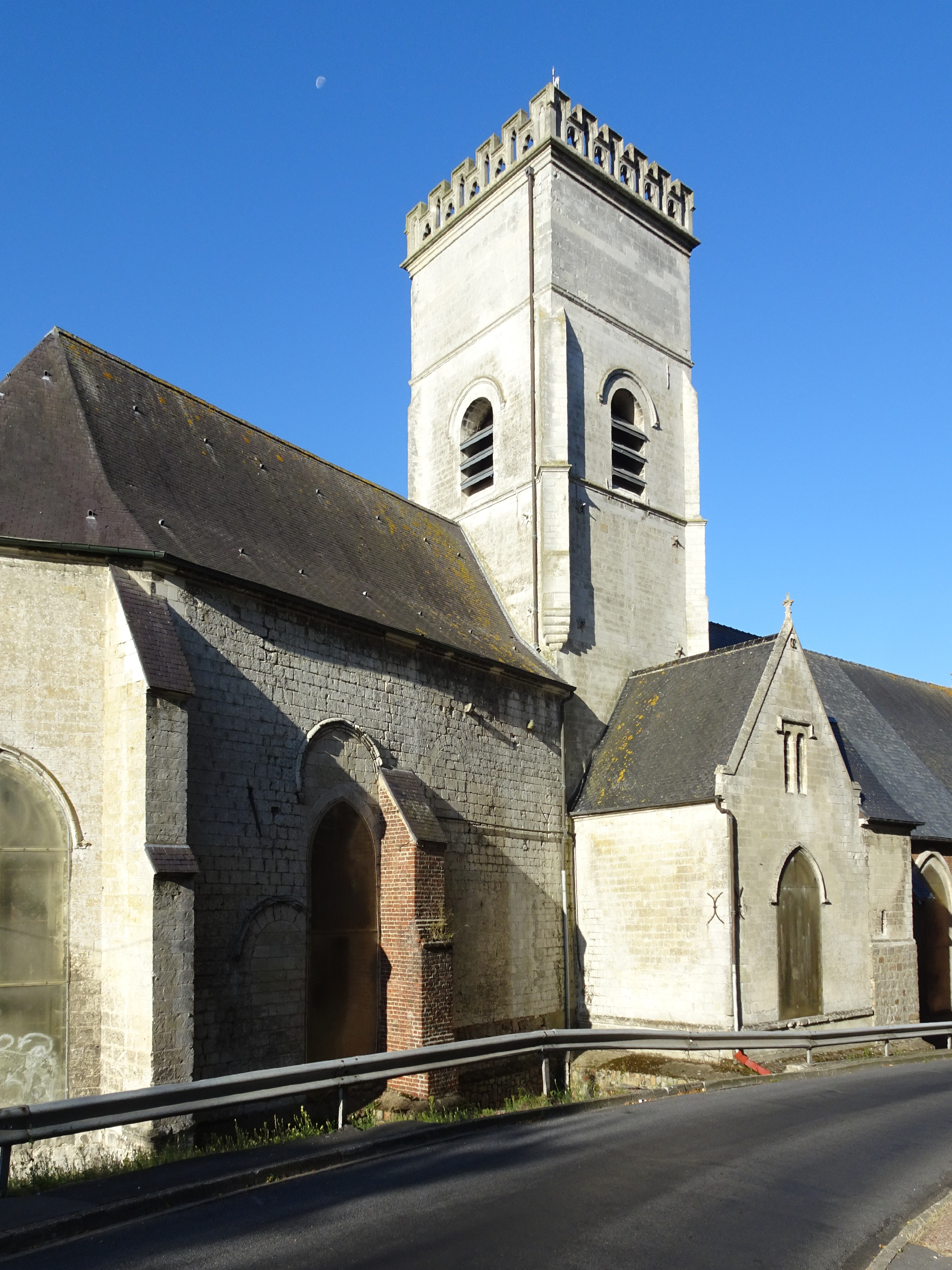
L'église Saint-Jean-Baptiste

#### Avesnes-le-Comte
Chef-lieu de canton et siège de la communauté de communes des Campagnes de l'Artois qui regroupe 96 communes et compte 33 141 habitants en 2021. Avesnes-le-Comte possède un intéressant centre-ville de craie blanche, la rapprochant de Frévent, Houdain et de la Cité d'Arras.

La commune est connue pour son dicton en picard artésien « Après Paris, ch'est Avènes ! ». Selon le maire Albert Decoin, cela fait référence au nombre de commerçants par rapport au nombre d’habitants. La commune fut en son temps et demeure encore une place forte de l’activité commerçante.

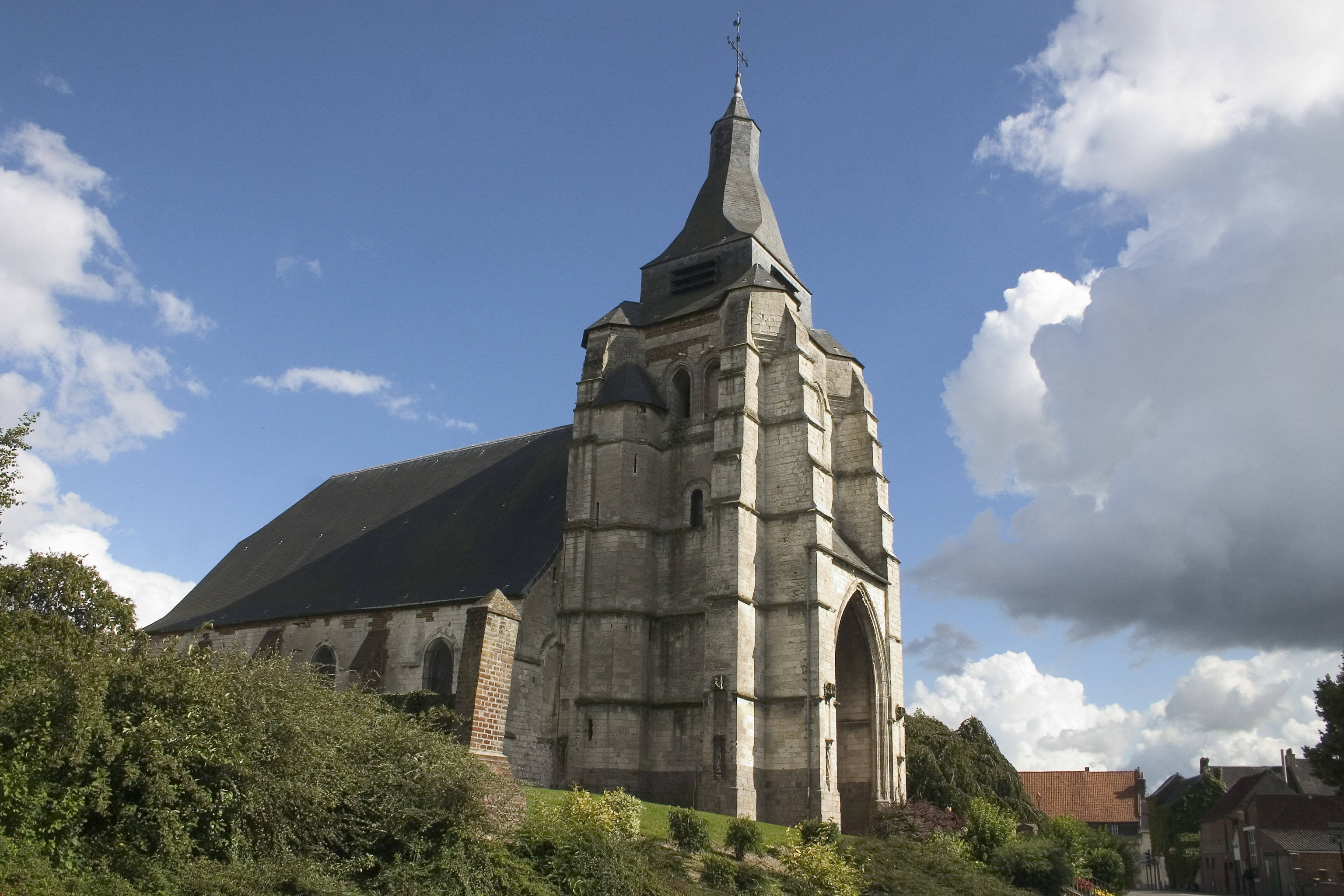
Église Saint-Nicolas
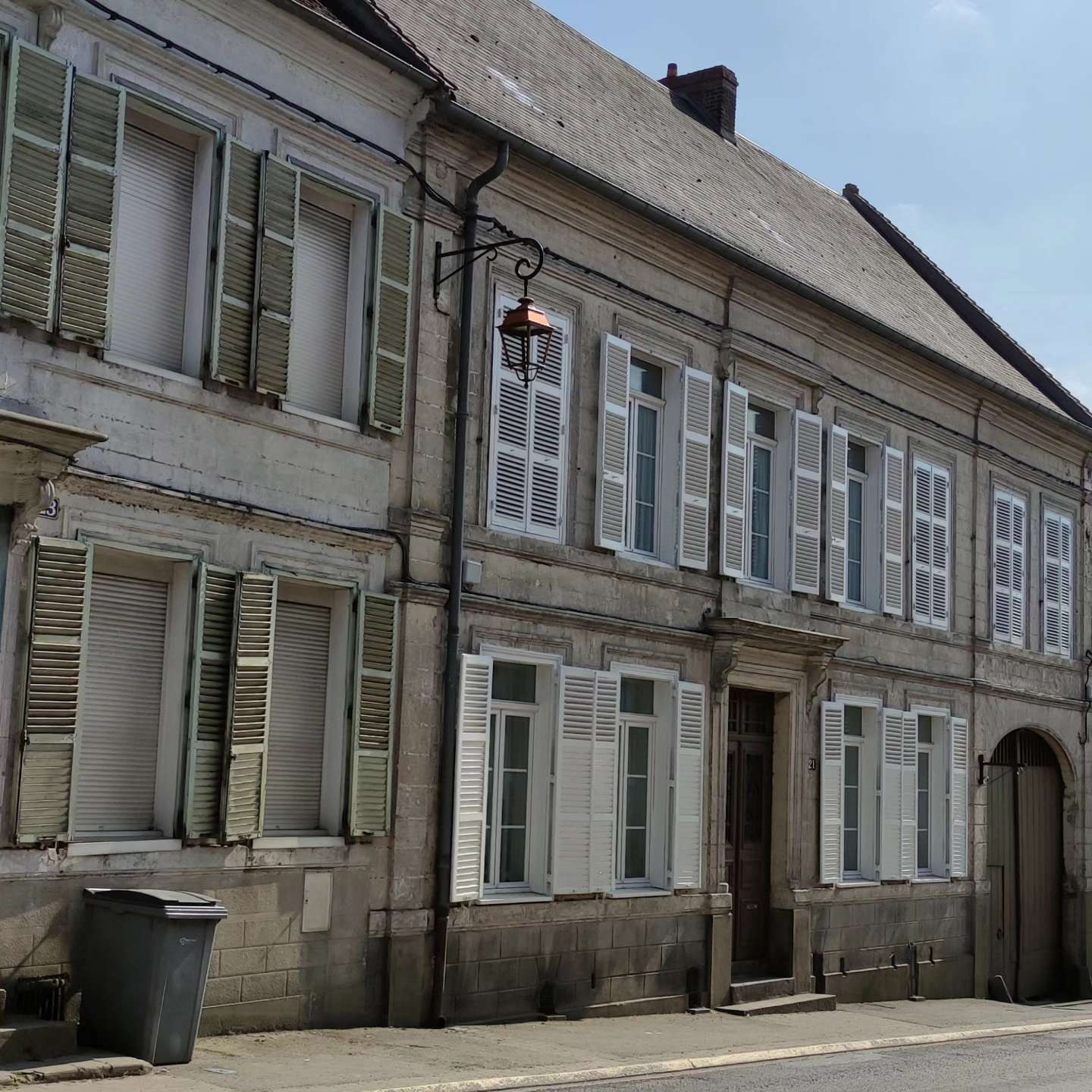
Façades typiques d'Avesnes-le-Comte

### Médias
L'Artois fait partie de l'aire de diffusion de La Voix du Nord, qui consacre des éditions à l'Arrageois et au Bruaysis. Il y a également le journal local en Artois : L'Avenir de l'Artois, créé en 1919 qui paraît chaque mercredi. Ainsi que l'Observateur de l'Arrageois, créé en 2006 qui paraît chaque mercredi également.

#### Télévision locale
L'Artois est couvert par les programmes de France 3 Picardie et les chaînes nationales de la TNT. Elle reçoit également la chaîne régionale Wéo par la TNT et via les réseaux ADSL et fibre.

#### Radios locales
l'Artois est couvert par plusieurs radios locales :
- Nostalgie Arras (93.3 FM) diffuse le programme de Nostalgie avec des décrochages locaux réalisés depuis Arras. Elle émet en catégorie C.
- Contact FM (93.8 FM) est la principale radio régionale de Hauts-de-France. Elle émet en catégorie B.
- RTL2 Arras (98.9 FM) diffuse, en catégorie C un programme local de 12h à 16h et le programme national d'RTL2 le reste du temps.
- Radio PFM (99.9 FM) est une radio associative (catégorie A) arrageoise.
- Planète FM (105.8 FM) est l'autre radio associative arrageoise.

## Culture locale

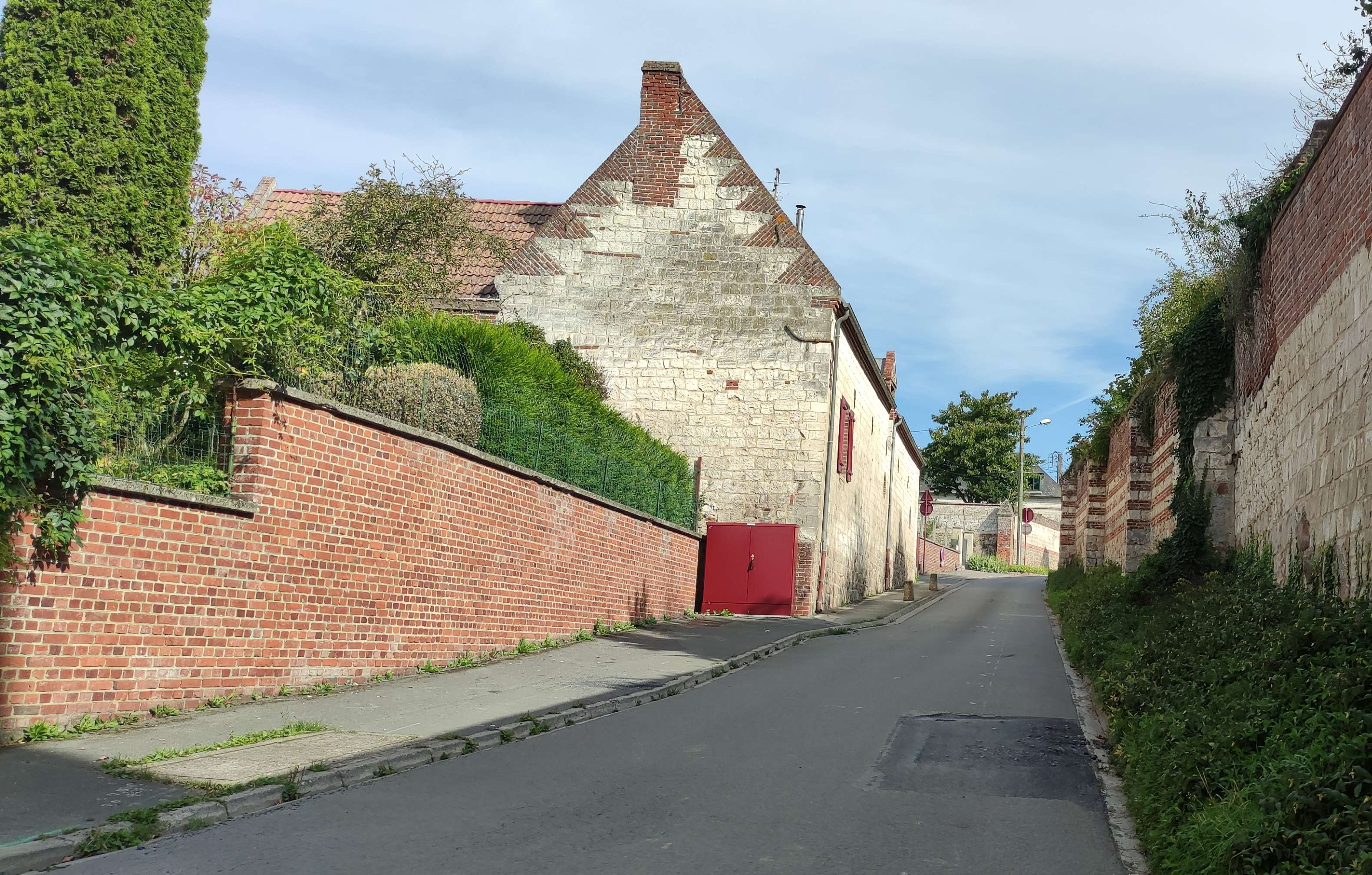
Pignon à couteau picard à Étrun

### Architecture

#### Architecture rurale
Le pays d'Artois est caractérisé par une architecture picarde, l'habitat change et les villes de briques rouges des pays voisins du nord laissent place aux villages de pierres blanches. Le pignon à couteau picard y est aussi très présent, il consiste en un pignon de briques ou de moellons en forme de triangle bordé de chaque côté de motifs en forme de dents constitués de briques disposées en oblique. Le rouge barre, un appareillage de pierres blanches et de briques liées à la chaux, que l'on retrouve aussi en Amiénois, dans le Ponthieu et dans le Cambrésis voisin.

#### Matériaux
Les constructions utilisent les matériaux régionaux, principalement la craie blanche et la pierre, mais aussi le moellon, pierre à bâtir très utilisée dans la Somme et en Artois ; le rouge barre, appareillage de pierres blanches et de briques liées à la chaux, ou encore les charpente et pans de bois des murs : structure porteuse en chêne ; frêne, orme, châtaignier.

### Langue
[réf. nécessaire]L'Artois se situe dans le domaine de la langue d'oïl, qui couvre la majorité de la moitié nord de la France, et au côté du français, qui est la langue majoritaire, subsistent un ensemble de parlers traditionnels. En ce qui concerne l'Artois, le parler traditionnel est généralement identifié par le nom de « patois artésien », une variante locale du picard, qui a toujours été la langue régionale de la région. Le picard artésien se rapproche des variantes amiénoises, il est d'ailleurs présent dans le folklore ou la signalisation de certaines communes de l'Artois.

#### Charte de la langue picarde
En 2022, la commune de Magnicourt-en-Comte est la première de l'Artois à signer la charte « Oui au picard ». Le 7 mai 2024, Marœuil devient la commune la plus proche d'Arras à signer la charte du Picard. La commune s'engage a afficher le nom de la commune traduit à l'entrée du bourg, et à au moins un discours annuel en picard du premier magistrat de la commune, l’enregistrement d’un message en langue picarde sur le répondeur téléphonique de la mairie, ainsi que l’annonce faite aux parents d’élèves en début d’année scolaire de la tenue de cours de picard à l’école.

#### Route du patois

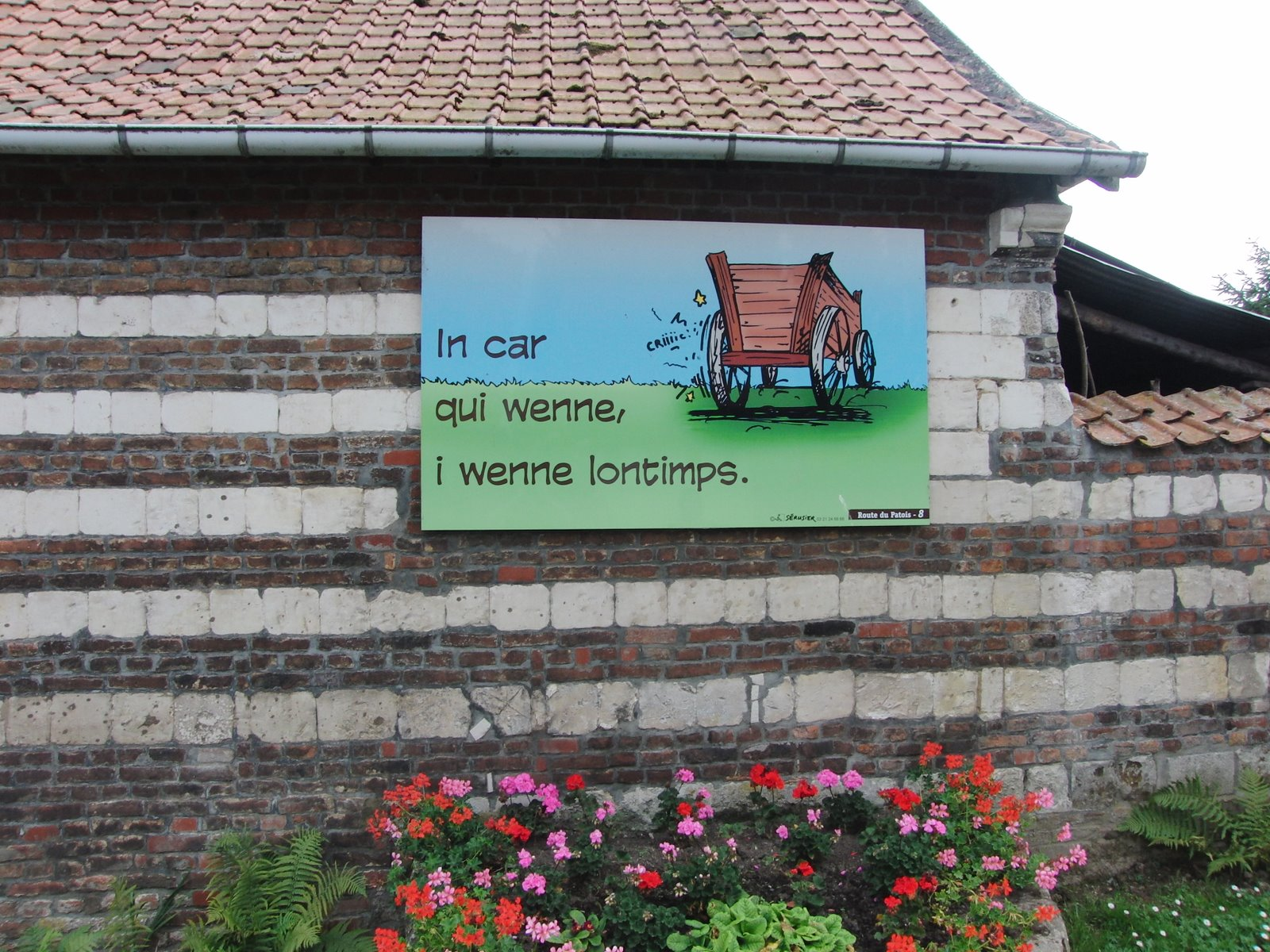
La Route du patois.

Créée en 1965 par le Syndicat d’Initiative et l’union commerciale d’Houdain, rénovée en 1994, puis restaurée par l’office de tourisme de Béthune-Bruay, la Route du patois est une route touristique reliant Houdain à Maisnil-lès-Ruitz sur une longueur de 33 km. Le parcours permet de découvrir des sites patrimoniaux, la nature régionale ou des curiosités locales.
La route touristique comporte huit étapes d'une longueur de 33 km. Elle traverse les communes de Houdain, Hermin, Caucourt, Gauchin-Légal, Estrée-Cauchy, Fresnicourt-le-Dolmen, Rebreuve-Ranchicourt et se termine au parc départemental de nature et de loisirs d’Olhain (Fresnicourt-le-Dolmen, Maisnil-les-Ruitz et Rebreuve-Ranchicourt).
La route touristique est jalonnée de 27 panneaux, accrochés aux murs des fermes ou des maisons, rappelant un dicton en patois artésien accompagné d'un dessin humoristique. Les panneaux ont été imprimés par l'entreprise locale Sérusier, depuis le chaussée Brunehaut à Sainte-Catherine près d'Arras.

### Héraldique
| blason de l'Artois | Les armoiries de l'Artois se blasonnent ainsi : « D'azur semé de fleurs de lys d'or au lambel de gueules chaque pendant chargé de trois châteaux d'or (châtelé de neuf pièces d'or). » |

## Lieux et monuments

### Châteaux et manoirs

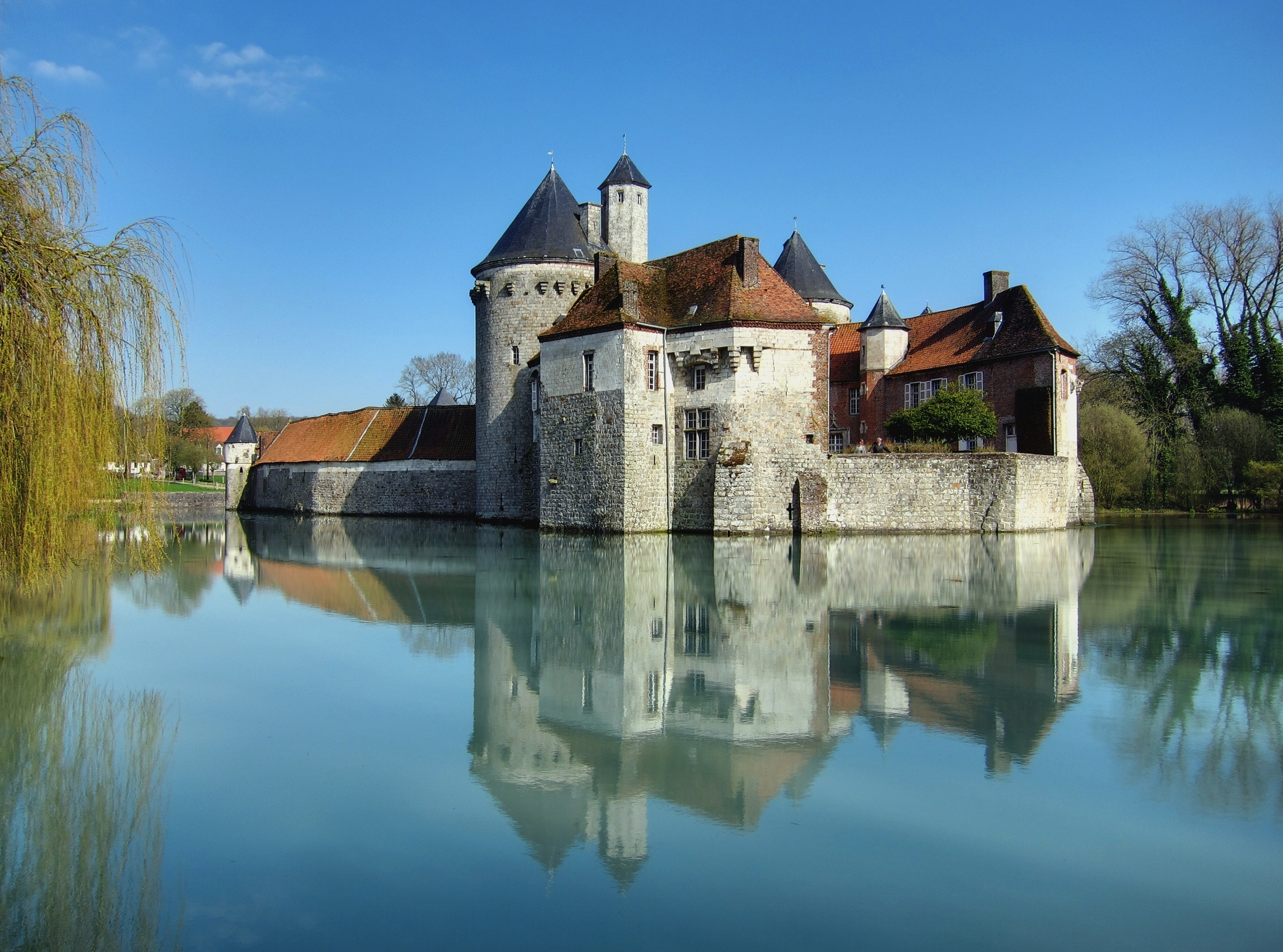
Le château d'Olhain.

Région très convoitée à l'époque médiévale, l'Artois a été doté de dizaines de châteaux forts permettant de contrôler des points stratégiques et de conforter la puissance de leurs propriétaires. Le château d'Olhain, conservé en ses plans d'origine avec sa basse-cour, tire ses origines du lointain Moyen Âge, comme un authentique exemple de « château fort des plaines de l'Europe de Nord ». Le donjon de Bours, qui est l'un des plus anciens logis nobles de la région, possède une apparence très sobre, sans souci décoratif, ce qui accentue son aspect fonctionnel. Le donjon de Labuissière, construit en 1310 par la comtesse Mahaut d'Artois comporte façades et toitures qui font l’objet d’une inscription au titre des monuments historiques depuis le 12 avril 1965.
Le XVIIIe siècle est une parenthèse bénie entre les guerres menées par Louis XIV et la tourmente révolutionnaire. Durant cette période de paix, la campagne verdoyante et la proximité de la capitale incitent les riches Parisiens à y faire construire de véritables petits châteaux. Ce retour à la nature ne se fait pas sans un certain confort. Cela se traduit par des cheminées dans toutes les pièces, des tissus muraux, des alignements de fenêtres, des escaliers majestueux.
L'architecture de la Renaissance s'implante au XVIe siècle grâce à la proximité de la capitale ; le château de Clairefontaine à Duisans, parfait exemple du classicisme architectural est caractéristique du savoir faire artésien à travers l’utilisation des matériaux de pierres blanches locales, mais d'autres châteaux sont caractéristiques de la période, comme le château de Barly, Habarcq ou Fosseux.

Le château de Barly en impose autant par l’exactitude de son style Louis XVI que par la préservation de son ensemble architectural. De l’aveu même des spécialistes, l’harmonie des volumes accentuée par leur parfaite symétrie rendent ce lieu tout simplement exceptionnel. Édifie à l’hiver du XVIIIe siècle par la famille Blin de Barly, ce château en parfait état de conservation incarne à lui seul la quintessence du néo-classicisme à la française.

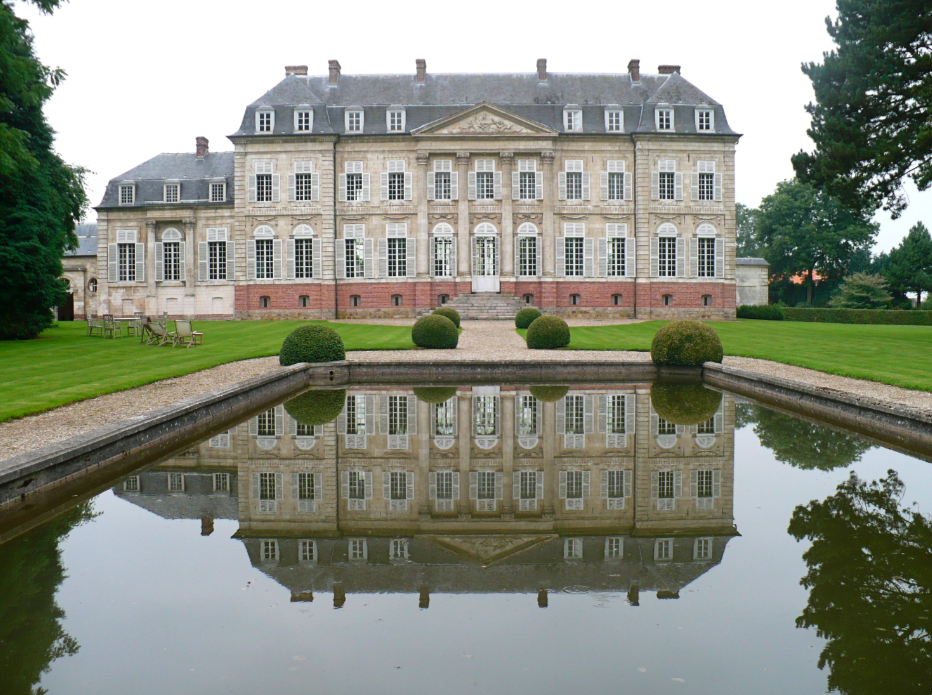
Barly.
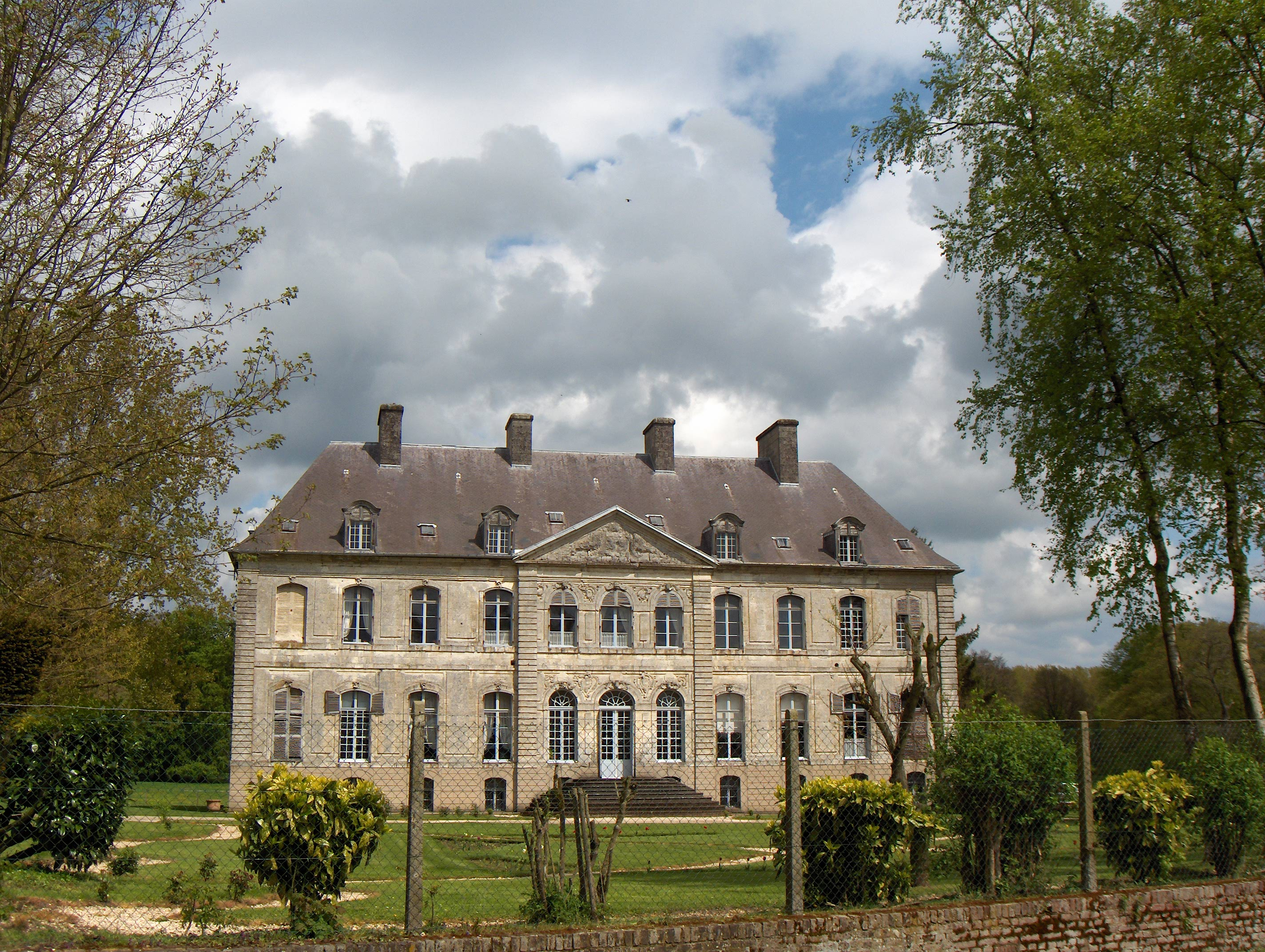
Couin.
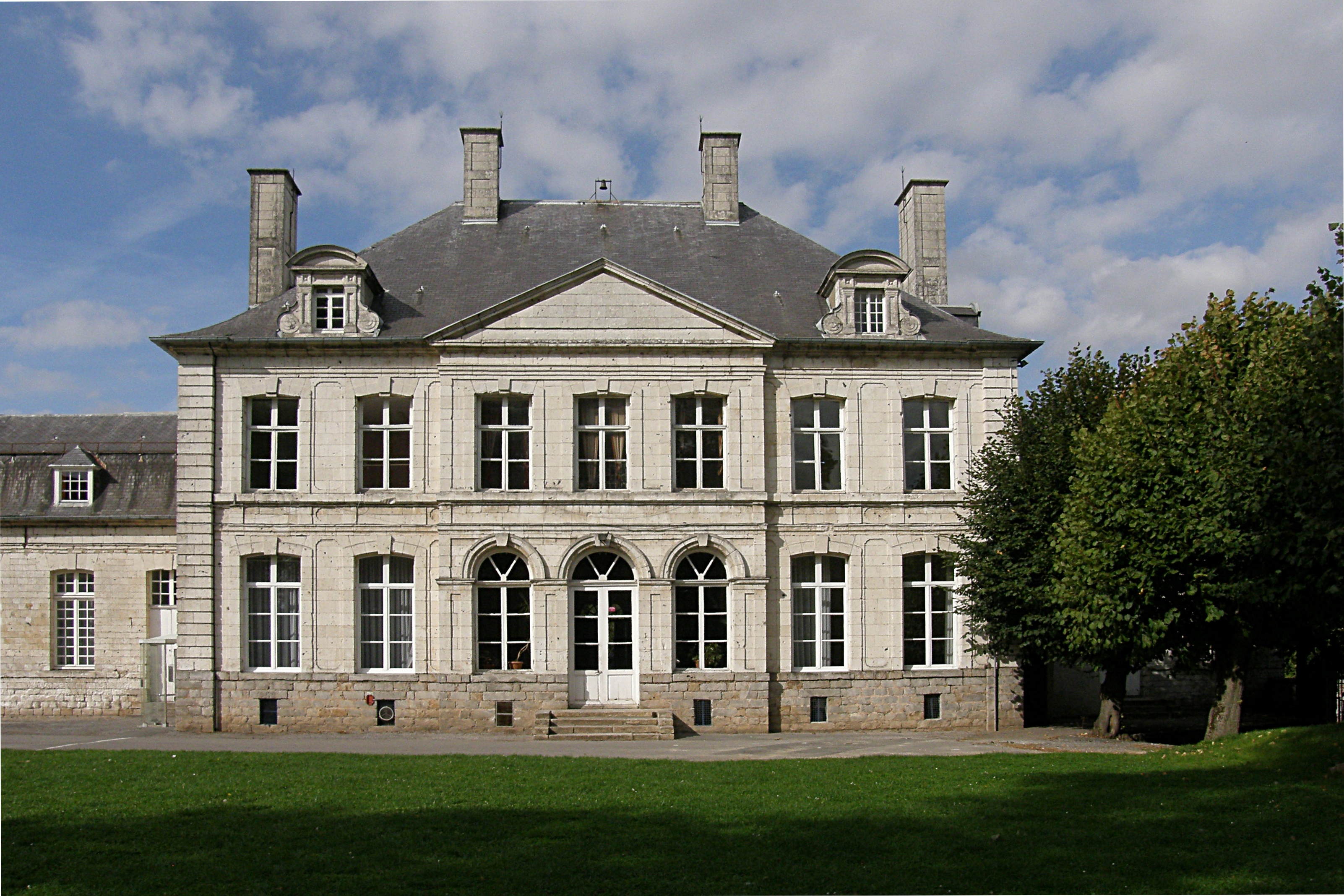
Clairefontaine, Duisans.
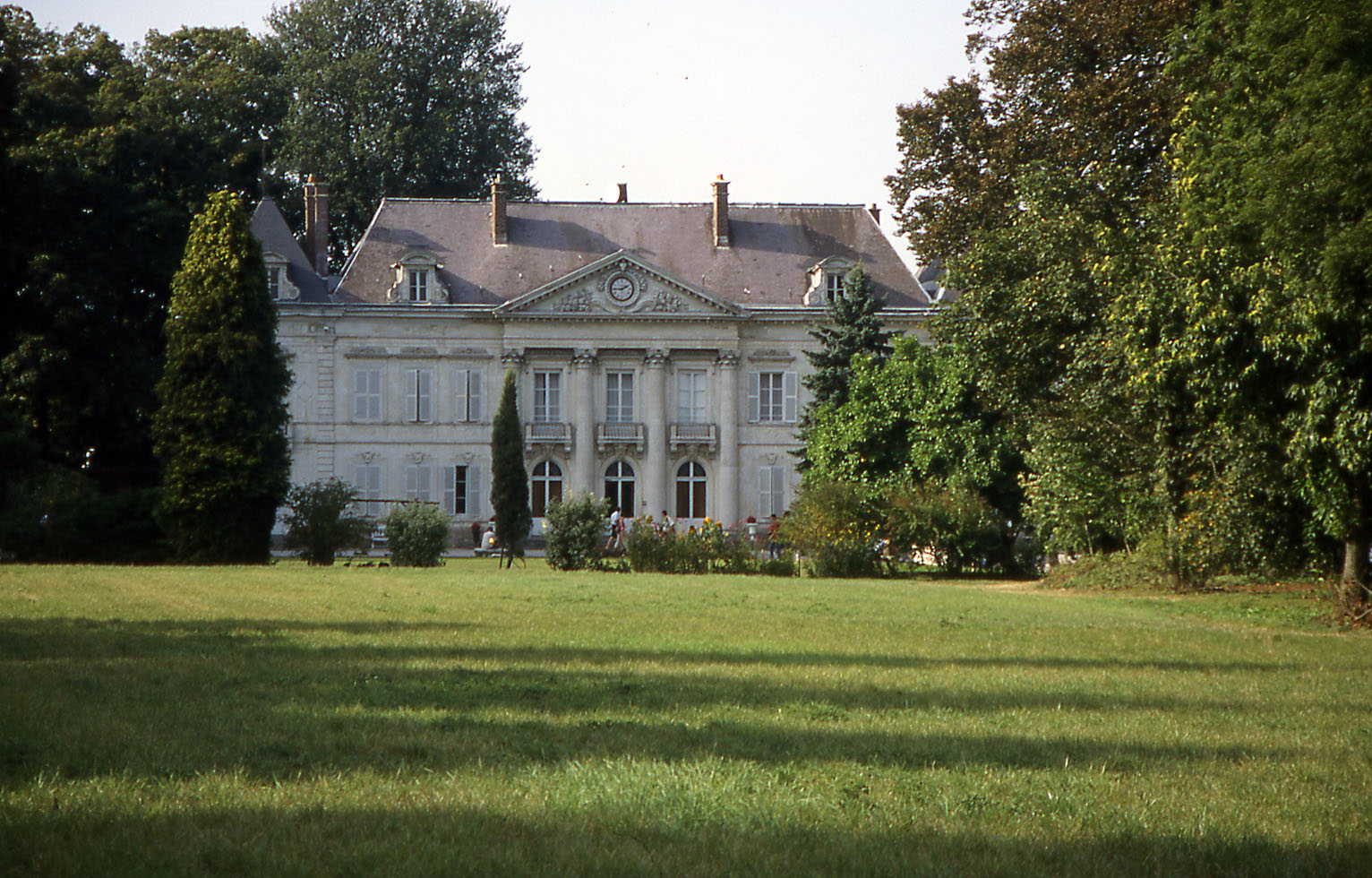
Saulty.
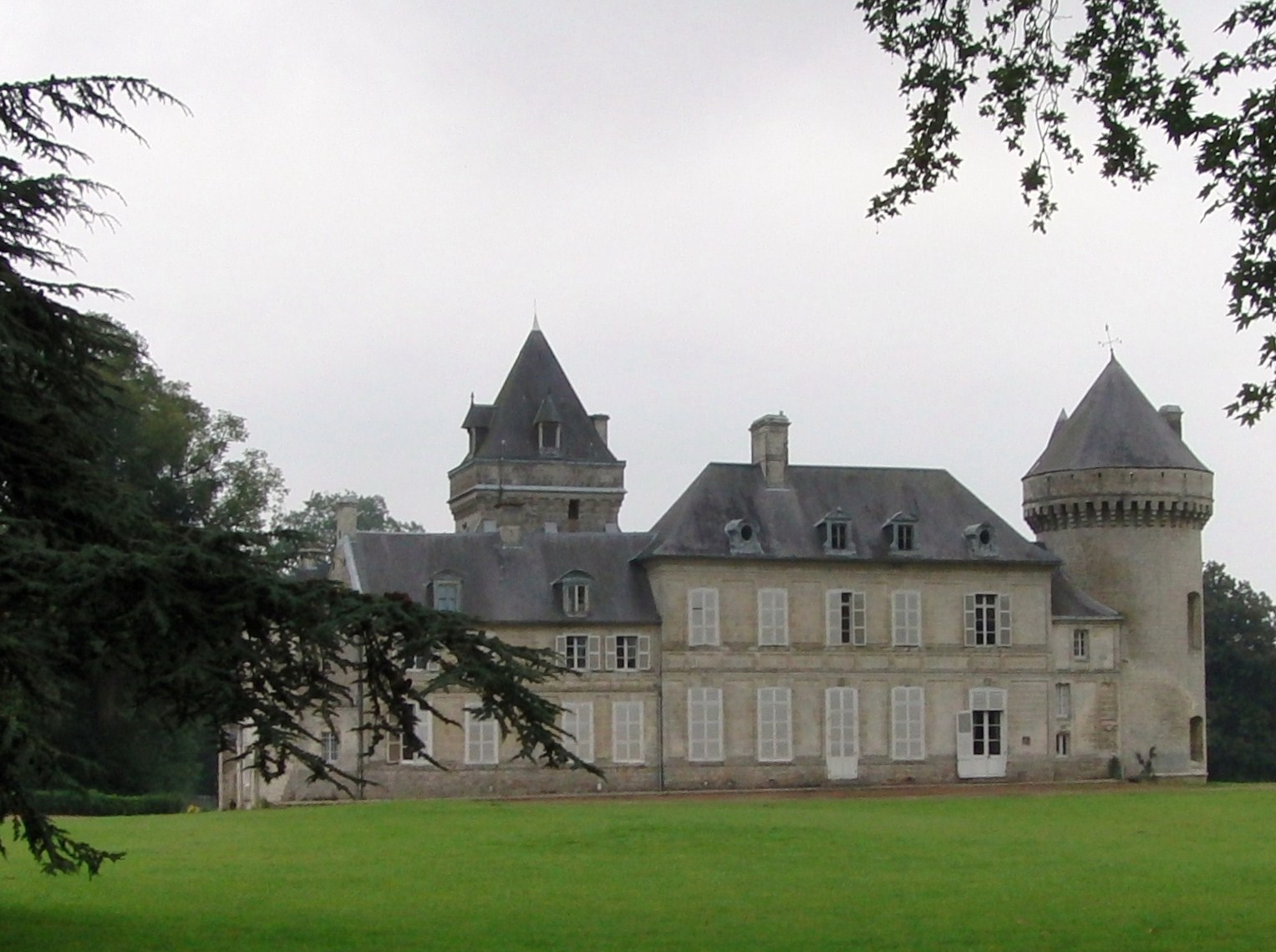
Villers-Châtel.

### Patrimoine religieux

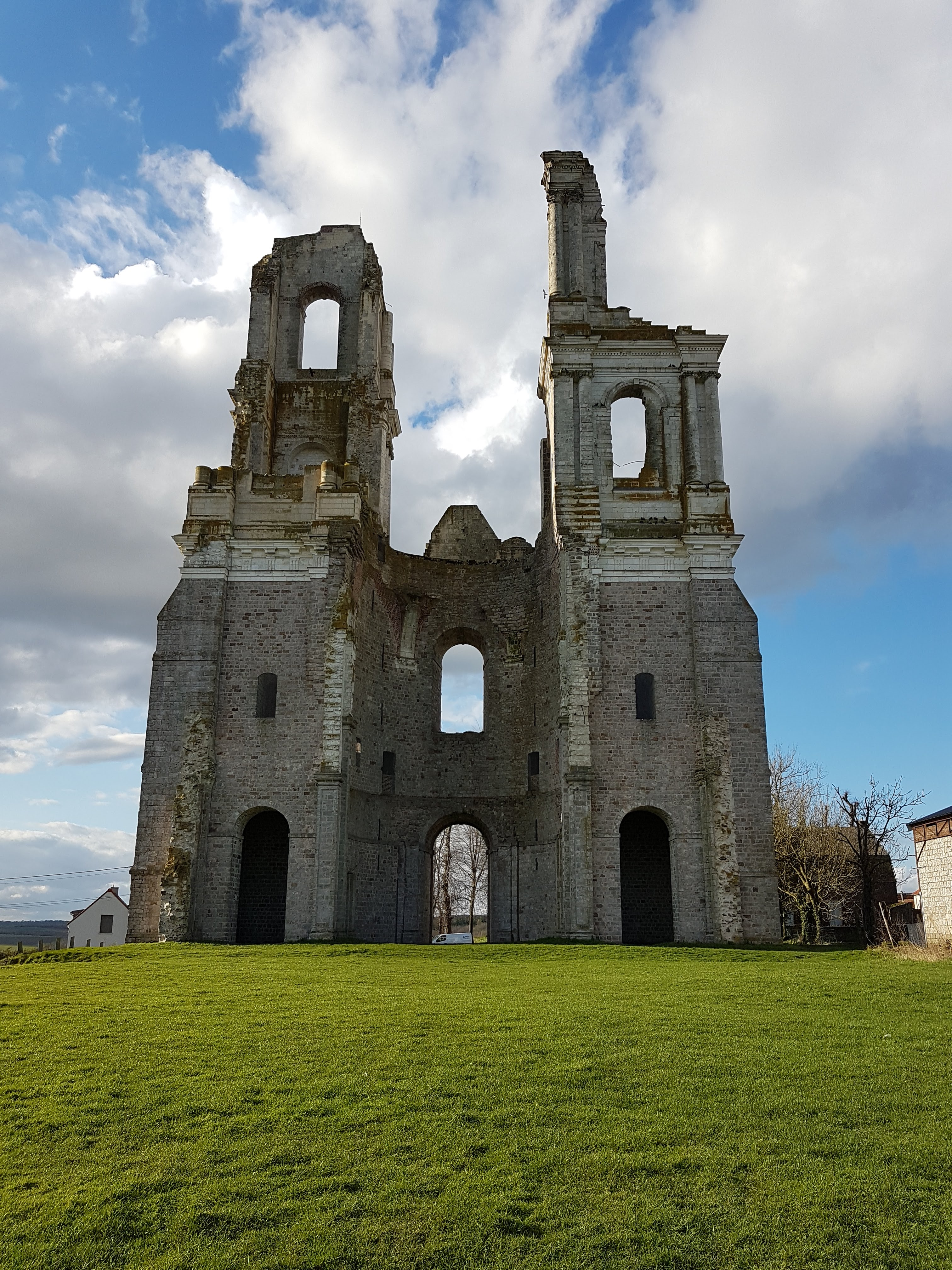
Abbaye de Mont-Saint-Éloi.

L'abbaye de Mont-Saint-Éloi est un témoignage de la puissance religieuse de l'Artois dès le XIe siècle, fondée en 929 sur un point haut qui domine la campagne environnante, l'abbaye sera détruite au XIXe siècle. De l'abbaye elle-même, il ne reste aujourd'hui que les deux tours de la façade ouest. Si les deux premiers étages sont construits en grès, les deux suivants sont en « pierre blanche », c'est-à-dire en craie.

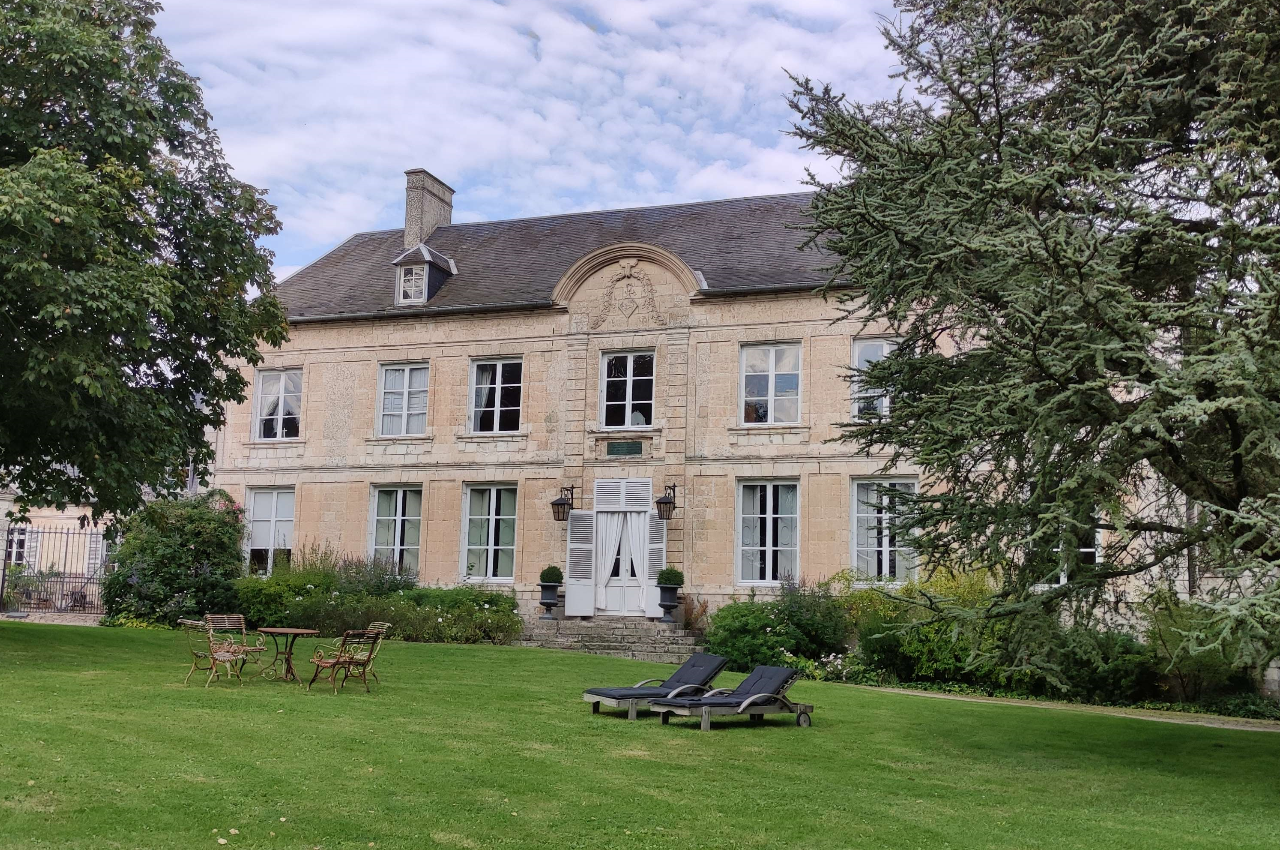
Ancienne Abbaye des Dames d'Étrun.

L'Artois compte d'autres monastères et abbayes, qui ont pour la plupart été fondés au Moyen Âge. L'abbaye d'Étrun, une ancienne abbaye de nobles filles fondée vers 800 par la princesse Béatrix vivant du temps de Charlemagne, fut édifiée à l'emplacement d'un ancien oppidum gaulois. L'abbaye Saint-Amand-et-Sainte-Bertille de Marœuil, abbaye augustinienne fondée en 935 par Fulbert à Marœil-lez-Arras, est située sur l'actuel minoterie Sainte-Bertille au bord de la Scarpe. Site religieux jusqu'en 1792, l'Abbaye Saint-Kilien d'Aubigny-en-Artois est aujourd'hui la maison de Retraite Francois Xavier de Saulty.
Arras possède aussi son abbaye, la puissante abbaye Saint-Vaast. Ancien monastère bénédictin fondé en 667 sur la colline de La Madeleine près d'Arras, où le futur saint Vaast avait coutume de se retirer, c'est autour d'elle que grandit le village sur les rives du Crinchon qui deviendra Arras. Après que les bâtiments eurent été confisqués et désacralisés à la Révolution, l'immense église abbatiale du XVIIIe siècle est devenue en 1804 la nouvelle cathédrale Notre-Dame-et-Saint-Vaast d'Arras, en remplacement de l'ancienne cathédrale gothique Notre-Dame-en-Cité de l'ouest de la ville, qui fut détruite. Depuis 1825, les vastes bâtiments conventuels de l’abbaye abritent le musée des Beaux-Arts d'Arras.
La cathédrale d'Arras est l'une des rares cathédrales de la Picardie historique avec celle de Cambrai a ne pas disposer d'architecture gothique, elle témoigne d'un style classique dessiné par l'architecte Pierre Contant d'Ivry, connu pour avoir également été le maître-d'œuvre de l'église de la Madeleine à Paris. Elle est édifiée à partir de 1778 en tant qu’église abbatiale de l'abbaye Saint-Vaast et devient cathédrale en 1804, en remplacement de l'ancienne cathédrale Notre-Dame-en-Cité d'Arras, la grande cathédrale gothique de l'ouest de la vieille ville qui avait été détruite pendant la Révolution française.

À Arras tout comme à Cambrai, les troubles révolutionnaires furent plus tumultueux et destructeurs qu'ailleurs. La plupart des établissements religieux et des nombreuses et fastueuses églises qui témoignaient de la richesse et de l’importance particulière de la ville d'Arras au Moyen Âge ont été vandalisés puis détruits.

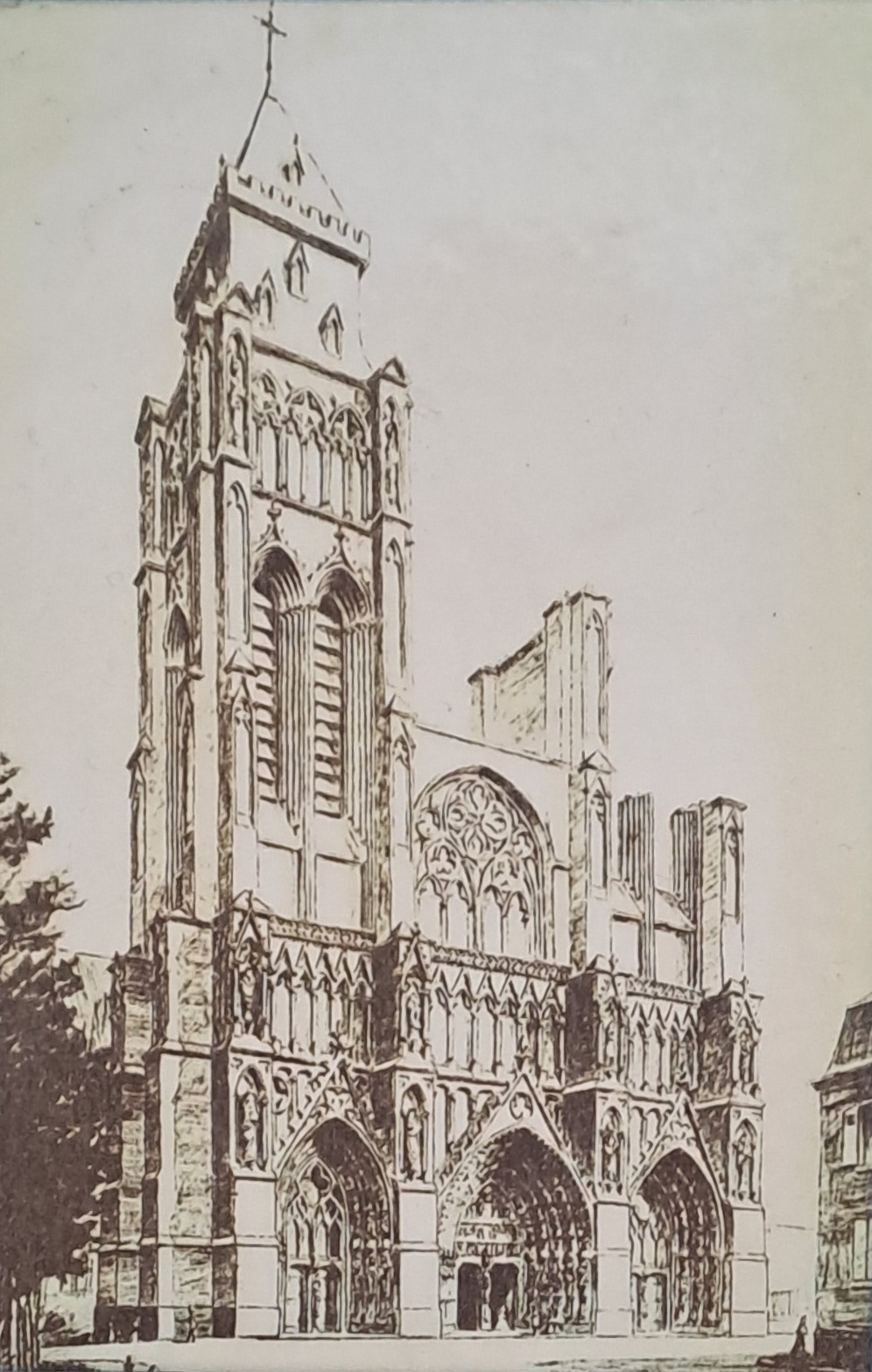
Ancienne cathédrale Notre-Dame-en-Cité.
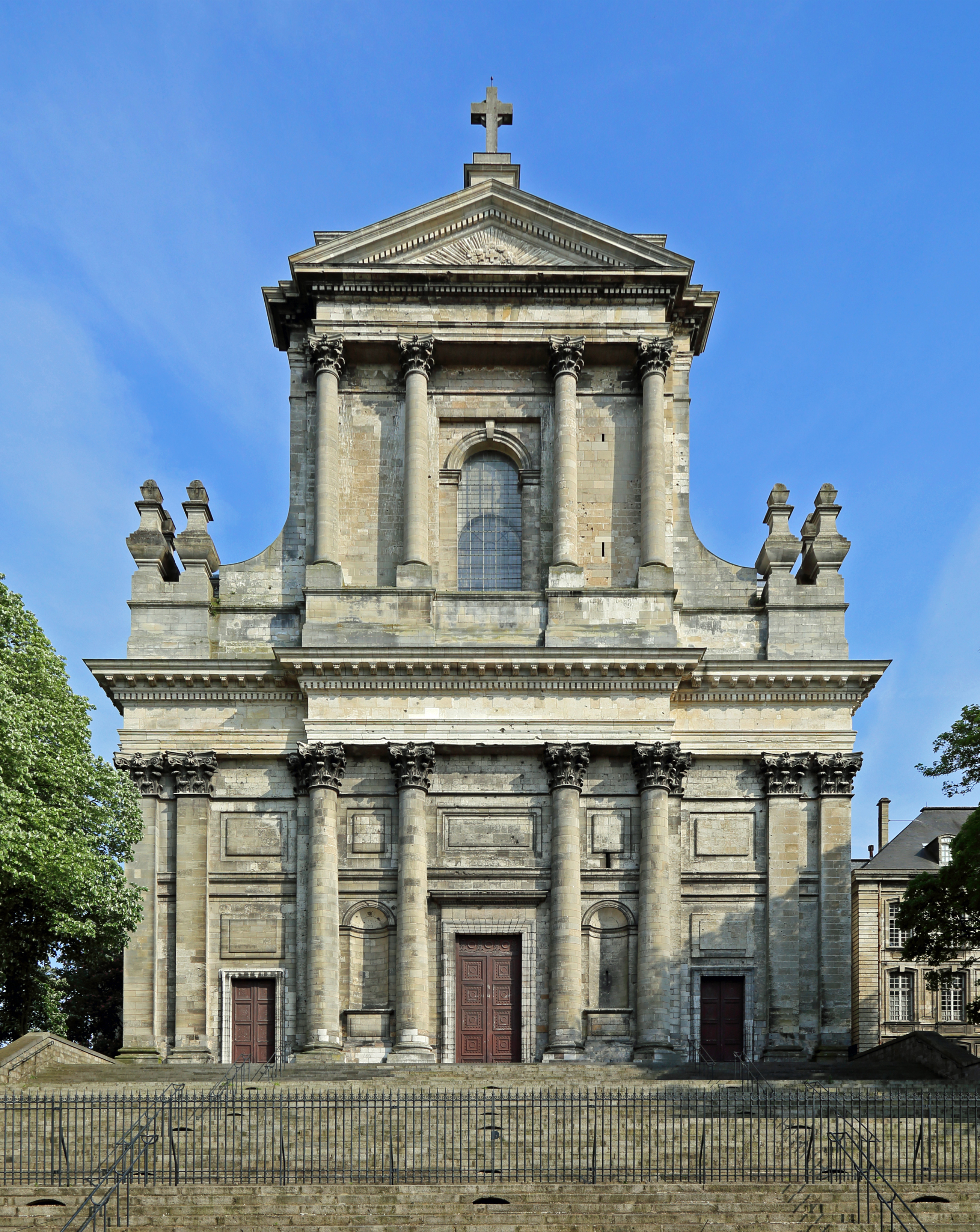
Nouvelle cathédrale Notre-Dame-et-Saint-Vaast d'Arras.

### Patrimoine civil

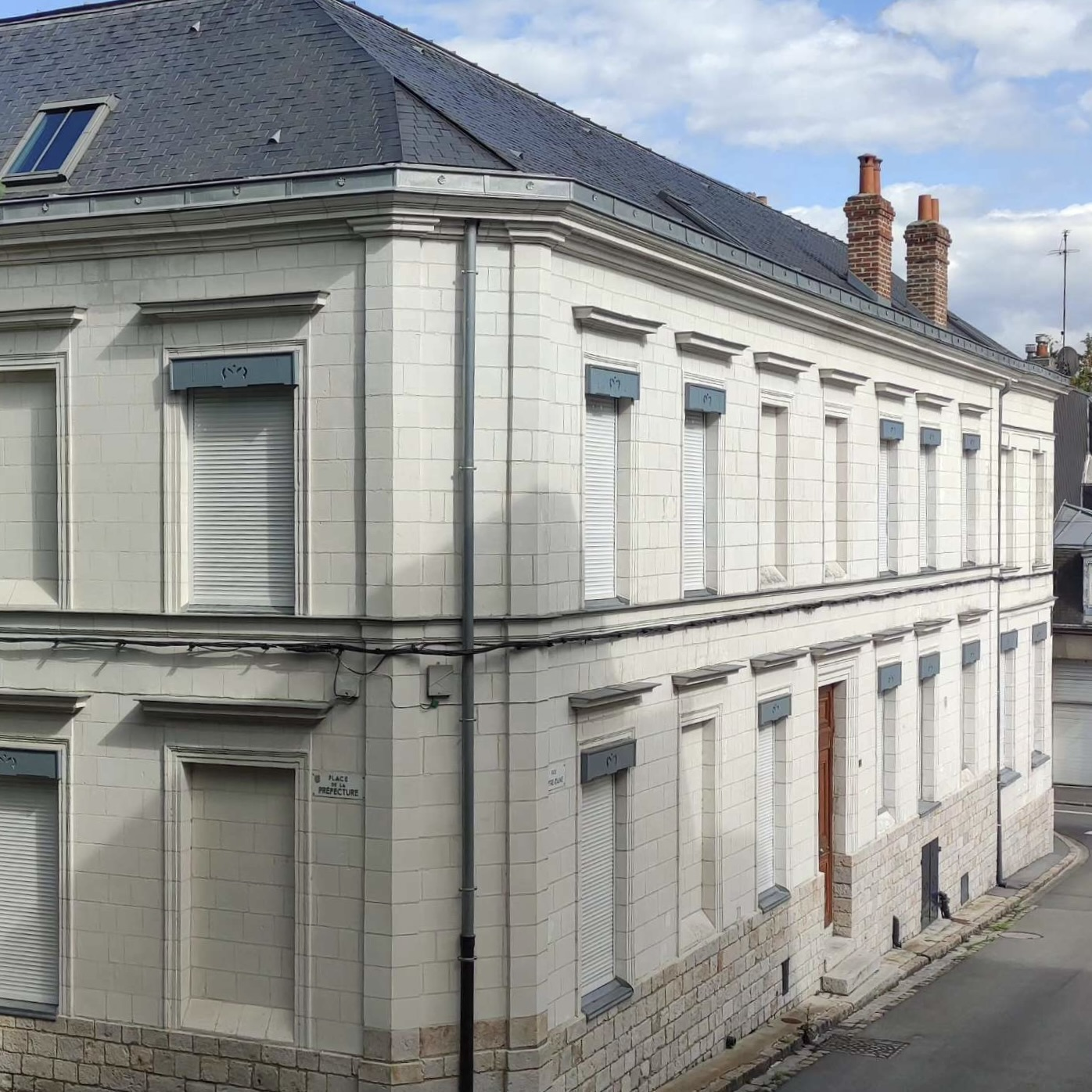
Architecture traditionnelle de la Cité d'Arras.

La Cité d'Arras, qui a longtemps constitué le noyau de l'Artois avant la construction de la ville, comprend de nombreux édifices contemporains construits dans un style traditionnel aux emplacements d'anciens sites religieux, tel que la préfecture du Pas-de-Calais aménagée autour de l'ancien palais de l'évêché, l'église Saint-Nicolas-en-Cité, construite sur les ruines de l'ancienne cathédrale gothique ou encore l'hôtel du département construit sur l'ancien cimetière Saint-Nicaise dont la porte est encore visible de nos jours. Le Vieux Dainville situé à 3 km de la Cité contient aussi beaucoup de grandes propriétés construites dans un style traditionnel de la région, comme autour des rues de l'Église et d'Étrun, où se situe la grande Église Saint-Martin de Dainville. Entre Sainte-Catherine et Anzin-Saint-Aubin, la Chaussée Brunehaut dispose également d'un riche patrimoine, comme en témoigne le château-mairie d'Anzin et son jardin à la française, ou la pisciculture d'Anzin réputé dans toute la région.
En dehors des principales agglomérations, l'Artois possède de nombreux villages et petites villes connus pour leur patrimoine historique. Mont-Saint-Éloi s'est établie comme une destination incontournable au nord d'Arras. Un des 8 villages du Pays d’Artois labellisé Village Patrimoine, Mont-Saint-Éloi se situe à 10 minutes d’Arras, perché sur une colline. Plusieurs autres villages de l'Artois bénéficient du label Village Patrimoine, et sont connus à la fois pour leurs paysages et leur patrimoine : Pas-en-Artois, à mi-chemin entre Arras et Amiens dispose d'un panorama du haut de la colline Saint-Pierre, Étrun, village apaisant traversé par le Gy et la Scarpe, connu pour son abbaye, Habarcq, château, église et ancienne ferme aux tours massives témoignent de son passé médiéval.

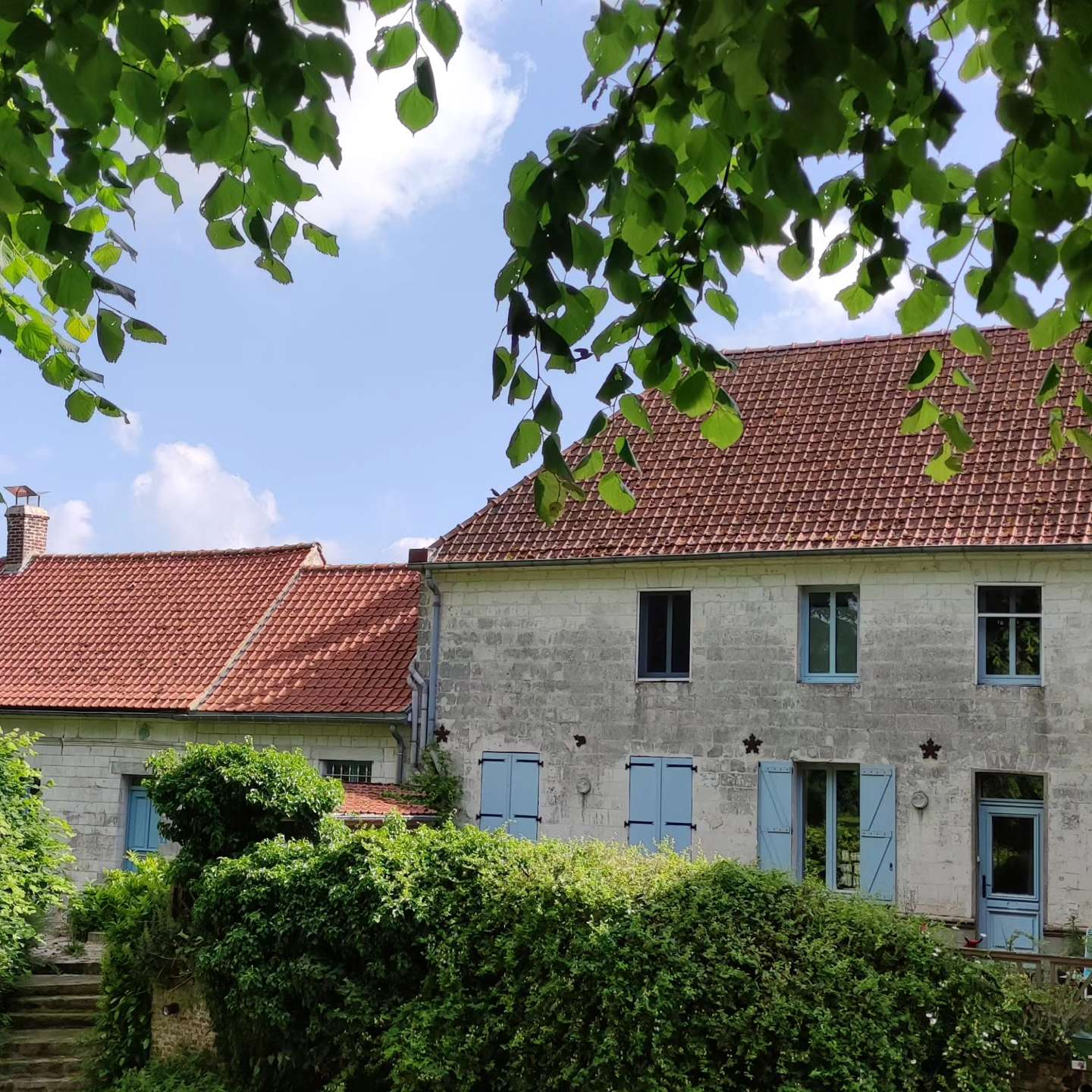
Mont-Saint-Éloi
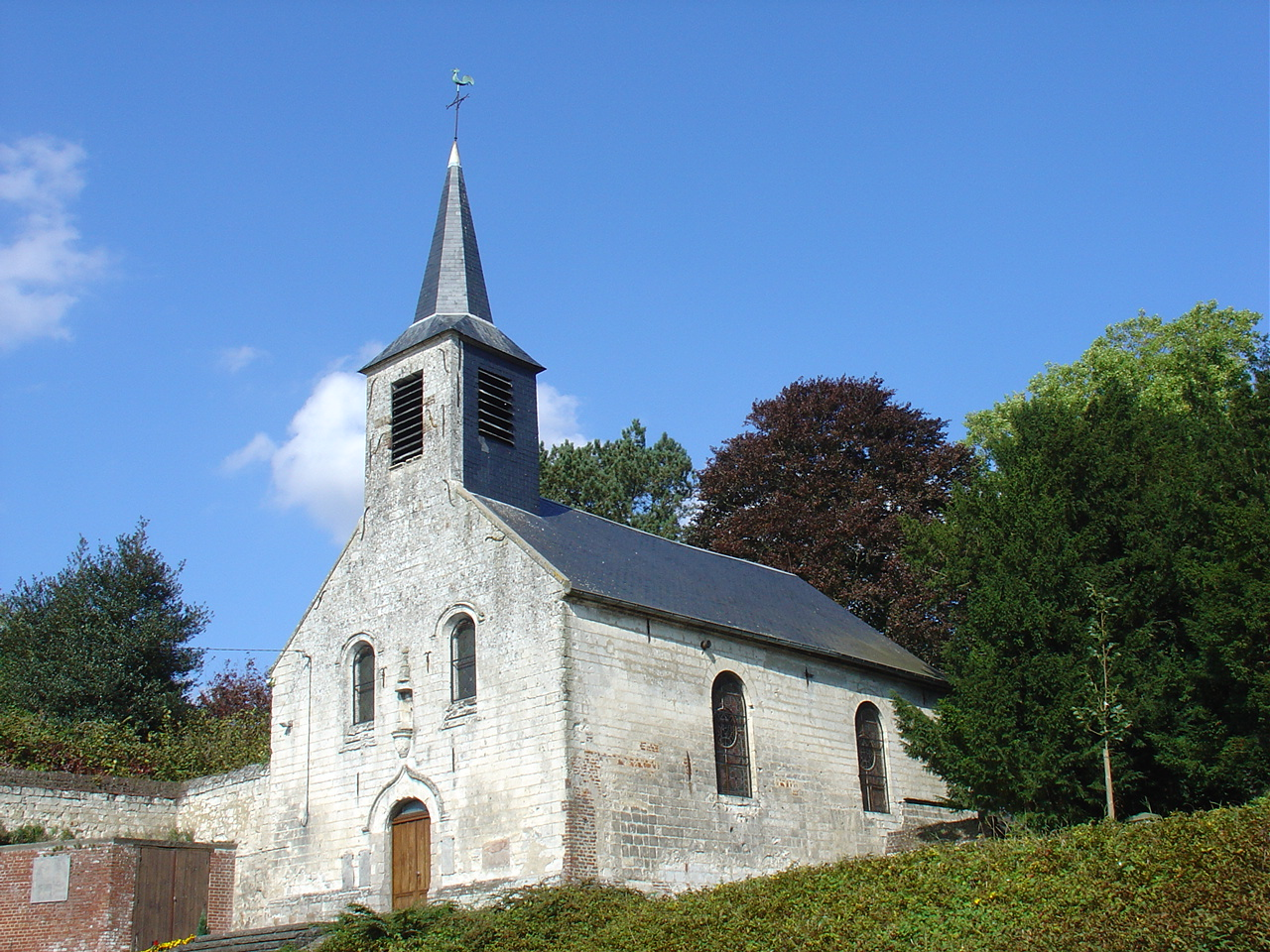
Étrun.
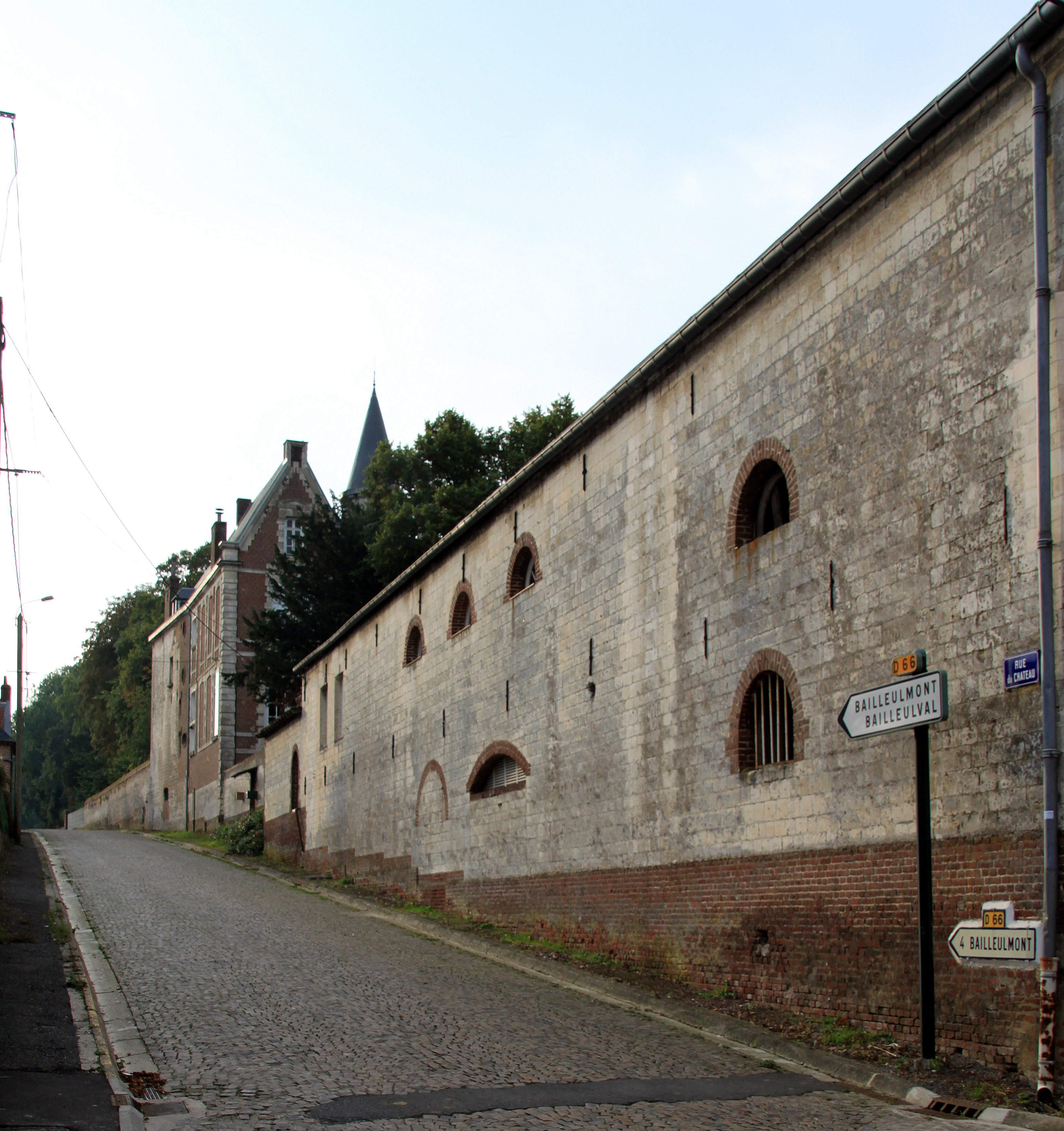
Gouy-en-Artois.
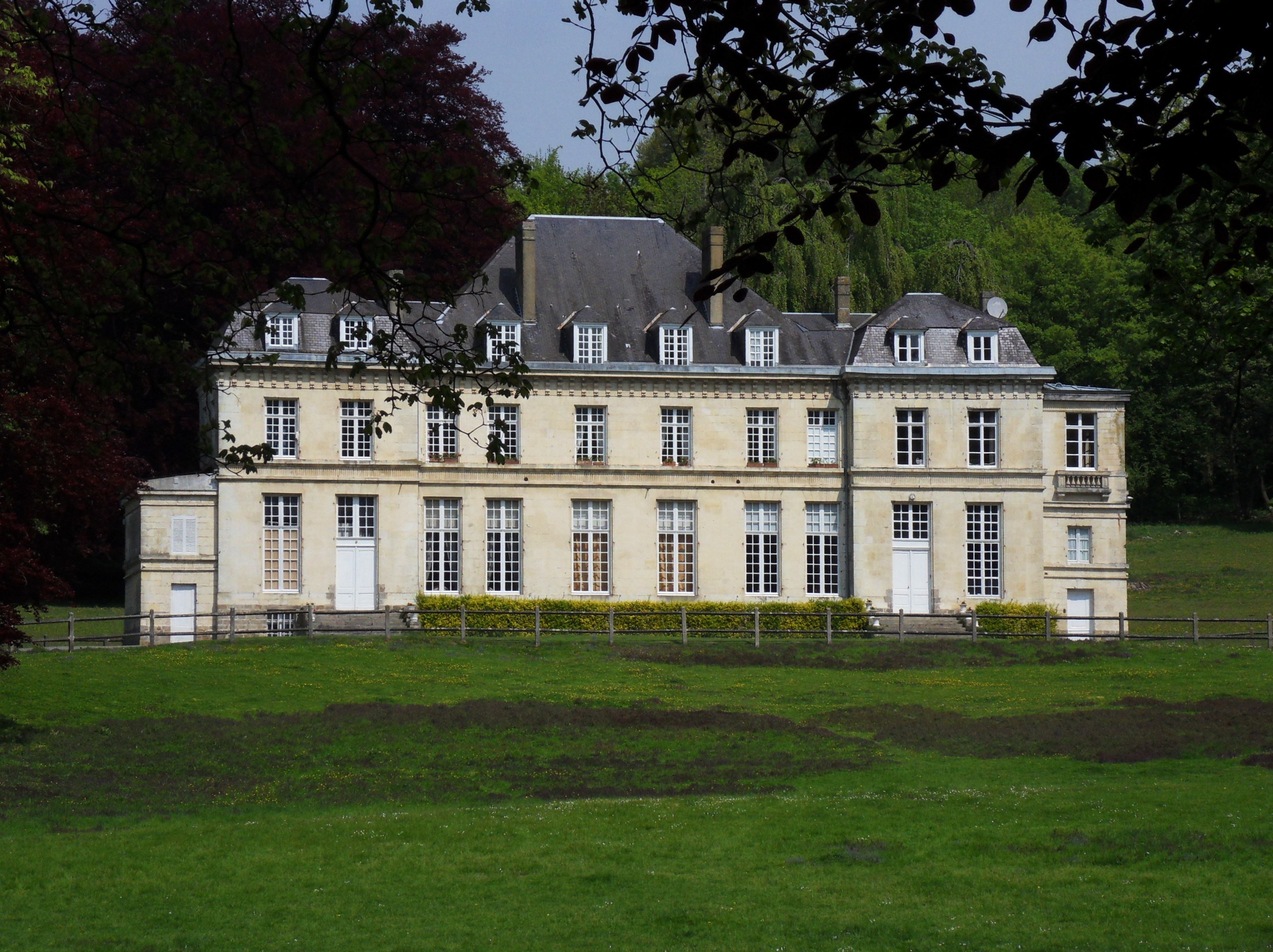
Pas-en-Artois.
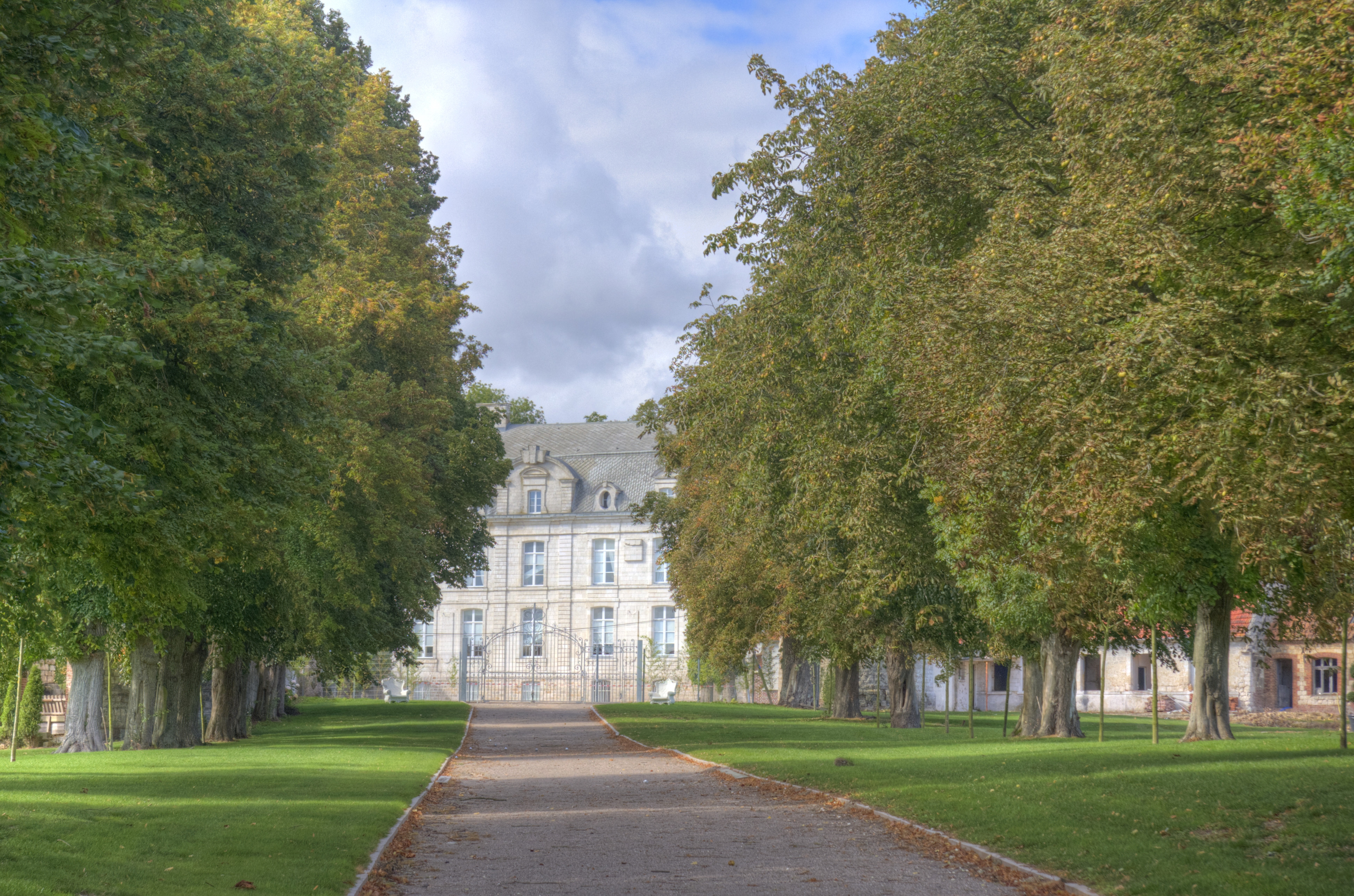
Habarcq.
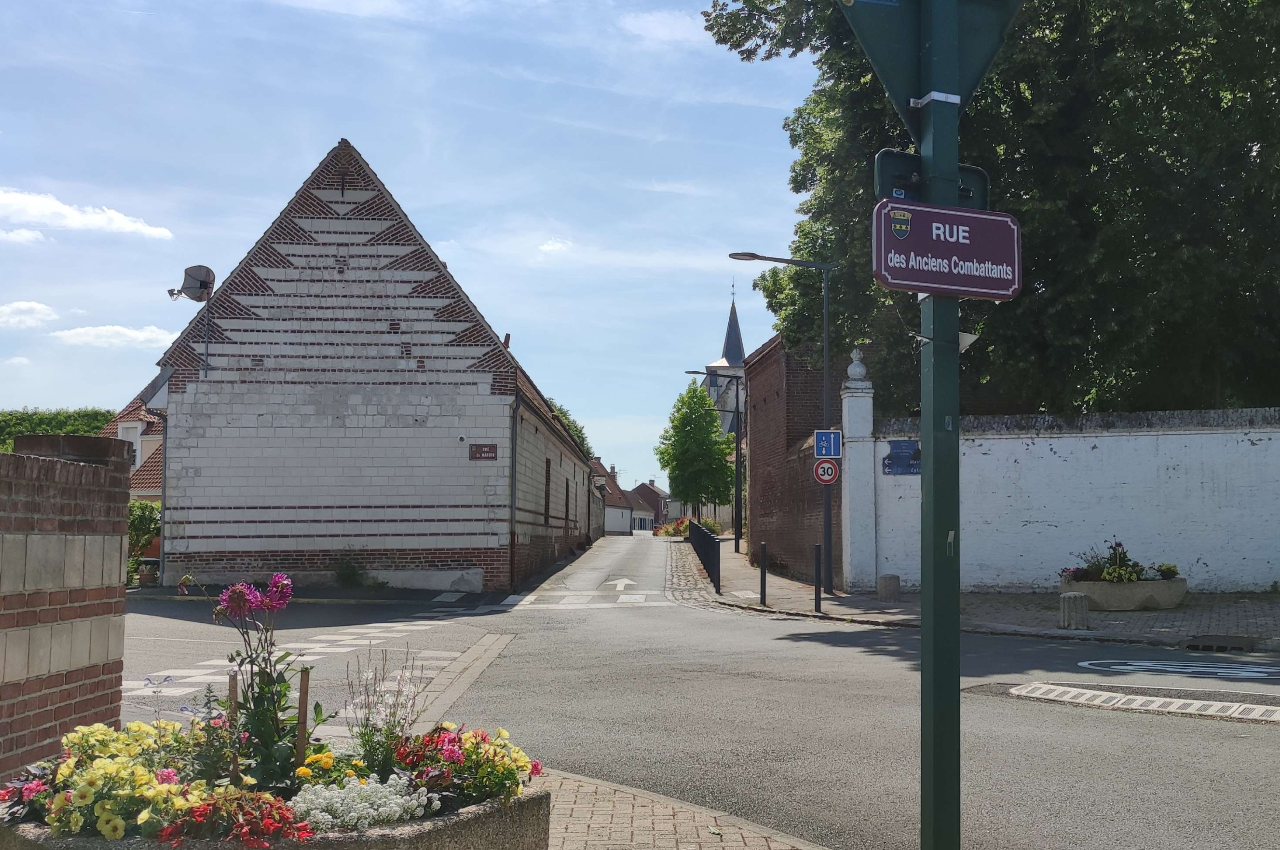
Vieux-Dainville, ensemble de pierres typique de la région.